# Geschichte Diefflens

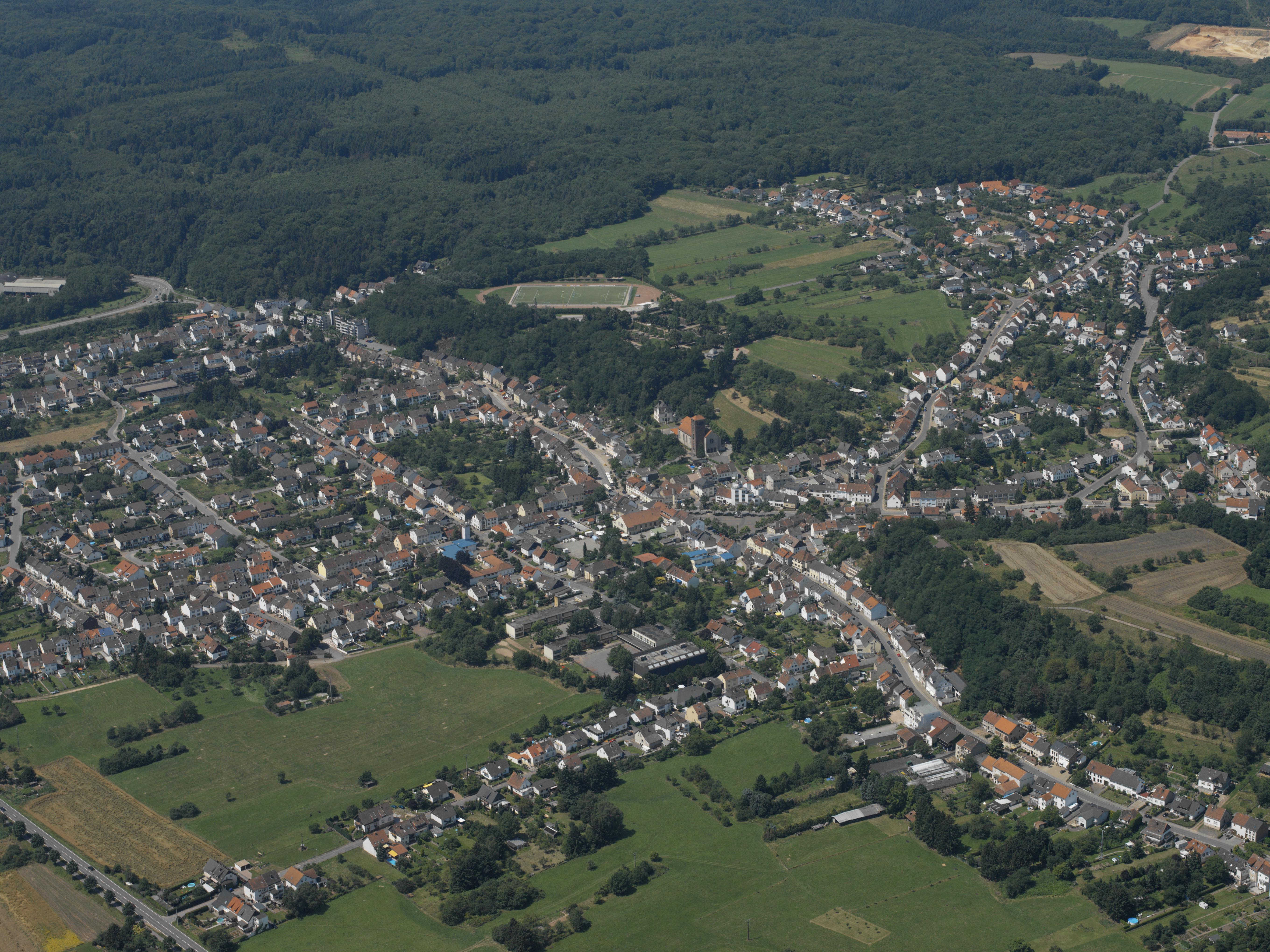
Diefflen

Die Geschichte Diefflens ist seit seiner Gründung im Hochmittelalter historisch mit den Nalbacher Talgemeinden verbunden. Diefflen (hochdeutsche Aussprache: Dieflen; im örtlichen, moselfränkischen Dialekt Dejfeln) ist eine Ortschaft und ein Stadtteil von Dillingen/Saar im Landkreis Saarlouis (Saarland) und zählt etwa 4700 Einwohner. Es liegt an der unteren Prims, einem Nebenfluss der Saar.
Der Ort gehörte als Teil des Hochgerichtes Nalbacher Tal zu den Nicht eingekreisten zum Heiligen Römischen Reich zugehörigen Territorien und Ständen. Aus dem bisherigen kommunalen Verband schied Diefflen durch die Angliederung an die Stadt Dillingen/Saar im Jahr 1969 aus. Das Primstal in der Umgebung der Ortslage ist seit der Altsteinzeit von Menschen besiedelt. Der örtliche Dialekt ist Teil der Moselfränkischen Dialekte und gehört damit zum westmitteldeutschen Dialektverband. Die traditionelle Hausform Diefflens ist das Südwestdeutsche Quereinhaus.

## Geschichte

### Vor- und Frühgeschichte

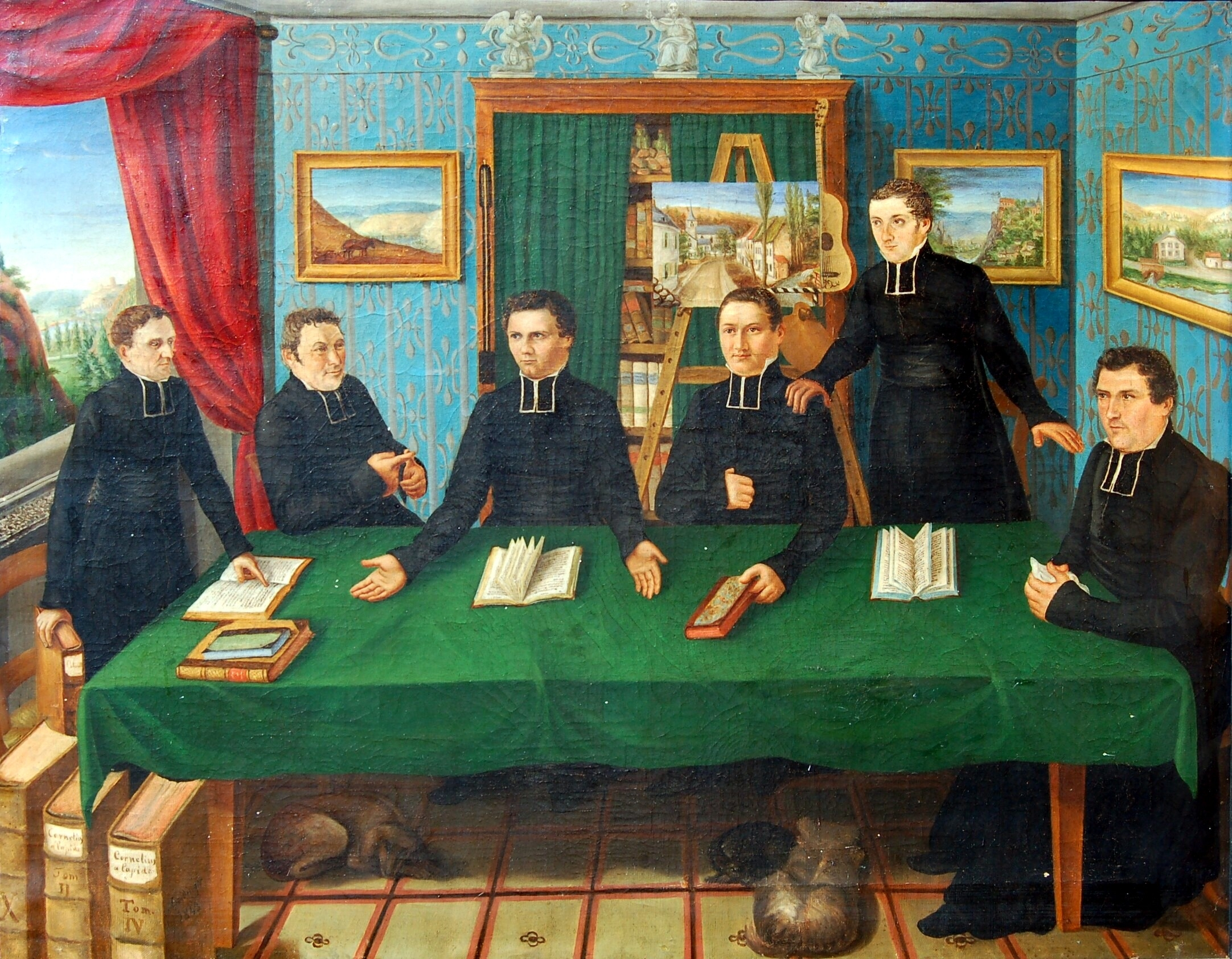
Franz Xaver Leidinger: Pastor Philipp Schmitt (3. v. l.) während einer Konferenz mit seinen Amtskollegen der Nachbarpfarreien (2. v. l.: Johann Matthias Deutsch) 1843, 84 cm × 63 cm, Pfarrhaus Beckingen

#### Steinzeit
Wie zahlreiche archäologische Funde belegen, war das Saar- und das Primstal bereits von der Altsteinzeit an durchgehend bis heute von Menschen besiedelt. Die Altsteinzeit ist u. a. durch einen Faustkeil aus Hüttersdorf vertreten. Das älteste Zeugnis für die Anwesenheit des vorgeschichtlichen Menschen in der Gegend stellt der „Ludweiler Faustkeil“, ein etwa 200.000 bis 300.000 Jahre altes Steinwerkzeug, dar. Die ältesten Siedlungsspuren in der Umgebung des heutigen Diefflen gehen auf die Jungsteinzeit zurück. Die Nied-Talweite war zu Beginn der Jungsteinzeit bewohnt (um 5000 v. Chr.). Keramikscherben und Steingeräte kennzeichnen den Siedlungsplatz dieser ältesten Bauern und Viehzüchter.
Zahlreiche Steinbeile, auch „Donnerkeile“ genannt, wurden aus dieser Zeit auf den Dillinger und Pachtener Gemarkungen und am Litermont gefunden. Im Jahr 1927 fand der Dieffler Landwirt Johann Nalbach im Areal „Grundbirngarten“ (Flur 3, Gemarkung Nalbach) zwei Steinbeile aus dem Neolithikum. Steinbeile waren Holzbearbeitungsgeräte, sicherlich auch Waffen und Prestigeobjekte. Besonders die jung- und endneolithischen Beile (Hammer- und Streitäxte) werden meist als Waffen gedeutet.
Auf dem Gebiet der Dokumentation dieser Steinbeile haben im 19. Jahrhundert der Dillinger Pfarrer Philipp Schmitt und der mit ihm befreundete Saarlouiser Justizrat und Notar Nicolas Bernard Motte Beachtliches geleistet.

#### Bronzezeit
Der mittleren Bronzezeit gehört ein Grabhügel mit einem Skelettgrab bei Saarwellingen an. Im Jahr 1953 wurde in einer Kiesgrube an der Prims bei Bilsdorf eine bronzene Lanzenspitze (Länge: 15,4 cm, Museum Saarlouis) gefunden. Ab der späten Bronzezeit (13.–9. Jahrhundert v. Chr.) werden Funde und Befunde zahlreicher. Spätbronzezeitliche Brandgräber sind aus Grabhügeln bei Niedaltdorf bekannt. Die für diese Epoche typischen Flachgräberfelder mit Brandbestattungen sind bisher in der Umgebung noch nicht gefunden worden. Aber aus der Zeit bald nach 1000 v. Chr. liegen mehrere Hortfunde aus dem Raum um den Wallerfanger Limberg vor, die zahlreiche Metallobjekte umfassen.
Im Jahr 1850 wurden bei Wallerfangen in den Gemarkungen „Eichenborn“ und „Lehmkaul“ reiche Bronzedepots der späten Urnenfelderzeit (9. Jahrhundert v. Chr.) gefundenen.

#### Eisenzeit
Pfarrer Philipp Schmitt entdeckte im Grenzgebiet des Dieffler und Düppenweiler Gemeindewaldes am Verbindungsweg zwischen beiden Orten zwei Grabhügel. Fünf weitere Grabhügel fand Schmitt im Gebiet der heutigen Nalbacher Bruchstraße zwischen Prims und Bahnhof Nalbach. Beim Bau des neuen Schulhauses in Nalbach (seit 2013 das Gemeinderathaus von Nalbach) entdeckte man bei den Ausschachtungsarbeiten eine römische Münze aus dem 4. Jahrhundert. Im Jahr 1931 fand Konservator Klein im Grenzgebiet zwischen Nalbach und Saarwellingen (Flur 5, Gemarkung Saarwellingen) eine Grabhügelgruppe mit Schwertern, Messern, Gefäßen und Knochenasche.
Auf dem Limberg fand man eine mehrfach gestaffelte Abschnittsbefestigung der Hallstattzeit (8.–6. Jahrhundert v. Chr.) und am Fuße des Berges ein Gräberfeld mit einem durch goldene Hals- und Armringe ausgezeichneten „Fürstinnengrab“ der Späthallstattzeit (um 500 v. Chr.). Weitere wichtige Nekropolen der Epoche liegen in Saarlouis-Fraulautern, Elm-Sprengen und Gerlfangen. Dies spricht für eine gewisse Zentrumsfunktion des Raumes in vor- und frühgeschichtlicher Zeit. Eine kleine Gräbergruppe der Frühlatènezeit (480–250 v. Chr.) konnte in Saarwellingen untersucht werden. In keltischer Zeit befand sich das heutige Dieffler Ortsgebiet im Einflussbereich der Stämme der Treverer und Mediomatriker.

### Antike
Im heutigen Dillinger Stadtgebiet befand sich die gallo-römische Siedlung Contiomagus. Sie entstand während der Besiedlungsphase nach der Eroberung Galliens durch Gaius Iulius Caesar von 58 bis 51 v. Chr. Contiomagus lag an der Kreuzung der Fernstraßen Metz-Mainz und Trier-Straßburg, im heutigen Stadtteil Pachten. 275/276 wurde Contiomagus im Zuge der Völkerwanderung zerstört und wieder aufgebaut.
Im Jahr 1824 entdeckte Nicolas Bernard Motte bei Bettstadt (Flur 7, Römerweg, Gemarkung Piesbach) Reste römischer Bauwerke. Es handelt sich dabei vermutlich um eine Villa rustica, die sich nach und nach zu einem Vicus erweiterte. Spuren von Brandschutt lassen eine gewaltsame Zerstörung vermuten. Die Siedlung lag an einer Römerstraße, die das antike Pachten über die Höhen hinter Diefflen und Nalbach mit einer römischen Siedlung bei Lebach verband.
Die jüngsten Funde der Epoche wurden im Jahr 1976 in Bilsdorf (Flur 5, Gemarkung Bilsdorf) beim Ausbaggern eines Weihers in einer Tiefe von 2,50 m gemacht. Es handelt sich dabei um römische Postamentsteine, die das Fundament eines römischen Fachwerkgebäudes bildeten. Darüber hinaus wurde im gleichen Fundgebiet ein römischer Kultstein (Höhe: 90, Schaft: 35 × 35 cm, Fuß und Oberteil: 50 × 50 cm) gefunden.
Als gesichert gilt eine römische Militärstation auf dem Litermont. Der heutige Name der Prims (Primantia/Bhrimantia) stammt noch aus der gallo-römischen Epoche. Ebenso geht der Name des Kondelerbaches im Norden der Dieffler Gemarkung vermutlich auf keltische Namensgebung zurück.

### Mittelalter

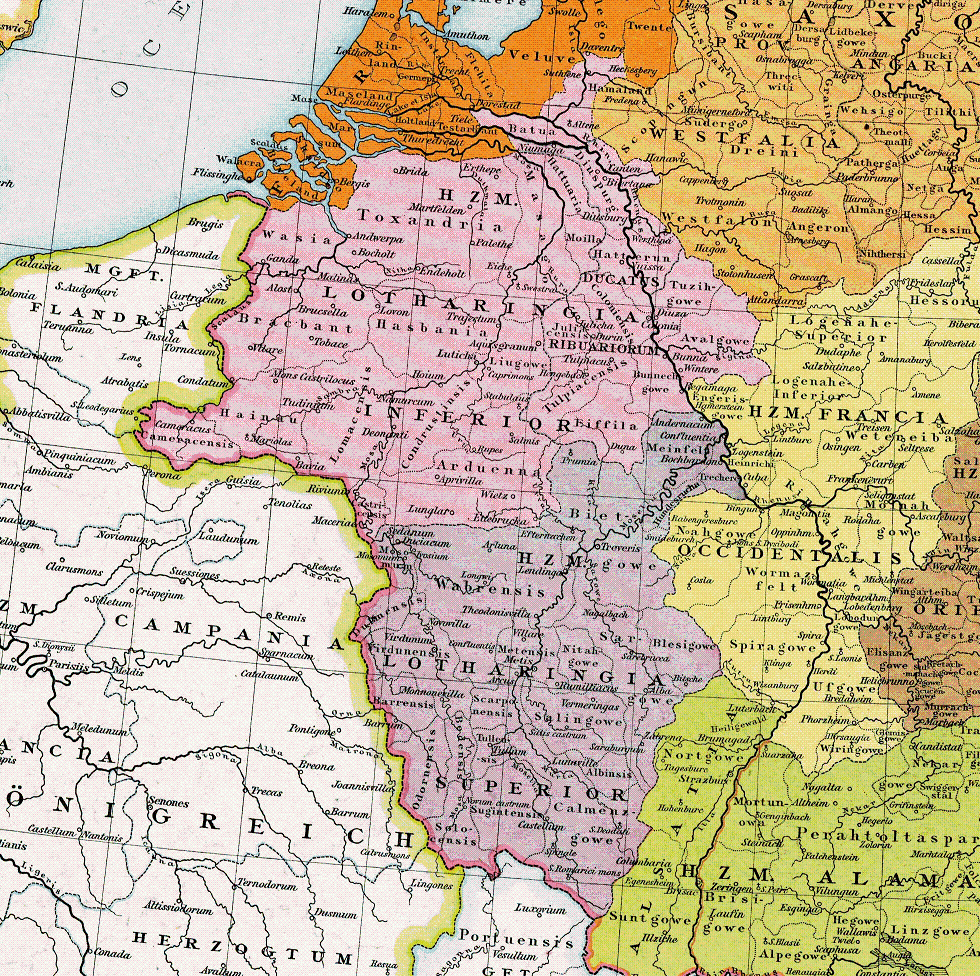
Lage des Altortes Nalbach (Nagalbach) im Herzogtum Lothringen um das Jahr 1000

Diefflen (erste Nennung als Dieffendael; heutige Schreibweise durch königlich-preußischen Erlass vom 16. Januar 1858 festgelegt) bedeutet „Siedlung im tiefen Tal“. Der Ortsname ist eine Lagebezeichnung, die die im Bezug auf die Prims am tiefsten gelegene Ortschaft im Nalbacher Tal bezeichnet. Analog dazu ist der im Bezug auf die Prims am höchsten gelegene Ort des Nalbacher Tales – Kirchberg – ebenfalls eine Lagebezeichnung, heute Körprich. Der Ort Diefflen wurde als Vorort von Nalbach primsabwärts vermutlich im Gebiet des heutigen Dieffler Dorfplatzes und am Petersberg angelegt.
Der Altort Nalbach (mundartlich: Nôlbach) wurde um das Jahr 950 unter dem Namen „Nagelbach“ in der Mettlacher Wallfahrerurkunde des Erzbischofs Ruotbert von Trier erstmals urkundlich erwähnt. Der Ortsname dürfte in vorkarolingischer Zeit entstanden sein. Der Name könnte allerdings auch schon aus der Zeit vor der Fränkischen Landnahme, die in einem Zeitraum vom 5. bis zum 8. Jahrhundert erfolgte, stammen. Der namensgebende Nalbach ist einer von drei Bächen (Nalbach, Fußbach, Etzelbach), die den Ort früher, vom Litermont herkommend, durchflossen. Heute sind alle diese Bäche verrohrt und münden in die Prims.
Im Jahre 1048 schenkte der Erzbischof von Trier, Eberhard von Schwaben, den Hof Nagelbach dem Trierer Simeonstift. Simeon von Trier, nach dem das Stift benannt ist, war in Syrakus auf Sizilien geboren worden, wuchs in Konstantinopel auf und hatte sich während einer Pilgerfahrt ins Heilige Land (1028–1030) mit dem Trierer Erzbischof Poppo von Babenberg angefreundet. Nach der gemeinsamen Ankunft in Trier, hatte sich Simeon in der Porta Nigra als Inkluse einmauern lassen, wo er bis zu seinem Tod im Jahr 1035 wirkte. Erzbischof Poppo bewirkte nach Simeons Tod, dass dieser bereits im Jahr 1036 durch Papst Benedikt IX. heiliggesprochen wurde. Ab 1041 begann Erzbischof Poppo mit der Umgestaltung der römischen Porta Nigra zu einer Kirche neben der das Simeonstift errichtet wurde. Die Schenkung des Hofes Nagelbach an der Prims durch Poppos Nachfolger Eberhard sollte der Finanzierung der Neugründung dienen.
Die Nalbacher Kirche St. Peter und Paul wird in den Jahren 1154 (Bestätigungsurkunde Papst Hadrians IV.) und 1179 erstmals urkundlich erwähnt. In der Bestätigungsurkunde Papst Alexanders III. aus dem Lateran vom 8. Juni 1179 wird dem Trierer Simeonsstift der Besitz Nalbachs mit seiner Kirche und ihren Zugehörigkeiten („Nahelbah cum ecclesia et suis appendiciis“) nochmals zugesichert. Mit „appendiciis“ könnten, ohne, dass sie einzeln namentlich erwähnt werden, die Teilorte des Nalbacher Tales, und damit auch Diefflen, gemeint sein.
| Jahr                                 | 1324                                 | 1327      | 1344        | 1393                               | 1488    | 1522                       | um 1600  | 1623        | 1714     | 1747     |
| veränderter Name im Laufe von Jahren | Dieffendaell (gesprochen: Diefendal) | Diefendal | Diffendaill | Diffendal, Deiffendail, Dyffendail | Deifeln | Dyffendahl und Diffendaill | Dieffeln | Dieffenthal | Diffelen | Diefflen |

In moselfränkischer Mundart wird der Ort heute folgendermaßen ausgesprochen: Dejffeln.

#### Urkundliche Ersterwähnungen

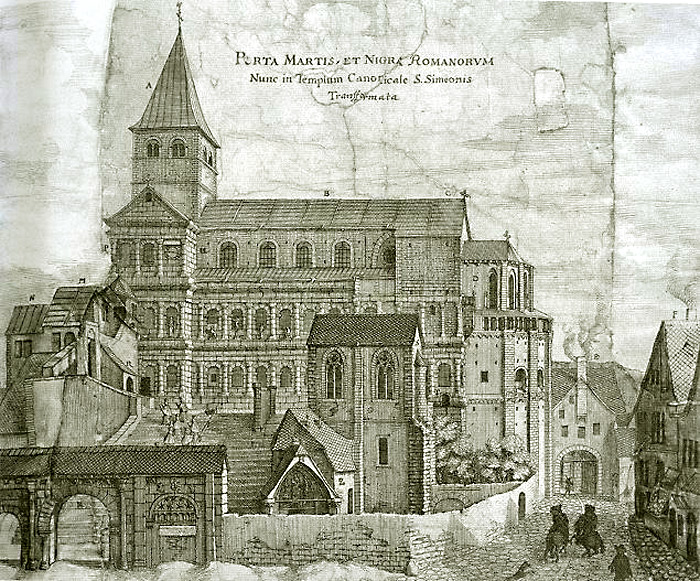
Stift St. Simeon in Trier, Dieffler Grundherr durch die Schenkung des Trierer Erzbischofs Eberhard von Schwaben, Caspar Merian 1670; Vor der im Vordergrund sichtbaren Freitreppe mussten sich die Kandidaten für das Amt des Hofmeiers des Nalbacher Tales den Stiftsherren von St. Simeon vorstellen.

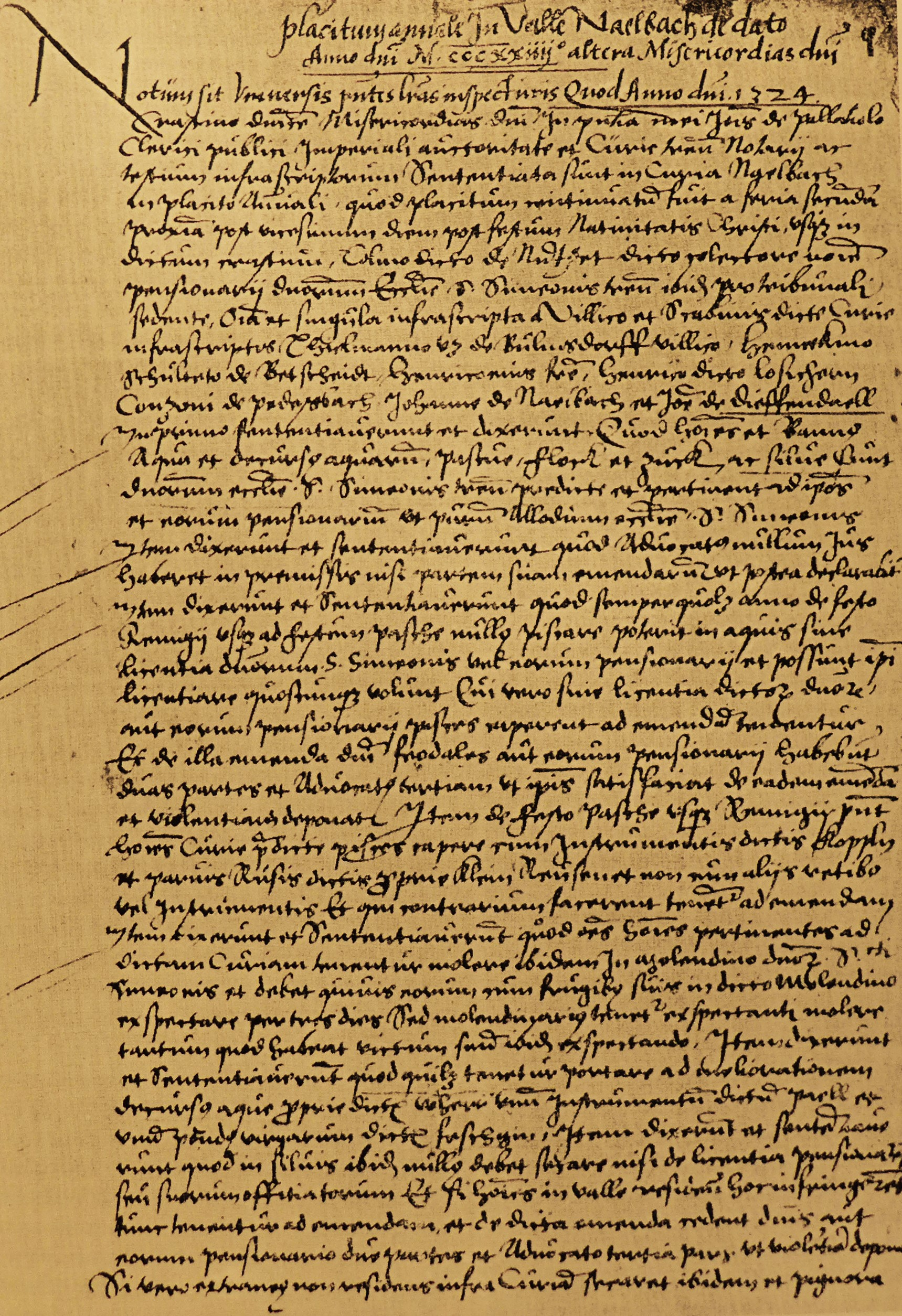
Nalbacher Weistumsurkunde aus dem Jahr 1324 mit der Erwähnung Diefflens, (Staatsarchiv Koblenz, Abt. 215, Nr. 1441)

Am 30. April 1324 erfolgt im Nalbacher Weistum die erste urkundliche Erwähnung von Diefflen. Hier wird ein Jo(hann)es von Dieffendael als Pächter des Nalbacher Gutshofes ernannt und mit bestimmten Pflichten an das Trierer Simeonsstift belegt:

„Anordnung wie alljährlich im Nalbacher Tal für das Jahr des Herrn 1324 im Vertrauen auf Gottes Barmherzigkeit
Es wird allen Leuten zur Kenntnis gegeben, dass im Jahre des Herrn 1324 unter öffentlicher Schutzherrschaft des geistlichen Würdenträgers Joes de Pallatiolo (!) und unter Aufsicht von drei Notaren und Zeugen einschließlich der Schreiber neue Rechtsverhältnisse für den Gutshof Nalbach festgesetzt wurden. Dies wurde in Übereinkunft mit der Hofverwalterin vereinbart, nach Ablauf von 20 Tagen nach dem Fest der Geburt Christi. Von ihr wurde die Lieferung eines Frauenkleides, auch eines Spinnrockens und die Bekleidung für zwei bedürftige Stiftsinsassen zugesagt, wobei auch ein Kanoniker aus dem St. Simeonsstift in Trier zugegen war. Mündlich und durch Vollzug einzelner Unterschriften wurden zu Pächtern und Gehilfen für den Nalbacher Gutshof ernannt: Thielmann von Bulersdorff (Bilsdorf), der Schultheiß von Betscheidt (Piesbach-Bettstadt), Heinrich III., genannt Heinrich von Losheim, Conzoni von Pedesbach (Piesbach), Johannes von Naelbach (Nalbach) und Joes von Dieffendael (Diefflen).
Wieviele Stunden lang die Getreidefelder und Weideflächen Flock und Zuck mit Wasser besprengt werden können, das bestimmen zwei Kleriker aus dem St. Simeonsstift, soweit sie erreichbar sind, dann deren Stellvertreter oder der kleine geistliche Rat des St. Simeonstiftes. Denn der Gutsverwalter hat kein Recht auf Versprechungen, es sei denn, dass er eine Verbesserung duldet oder sich später dazu bekennt.
Jährlich am Remigiusfest (1. Oktober) darf kein Angler während der Festtage in den Gewässern Fische fangen ohne Erlaubnis zweier Kleriker des St. Simeonsstiftes oder ihrer Stellvertreter, die auch denen die Erlaubnis geben können, die darum bitten. Wer ohne Erlaubnis Fische fängt und sie zum Kauf anbietet, der hat aus dem Erlös zwei Teile den zwei Stiftsklerikern oder ihren Stellvertretern und den dritten Teil dem Gutsverwalter zu überlassen und ihnen freiwillig den Fischverkauf anzuzeigen. Die Fische können während der vom Gutshof erlaubten Stunden mit der Angel oder mit sonstigen Geräten gefangen werden. Wer das Gegenteil tut, haftet mit der Entschädigung.
Die freigegebenen Stunden sind einzuhalten. Der Vorsteher des St. Simeonstiftes soll auch dort helfend eingreifen, wo es notwendig ist und die wirtschaftlichen Erträge sich im Verlauf einiger Tage ansehen. Auch soll er sich Zeit lassen, bis er seinen Unterhaltsteil zu Gesicht bekommt.
Jedermann ist gehalten, zur Verbesserung des abfließenden Wassers beizutragen und den Schmutz mit geeigneten Geräten fortzuschaffen, um Wiesen und Weiher in gutem Stand zu halten.
Niemand darf ohne Erlaubnis in den Wäldern Holz schneiden. Im Erlaubnisfall hat jeder das Holz im Tal zu sägen und zu spalten und dann zum Kauf anzubieten. Der Erlös ist in üblicher Weise an die Anteilsberechtigten abzuführen. Auch hat sich jeder am Holzschneiden zu beteiligen, der sich ohne äußeren Zwang innerhalb des Gutshofes niederlässt. Wenn zwei Beauftragte oder ihre Stellvertreter die Arbeiten ohne Hilfe des Gutsverwalters ausführen lassen, dann hat dieser keinen Anteil aus dem Kauferlös zu beanspruchen.
Zwei Kleriker des St. Simeonstiftes oder ihre Stellvertreter oder der Gutsverwalter bestimmen die Förster, welche die Wälder hegen und pflegen. Diese sind gehalten, in jedem Jahr die Erträge frei von Mängeln und den naturreinen Wein an das St. Simeonstift abzuliefern. Von den Förstern oder Waldhütern darf der Gutsverwalter keine Dienste noch Geschenke fordern, sie auch nicht bedrängen. Desgleichen könne zwei Kleriker des St. Simeonstiftes oder ihre Stellvertreter die Pächter einsetzten, sofern sich freiwillig keine Pächter melden. Zudem können sie auch drei oder mehrere rechtschaffene Männer berufen und sie auffordern, vor der klösterlichen Behörde in Trier zu erscheinen. Aus ihnen können zwei geistliche Würdenträger oder ihre Stellvertreter die Pächter wählen, selbst für den Fall, dass die bestellten Männer vor der Trierer Behörde nicht erscheinen. Unter diesen Umständen ist der Gutsverwalter verpflichtet, die unmittelbar Ernannten zum Gehorsam zu zwingen.
Der Gutsverwalter darf den Pächtern und den Forstleuten, wenn sie ordnungsgemäß eingesetzt sind, nichts vorschreiben, noch sie absetzten, noch des Unrechts bezichtigen. Was jemand innerhalb der Häuser, die bis zum Gutshof angrenzen, im Garten oder sonstwo anpflanzt und was für Menschen nicht völlig geerntet werden kann oder was er durch einen anderen ernten lässt, darf er zum Kauf anbieten.
Wenn jemand verkaufbaren Wein besitzt, darf er ihn innerhalb des Gutshofes nicht verkaufen, es sei denn, dass er vorher den Gutsverwalter und seine Gehilfen verständigt und den Wein nach ihrem Plan verkauft. Anderenfalls wird der Verkaufserlös zugunsten der Anteilsberechtigten eingezogen.
Was während der Arbeitstage verkauft wird, dafür sind vier harte Geldstücke zu bezahlen. Wie gewöhnlich glaube ich, dass die Männer Bernhard Peter von Nalbach, Schultheiß Rheiner von Oisburg, der Schultheiß Budilmadus von Reinestelt, Ludwig von Oisburg und Bernhard aus der Familie Venichero, geneigt sind, im Einvernehmen mit den zwei geistlichen Würdenträgern, Pächter zu werden. Auch bin ich überzeugt, dass Friedrich von Krimburg, genannt Beier, ein Abkömmling der Familie Burgrauy von Krimburg, genannt Heinrich Kempe seines Mutes halber, und Bonbodeus, genannt Peter, sowie mehrere andere vertrauenswürdige Männer berufen werden können. Wenn aber, was ich nicht glaube, aus Bedenken einzelner Zeugen die Berufung des Colinus, genannt der Kleine, abgelehnt werden sollte, so geruht unser klösterlicher Rat die Berufung des Colinus unter dem Schutz des Johannes de Palatiolo (!) mit Billigung der geistlichen Würdenträger und unter Aufsicht dreier Notare zu bekräftigen. Es wird auch angeordnet, dass die vollzogene Urkunde, mit Datum von Jahr und Tag versehen, an der Kirchentüre in Nalbach an geschützter Stelle aufgehängt wird. So unterschrieben: F.†Fxo Joes de Palatiolo“

Die Nalbacher Jahrgedinge, die die jährlichen Weistümer beschlossen, fanden jeweils vor der Kirche St. Peter und Paul in Nalbach unter einer Gerichtslinde statt. Termin dieser Jahrgedinge war meist der „Montag nach dem achten Tag der Heiligen Drei Könige“. Teilnehmer waren der Stiftspropst mit seinen begleitenden Kanonikern des Stiftskapitels und ein Notar, die Vögte mit ihren Schultheißen, die Schöffen, der Hofmeier, Zeugen von weltlichem und geistlichem Stand sowie die Bauern des Nalbacher Tales. Die Bauern waren vorher durch Boten zum Jahrgedinge geladen worden und waren zur Teilnahme verpflichtet.

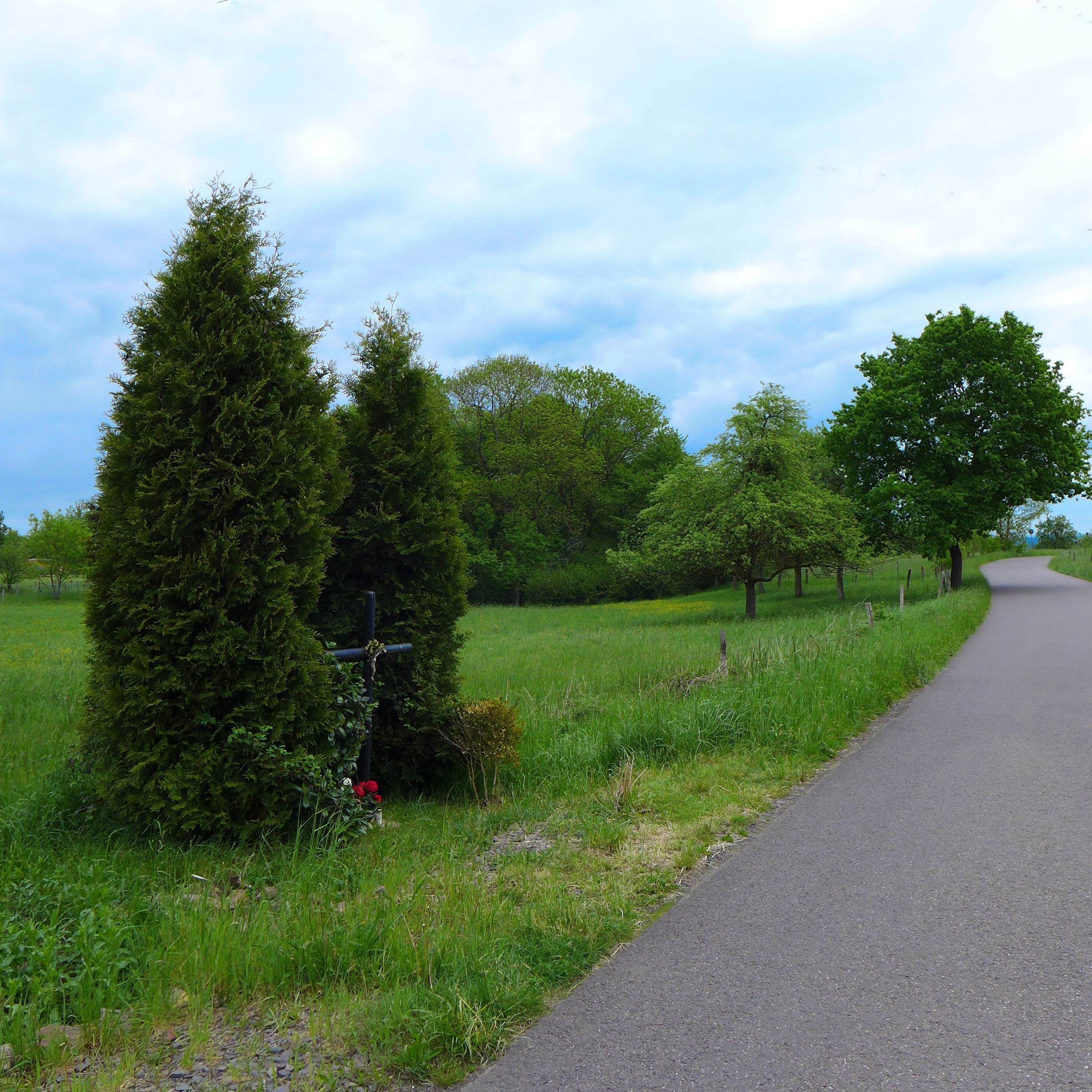
Diefflen, Flur 7, Blatt 2, Wegekreuz am Zugang von der Beckinger Straße zum Gewann „Fischfeld“, dem historischen „Mansus Piscatorum“
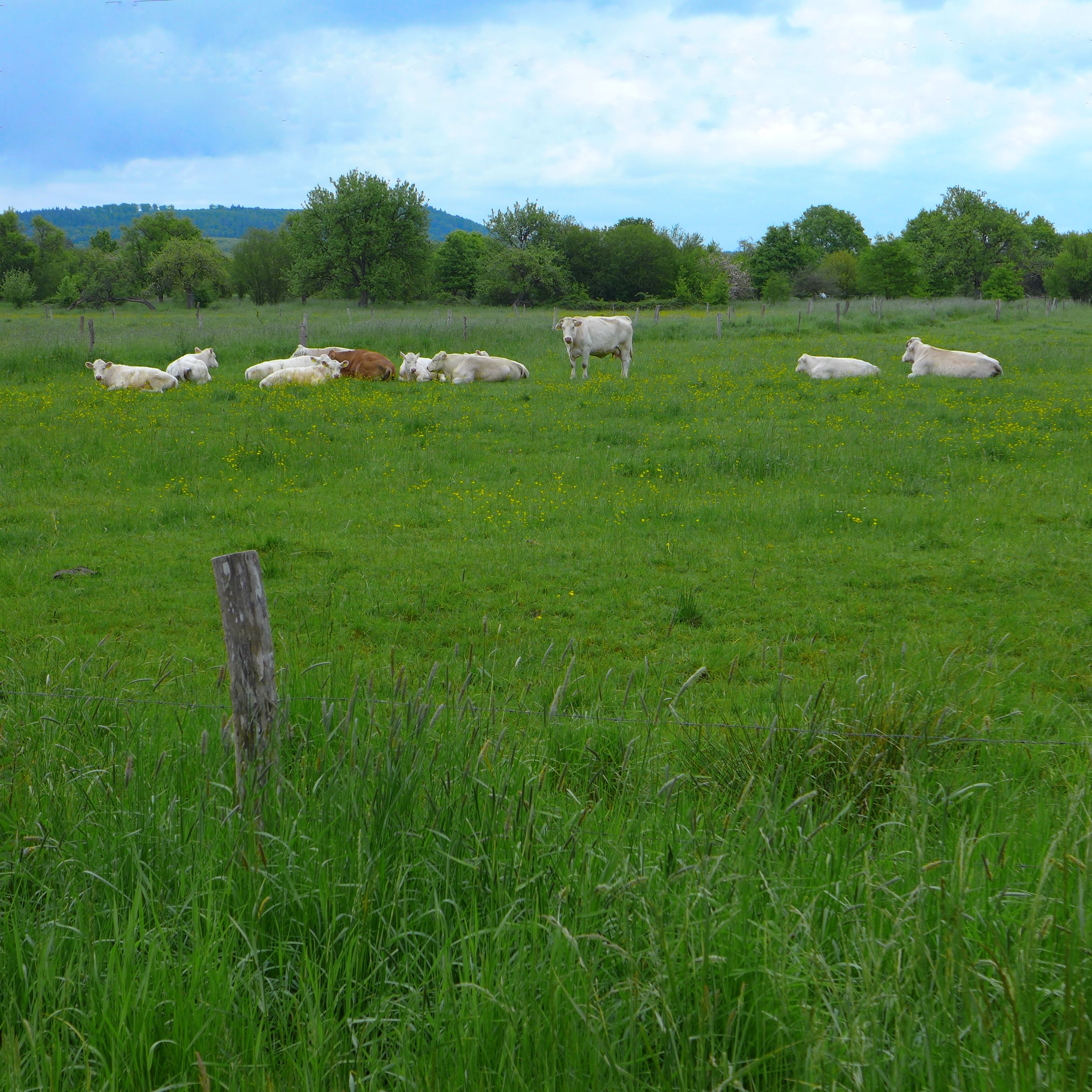
Diefflen, Flur 7, Blatt 2, Blick zum Litermont
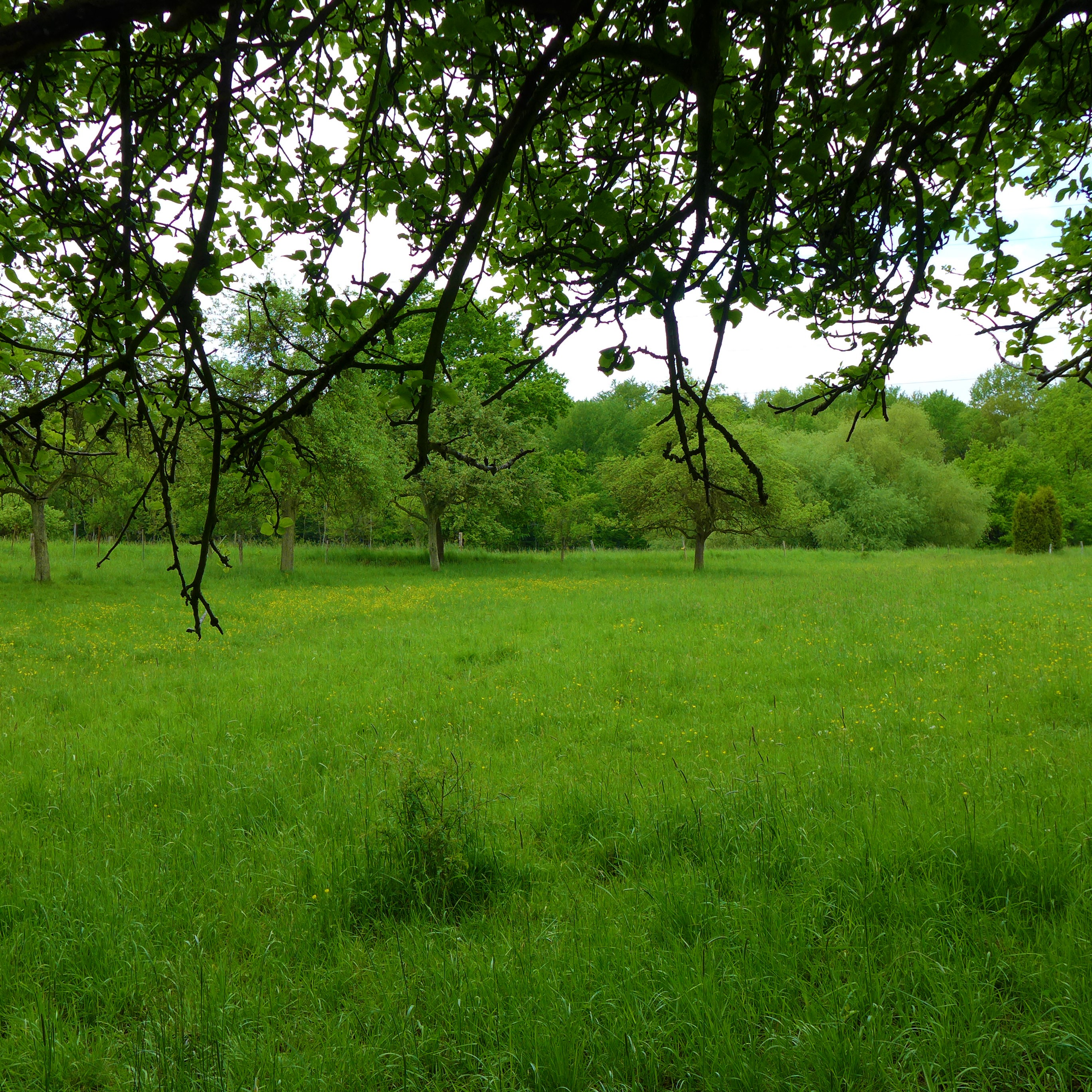
Diefflen, Flur 7, Blatt 2, Blick zum Waldrand
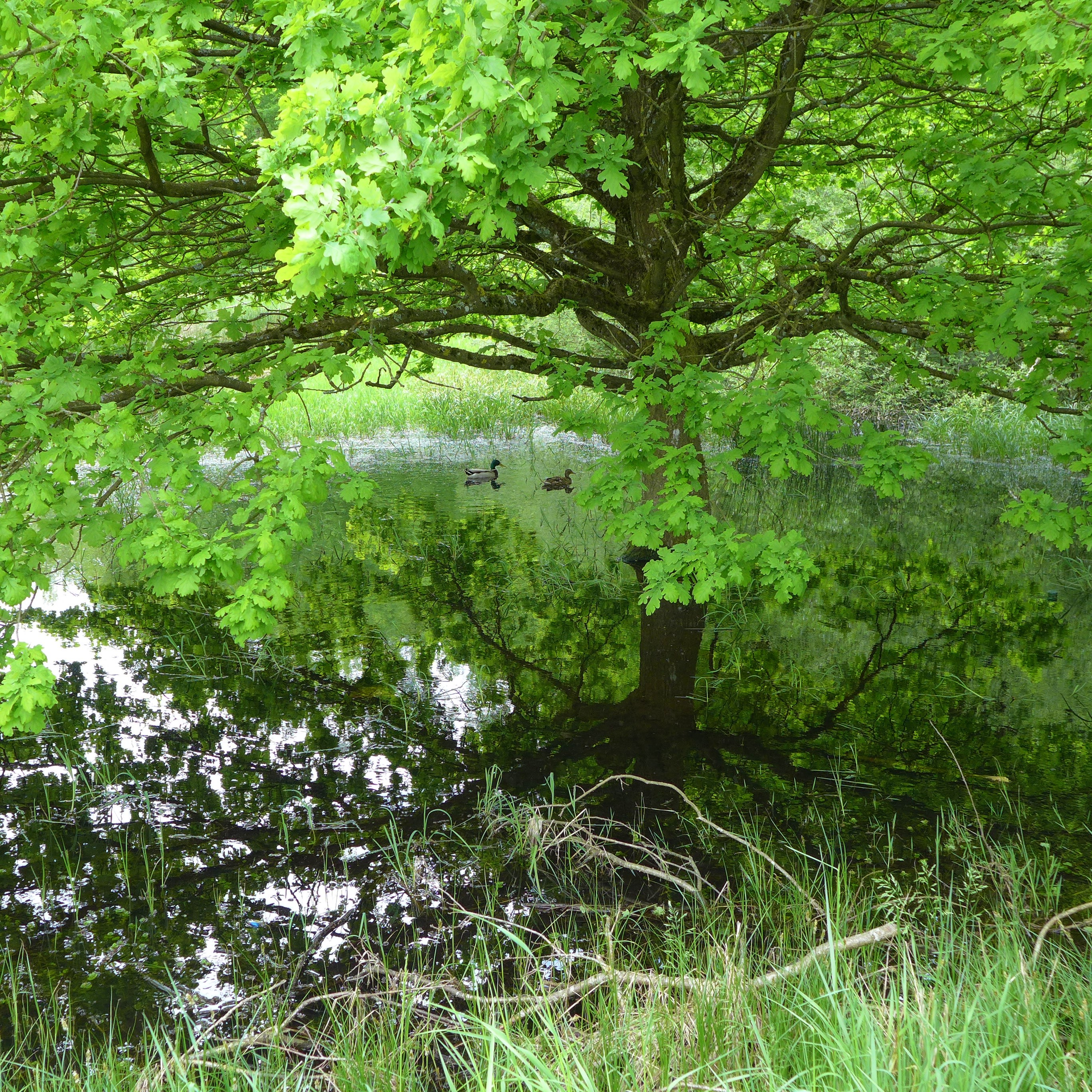
Diefflen, Flur 7, Blatt 2, Feuchtbiotop mit Enten am Waldrand
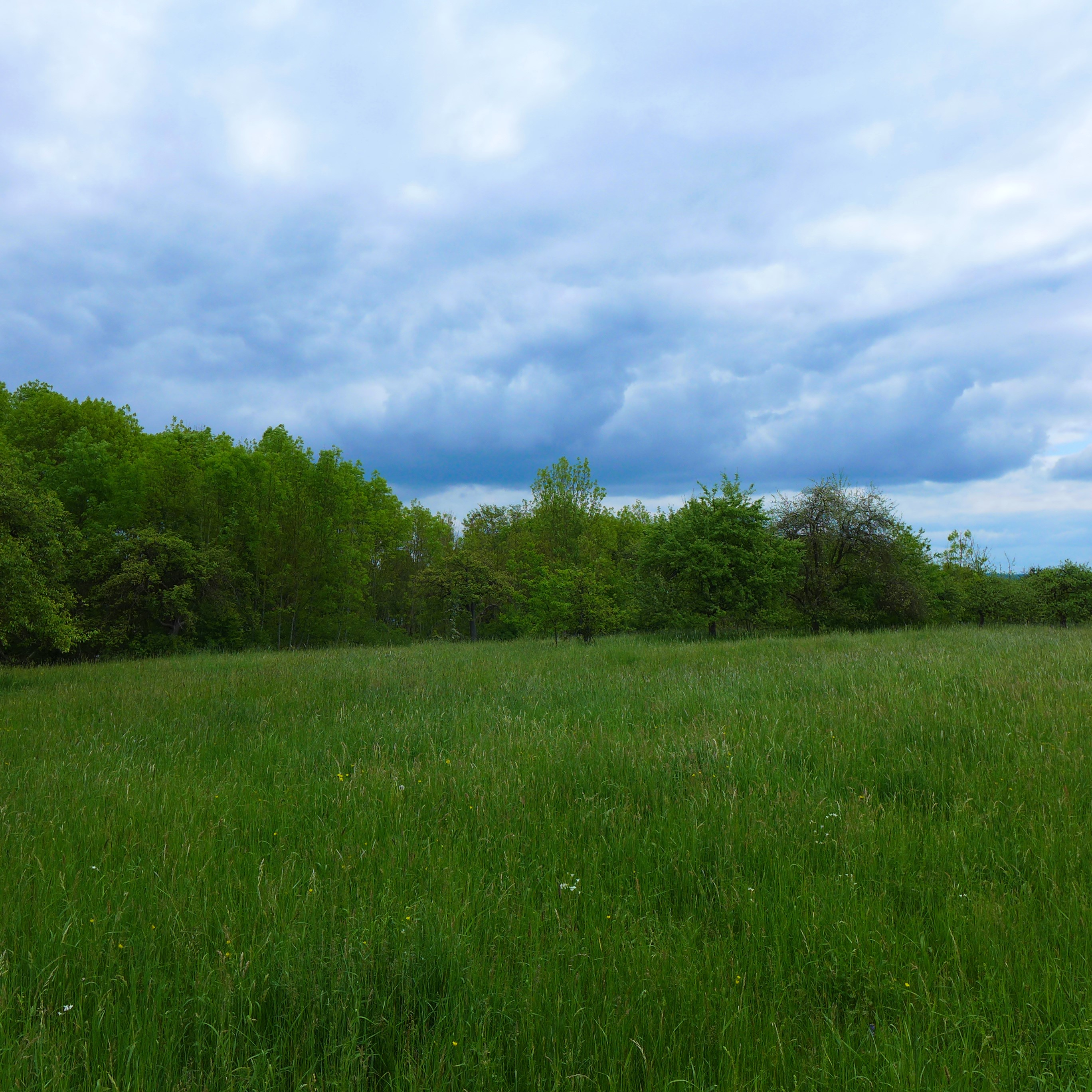
Diefflen, Flur 7, Blatt 2, Gewann Fischfeld, Blick zur Kufergrät

In einer älteren Urkunde, die zwischen den Jahren 1192 und 1200 verfasst wurde, erscheint bereits ein Dieffler Flurname als „Mansus Piscatorum“ bzw. „Mansus qui pertinet ad piscationem“: Das Fischerfeld (heute: Am Fischfeld, Dieffler Flur 7, Blatt 2, zwischen Beckinger Straße und Pfaffenweg). Es handelt sich hier um den ältesten schriftlich überlieferten Flurnamen des Nalbacher Tales. Anlass der urkundlichen Nennung war ein Rechtsstreit zwischen dem Stift St. Simeon in Trier als Grundherr im Nalbacher Tal und dem in Nalbach ansässigen Schirmvogt Adalbert von Nalbach. Beide Parteien mussten ihre Zuständigkeit in einem Vertragswerk neu regeln. Die Fischer des Nalbacher Tales mussten an bestimmten Wochentagen im Frondienst Fische für den Propst des Trierer Stiftes St. Simeon und den Nalbacher Vogt fangen. Dafür wurde ihnen das Fischerfeld zur Bestreitung ihres Lebensunterhaltes überlassen. Zur Feldfläche gehörte vermutlich auch ein Hof, denn der Sühnevertrag besagte, dass der Vogt im Hofhaus des Propstes keinerlei Recht haben solle („In mansionario domus prepositi nullum ius advocatus debet habere.“). Die angesprochenen Höfe des Propstes lagen aber nach späteren Urkunden alle auf Dieffler Grund. Ausgehend davon könnte Diefflen als alte Fischersiedlung an der früher sehr fischreichen Prims entstanden sein.

#### Vogteihoheit

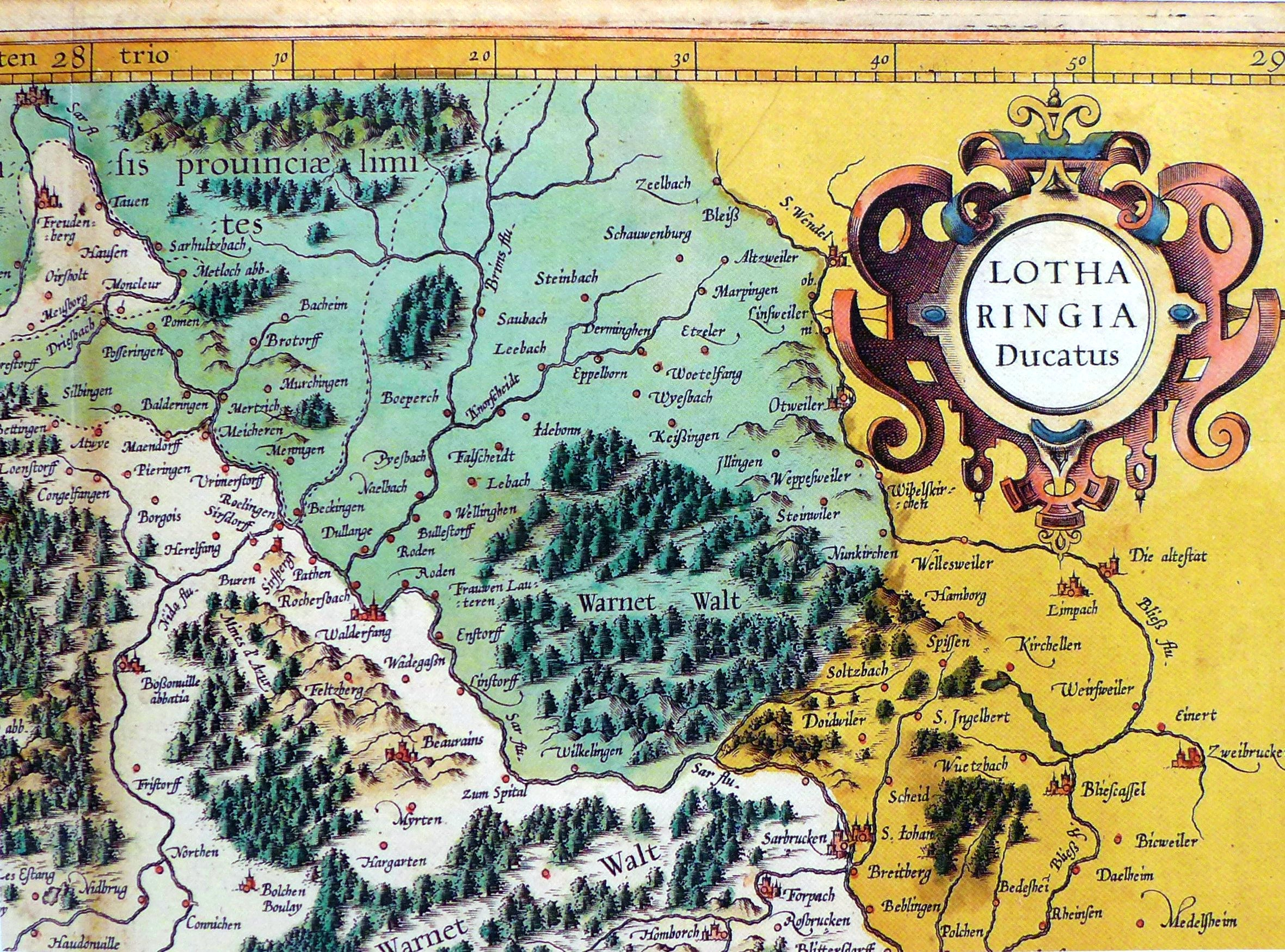
Darstellung des Nalbacher Tales auf einem Ausschnitt aus der Lothringen-Karte (nördlicher Teil) des Gerhard Mercator von 1564 bis 1585 (Landesarchiv Saarbrücken, Sammlung Hellwig)

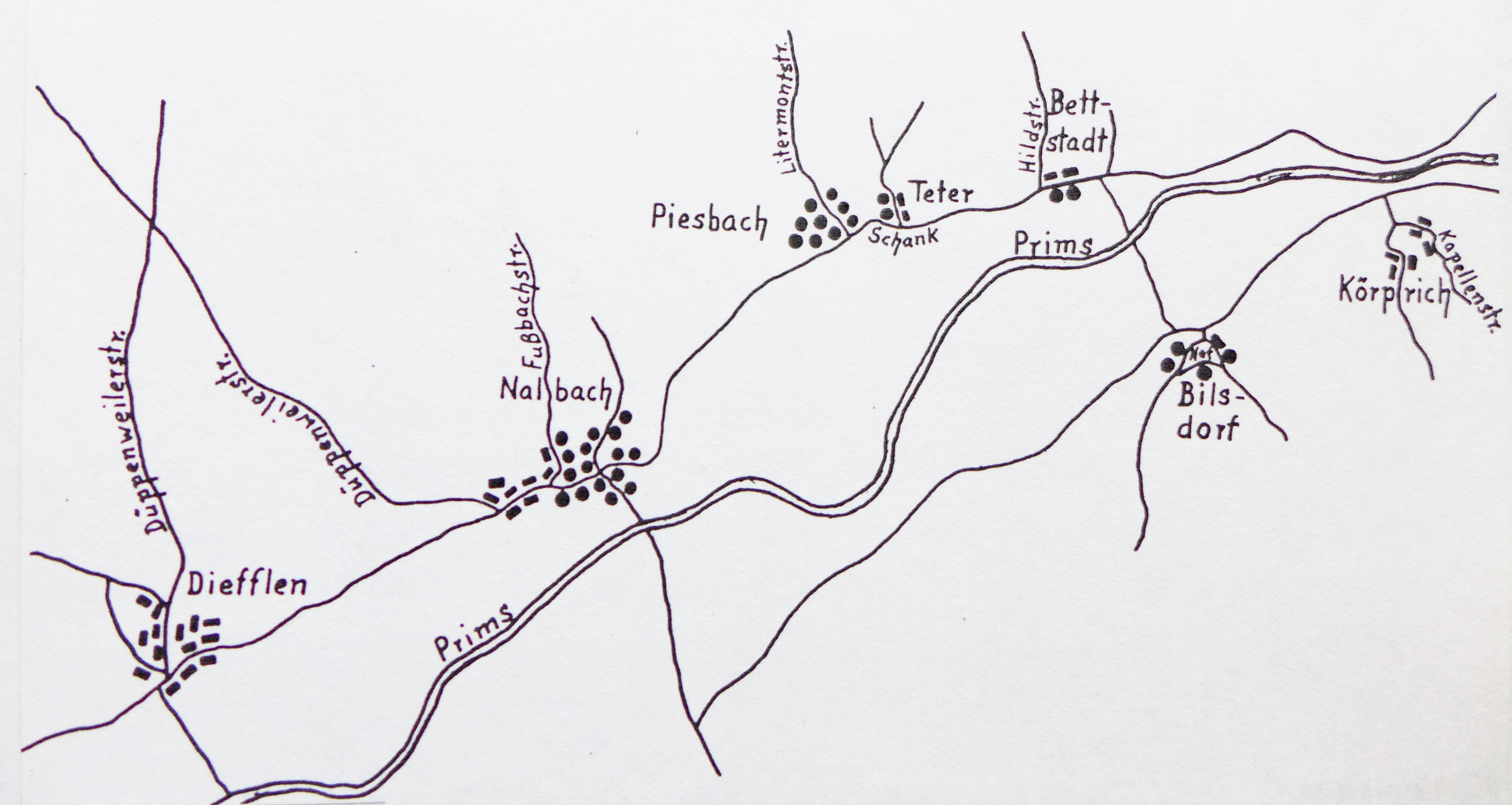
Siedlungsbild des Nalbacher Tales um das Jahr 1522, Die Häuser des Trierer Stiftes St. Simeon (sogenannte Mittelste Vogtei) sind als Punkte markiert. Die Häuser des Vogtes (sogenannte Unterste und Oberste Vogtei) sind als Rechtecke dargestellt. Zeichnung: Georg Colesie, Kreisarchiv Saarlouis

Das Nalbacher Tal war eine Gemeinherrschaft, die mehreren Herren unterstand. Grundherr war ab dem Jahr 1048 das Kollegiatstift St. Simeon in der Trierer Porta Nigra. Obervogtherr und Landesherr war der Erzbischof und Kurfürst von Trier. Im Jahr 1358 übertrug das Trierer Stift St. Simeon die Schirmherrschaft über das Nalbacher Tal dem Grafen Heinrich von Veldenz. Als Mitvogtherren erscheinen seit dem 15. Jahrhundert die kurfürstlichen Pfalzgrafen bei Rhein (Dynastie Wittelsbach). Für das Jahr 1478 ist eine erste Belehnung eines Vogtes durch die Pfalzgrafen bei Rhein (Kurpfalz) belegt: Pfalzgraf Ludwig der Schwarze belehnte den Ritter Heinrich von Rathsamshausen, dessen Herrschaft am Fuß des unterelsässischen Odilienberges lag, mit der obersten und untersten Vogtei. Die Lehenshoheit der Pfalzgrafen bei Rhein dürfte von derjenigen der Grafen von Veldenz erbmäßig (seit 1444) herzuleiten sein. Dementsprechend war der Herrschaftsbereich in zwei Vogteien aufgeteilt. Die kurtrierische oder mittelste Vogtei umschloss das Oberdorf Nalbach, Bilsdorf, Piesbach und halb Bettstadt. Die kurpfälzische Vogtei bestand aus zwei Halbvogteien, die durch die mittelste Vogtei gebietsmäßig getrennt wurden. Dabei bestand die oberste Vogtei aus Körprich und halb Bettstadt. Die unterste Vogtei bestand aus Diefflen und dem Nalbacher Unterdorf bis zum Fußbach. Diese Vogtei bildete rechtlich eine Einheit und war als Lehen an Untervögte aus dem niederen Landadel vergeben.
Die Vögte übten die Hochgerichtsbarkeit aus und nannten sich deshalb auch Hochrichter.
Die mittlere bzw. kurtrierische Vogtei (Oberdorf Nalbach, Bilsdorf, Piesbach und halb Bettstadt) unterstand im Laufe der Jahrhunderte folgenden Vögten:
| Jahre                  | Vögte |
| ---------------------- | --- |
| Ende 12. Jahrhundert   | Adalbert von Nalbach                                                                                                   |
| Ende 13. Jahrhundert   | Boemund, Ritter von Nalbach und Sirsperch                                                                              |
| vor 1327 – 1331        | Rudolf von Nalbach |
| 1331 – nach 1350       | Stift St. Simeon |
| vor 1357 – 1364        | Johann von Eiweiler (Schwiegersohn von Rudolf und Boemund von Nalbach)                                                 |
| 1364 – vor 1378        | Johann von Eiweiler |
| vor 1378 – 1450        | Stift St. Simeon |
| 1450 – 1478            | Johann von Criechingen                                                                                                 |
| 1478 – vor 1514        | Heinrich von Hunolstein                                                                                                |
| vor 1514 – vor 1536    | Stift St. Simeon |
| vor 1536 – 1798        | Kurtrier hat das Lehen eingezogen und lässt es durch den jeweiligen Amtmann von der Grimburg als Statthalter verwalten |
| Anfang 16. Jahrhundert | Johann von Metzenhausen (Amtmann von der Grimburg)                                                                     |
| Ende 16. Jahrhundert   | Johann Zand von Merl (Amtmann von der Grimburg)                                                                        |
| Anfang 17. Jahrhundert | von der Leyen (Amtmann von der Grimburg)                                                                               |
| Mitte 17. Jahrhundert  | Wolf Heinrich von Steinkallenfels (Amtmann von der Grimburg)                                                           |
| Ende 17. Jahrhundert   | Karl Kaspar von Britzky (Amtmann von der Grimburg)                                                                     |
| Anfang 18. Jahrhundert | von Schmidtburg (Amtmann von der Grimburg)                                                                             |
| Mitte 18. Jahrhundert  | Franz Georg Freiherr Zand von Merl (Amtmann von der Grimburg)                                                          |

Die oberste und unterste bzw. kurpfälzische Vogtei (Diefflen, Körprich, halb Bettstadt, Nalbacher Unterdorf bis zum Fußbach) unterstand im Laufe der Jahrhunderte folgenden Vögten:
| Jahre                | Vögte                                                                   |
| -------------------- | ----------------------------------------------------------------------- |
| vor 1327–1336        | Nikolaus von Kastel I.                                                  |
| vor 1344 –?          | Rupprecht von Saarbrücken                                               |
| vor 1388 – vor 1405  | Nikolaus von Kastel II.                                                 |
| vor 1405 – vor 1425  | Johann von Lewenstein I.                                                |
| vor 1425–1439        | Johann von Lewenstein II.                                               |
| nach 1439 – vor 1478 | Krapp von Saarburg                                                      |
| 1478 – nach 1509     | Heinrich von Ratsamshausen                                              |
| vor 1514 – nach 1522 | Heinrich von Harancourt                                                 |
| vor 1522–1527        | Jacob von Harancourt                                                    |
| 1527 – vor 1545      | Johann Ludwig Graf von Nassau-Saarbrücken (Mitvogt Johann von Braubach) |
| 1548 – nach 1560     | Alexander von Braubach                                                  |
| nach 1560–1633       | Wilhelm Marzloff von Braubach                                           |
| 1633 – ca. 1664      | Kurpfalz verwaltet das Lehen selbst                                     |
| nach 1664–1681       | Charles Henri Gaspard de Lénoncourt-Blainville                          |
| 1681–1697            | Unter Verwaltung der Réunionskammer in Metz                             |
| nach 1697–1711       | Kurpfalz verwaltet das Lehen selbst                                     |
| 1711–1750            | Johann Wilhelm Ludwig von Hagen zur Motten                              |
| nach 1750–1791       | Karl Emmerich von Hagen und dessen Bruder Johann Hugo von Hagen         |

### Frühe Neuzeit

#### Frühneuzeitliche Hexenprozesse

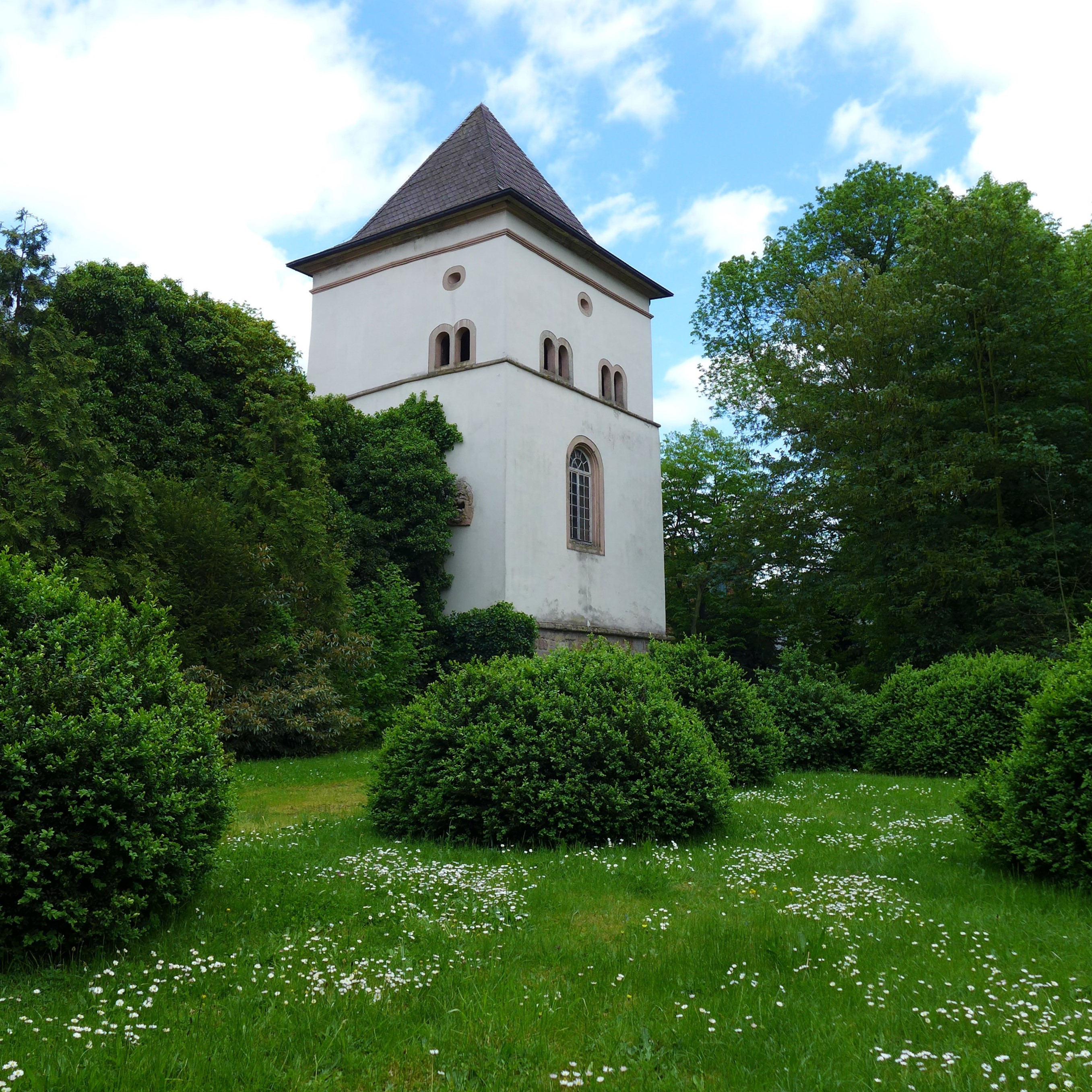
Altes Schloss Dillingen/Saar, Kapellenturm

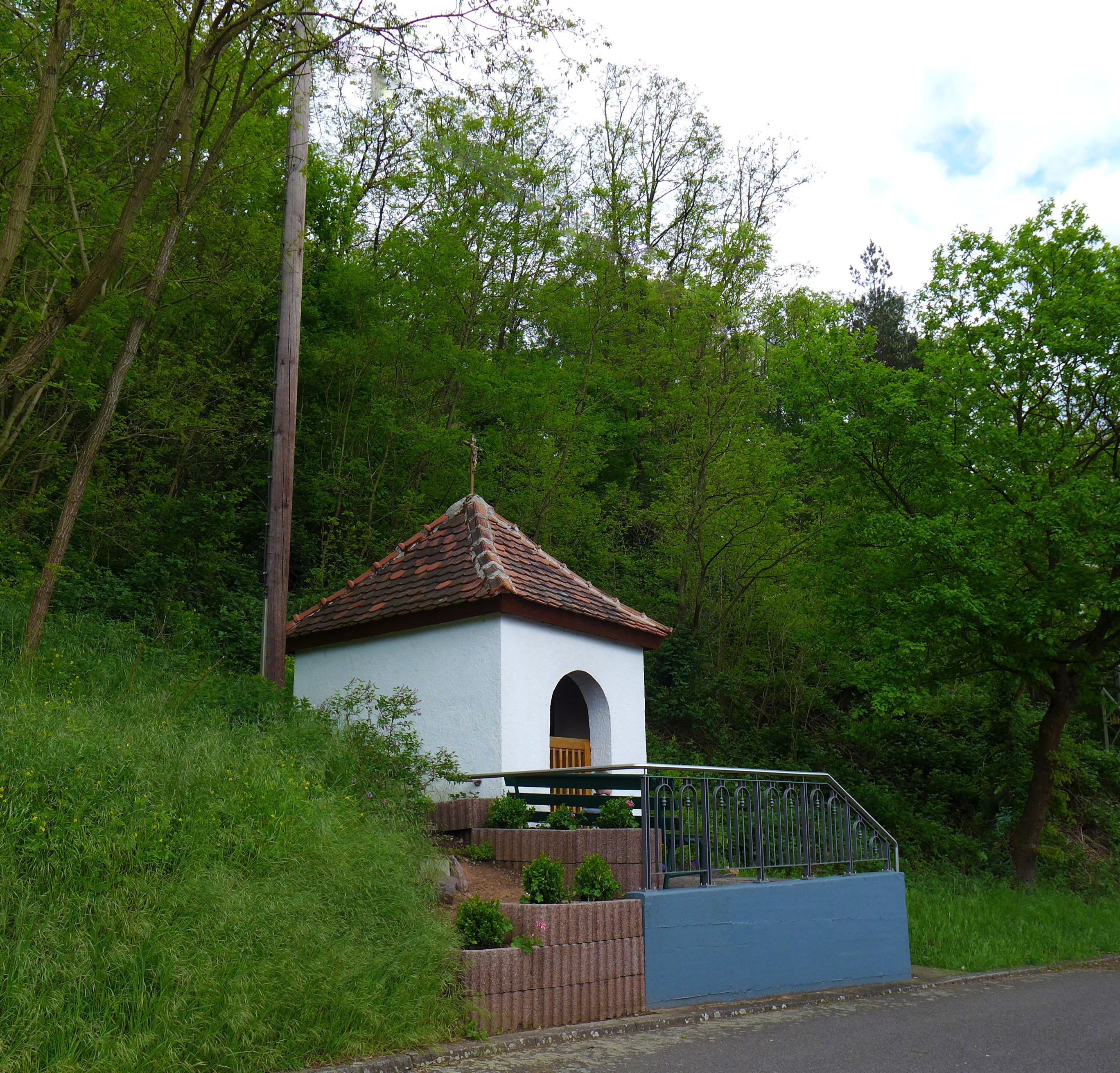
Nalbacher Galgenberg (Gälgesberg) mit Josefskapelle (errichtet 1946 zur Erinnerung an das Ende des Zweiten Weltkrieges)

Mit dem Beginn der frühen Neuzeit breitete sich auch in Diefflen und Umgebung der Hexenwahn aus, der besonders in den Jahren 1570 bis 1634 stark wütete. Besonders der herzoglich lothringische Oberrichter Nikolaus Remigius gelangte bei der Ausrottung der vermeintlichen Hexen und Teufelsanbeter zu trauriger Berühmtheit. Im Gebiet des heutigen Saarlandes waren nachweislich ca. 500 Menschen in einen Hexenprozess verwickelt.
Hochrichter im Nalbacher Tal waren zu der Zeit der Prozesse der Herr zu Dillingen und der kurtrierische Amtmann der Grimburg. Angeschuldigte wurden vom Hochgerichtsmeier verhaftet und dem Meier der Grundherren übergeben. Dieser führte den Angeschuldigten unter Bewachung in das Dillinger Schloss. Im Dillinger Schloss wurden dann auch alle Vernehmungen, Zeugenanhörungen und Folterungen binnen 45 Tagen (sechs Wochen und 3 Tage) durchgeführt. Konnte der Angeschuldigte in dieser Zeit nicht überführt werden, mussten die Hochrichter die entstandenen Mehrkosten tragen. Deshalb war man bestrebt, stets einen „kurzen Prozess“ zu machen.
Im Falle eines Geständnisses, wurde der Termin der Hinrichtung auf dem Nalbacher Galgenberg festgesetzt. Am Tag der Hinrichtung wurde der Verurteilte von den Dillinger Schützen bis zur Dieffler Banngrenze (heute Judenfriedhof) gebracht und dort den Nalbacher Schützen übergeben. Auf einem Wagen wurde der Delinquent dann von den beiden Schützengruppen über Diefflen nach Nalbach gefahren, wo er am Pranger öffentlich ausgestellt wurde. Nach einer öffentlichen Verlesung des Urteils wurde der Delinquent zum Galgenberg geführt und dort getötet. Die Nalbacher Straße „Am Gälgesberg“ erinnert bis heute an die Hinrichtungsstätte.
Folgende Hexenprozesse des Nalbacher Tales, zu dem Diefflen gehörte, sind heute urkundlich überliefert:
- 1575: sowie 1591/1592 mehrere Personen des Nalbacher Tales / unbekannter Ausgang des Verfahrens
- 1595: ein Mann (Theisen Johann alias Keuch Johann, Schöffe im Nalbacher Tal) aus Diefflen
- 1595: eine Frau (Schmits Anna) aus Piesbach
- 1602: ein Mann (Ciriakus) aus Körprich
- ca. 1605: ein Mann aus Piesbach (Heinsen Michel) und eine Frau (die alte Kremers) aus Körprich
- 1609: ein Mann (Eschen Peter) aus Diefflen, der zusätzlich zum Vorwurf der Zauberei, mutmaßlich auch mit seinem Pferd sexuell verkehrt haben soll und deshalb zusammen mit seinem Pferd hingerichtet wurde. Dabei wurde alles zur Tötung des Pferdes Benötigte extra angefertigt, da nach damaliger Sitte niemand ein Werkzeug, das ein Scharfrichter gebraucht hatte, zur normalen Arbeit wieder verwendet oder auch nur angefasst hätte.[45][46][47]
- 1611: ein Mann und eine Frau aus Körprich / unbekannter Ausgang des Verfahrens
- 1602: Anschuldigungen gegen Lentz Theis aus Nalbach und Michel aus Bilsdorf
- 1611: Anschuldigungen gegen Laukas aus Körprich und seine Frau sowie den Meier aus Nalbach und seine Frau[48]

Im Prozess gegen den Nalbacher Schöffen Theisen Johann (alias Keuch Johann) hatte dieser bei der Folterung angegeben, der Körpricher Hoxberg sei der lokale Treffpunkt der Hexen des Nalbacher Tales. Hier hätte die Zauberversammlung den teuflischen Plan geschmiedet, „alles Getreid uff Erden zu verderben.“ Als weitere angebliche Treffpunkte in der Umgebung wurden die Reimsbacher Heide und der Singbrunnen bei Düppenweiler angegeben. Der Litermont wird in keiner Akte als Hexenversammlungsplatz genannt.
Den Vollzug der Hinrichtungen (Verbrennung bei lebendigem Leibe oder nach bereits vollzogener Hinrichtung) besorgte jeweils ein Henker (Nachrichter) aus Roden, da Nalbach keinen eigenen Scharfrichter bzw. Nachrichter zur Folterung oder Hinrichtung unterhielt.

### Dreißigjähriger Krieg

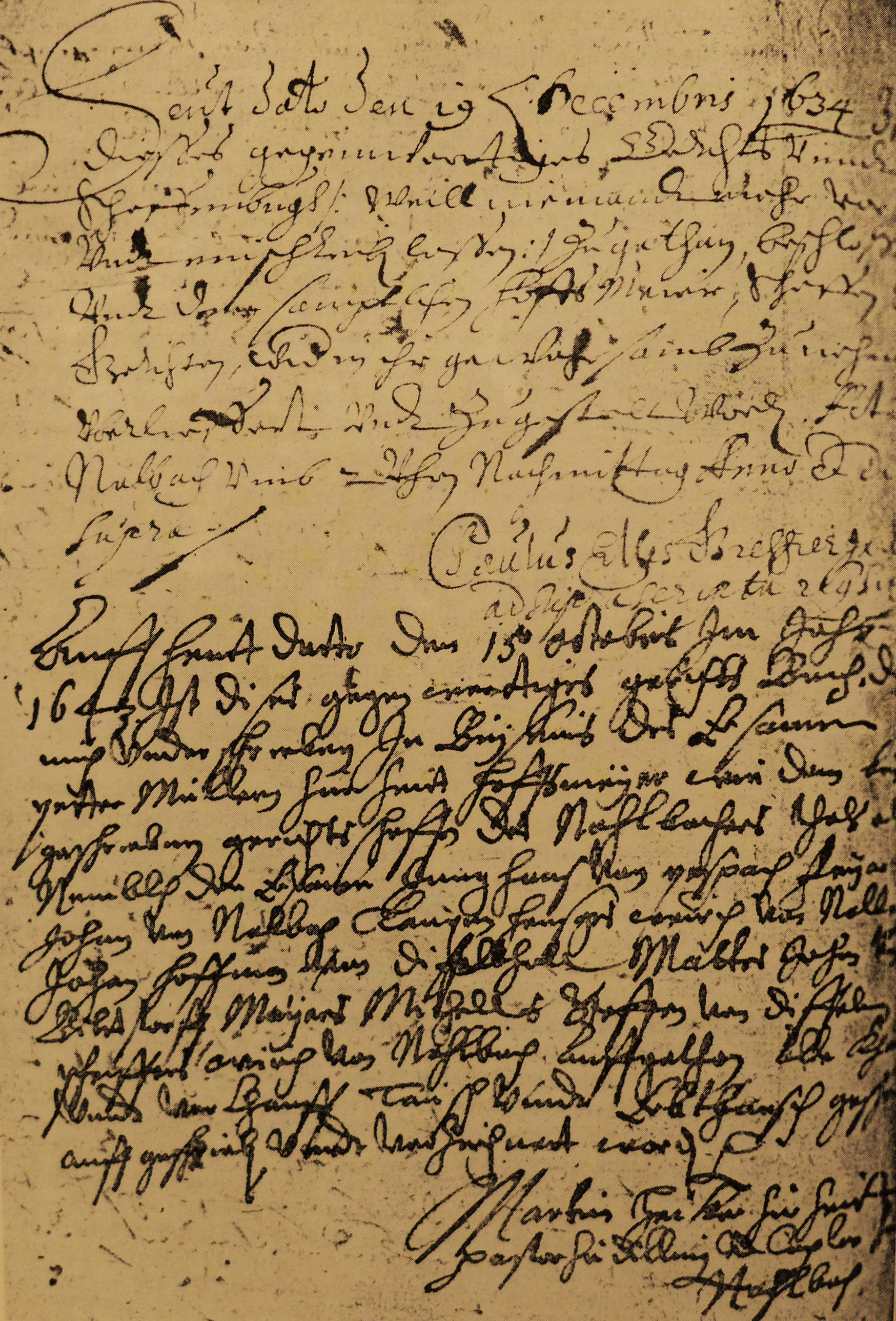
Schöffenbuch des Nalbacher Tales, Unterbrechung der Einträge durch die Wirren des Dreißigjährigen Krieges, oben: letzter Eintrag vor dem Kriegsjahr 1635, unten: erste Eintragung im Jahr 1643

Zwischen 1618 und 1648 gab es in Diefflen und seiner Umgebung durch französische und kaiserliche Truppen schwere Verwüstungen im Dreißigjährigen Krieg, vor allem in der letzten Kriegsphase ab 1635. Dazu gesellten sich Hungersnöte und Seuchen. Den überlebenden Bevölkerungsresten blieb kaum noch eine Existenzgrundlage.
Im Jahr 1635 musste der Nalbacher Pfarrer in den Kriegswirren fliehen, und die Pfarrei blieb zehn Jahre lang vakant. Ab 1645 bis zum Jahr 1647 wurde die Nalbacher Pfarrei St. Peter und Paul durch den Dillinger Pfarrer mitverwaltet. Die Eintragungen im Schöffenbuch reißen bis zum Jahr 1643 ab.
Bei einer Bevölkerungszählung aus dem Jahr 1667 des Amtes Siersberg sind für Dillingen noch 15 und für Pachten 16 Haushaltungen verzeichnet. Für das Nalbacher Tal, zu dem Diefflen gehörte, wurden laut Bericht des Nalbacher Maiers an den Trierer Kurfürsten aus dem Jahr 1664/65 nur noch 47 Haushaltungen gezählt (Verlust von 65 % der Vorkriegsbevölkerung). Die Dieffler Höfe Heisterbach und Heynschiet (zwischen dem heutigen Nalbacher Ortsteil Bierbach und der Dieffler Siedlung) sowie Heuchlingen (zwischen Diefflen und Nalbach) sind im Dreißigjährigen Krieg wüstgefallen.

### Absolutismus im 17./18. Jahrhundert

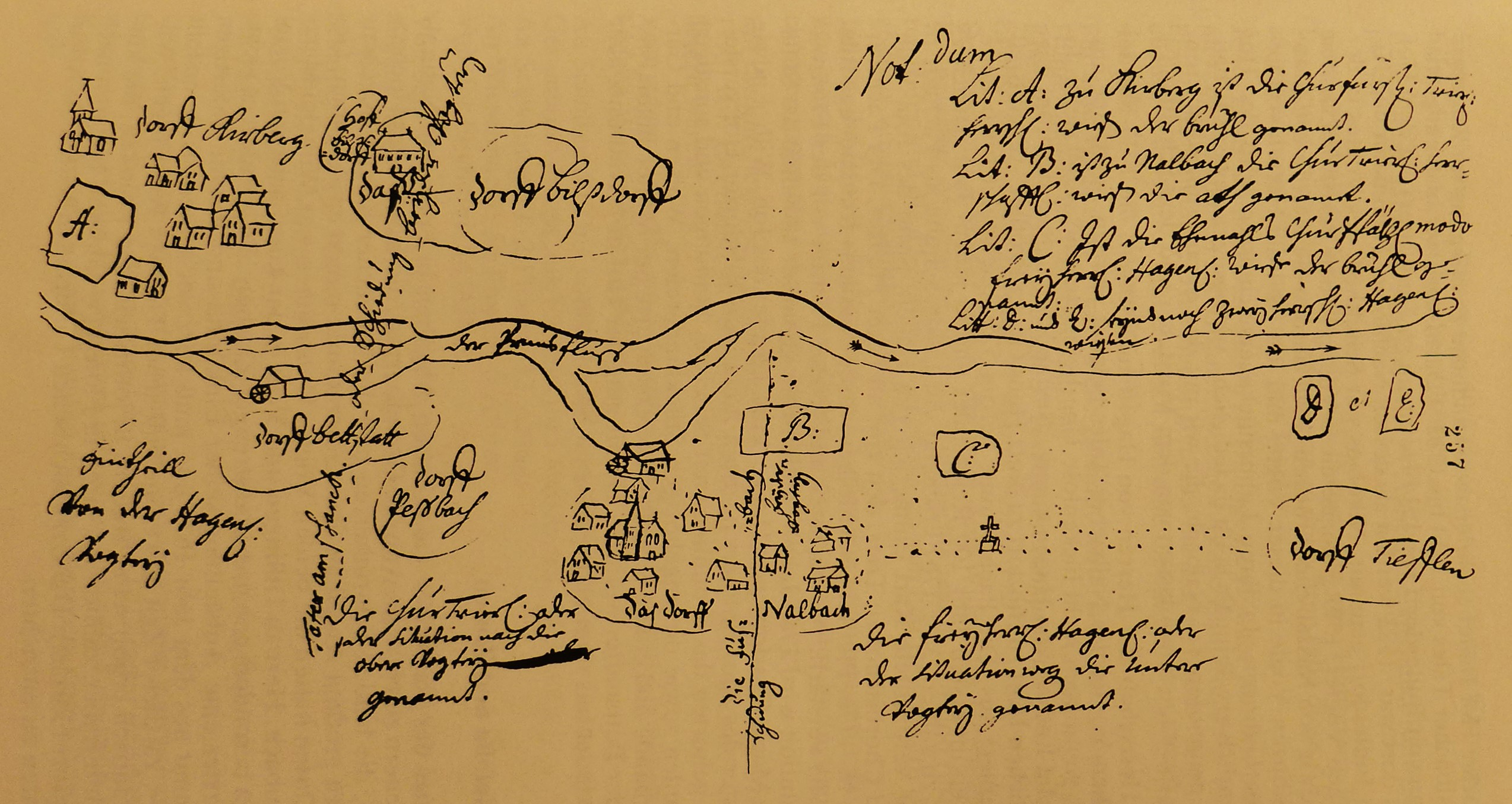
Skizze des Nalbacher Tales aus dem Jahr 1735; in der Mitte der Lauf der Prims mit zwei Mühlen; am linken Primsufer die Dörfer Körprich und Bilsdorf; am rechten Primsufer Bettstadt, Piesbach, Theter, Nalbach und Diefflen; Oben ist Südosten, Die Skizze dürfte vom Standpunkt des heutigen Nalbacher Friedhofes aus gezeichnet worden sein; Die Großbuchstaben bedeuten: A= Die Körpricher Brühlwiese im Besitz des Trierer Kurfürsten, B= Die Nalbacher Athwiese im Besitz des Trierer Kurfürsten, Die Nalbacher Brühlwiese im Besitz der Kurpfalz bzw. des Freiherren von Hagen, D und E= Zwei Wiesen der Herrschaft von Hagen (Landesarchiv Saarbrücken, Bestand Münchweiler, Nr. 367, S. 257)

#### Diefflen unter kurpfälzischer Herrschaft
Diefflen, als Teil des Nalbacher Tales, wurde zwischen den Jahren 1699 und 1711 Lénoncourt, als letztem lothringischen Vogt im Nalbacher Tal entzogen und unter die Selbstverwaltung der Kurpfalz gestellt.

#### Diefflen unter der Herrschaft Hagen zur Motten
Im Jahr 1711 wurde Diefflen, das zur kurpfälzischen Vogtei des Nalbacher Tales gehörte (mit Körprich, halb Bettstadt und dem Unterdorf in Nalbach), durch den pfälzischen Kurfürsten Johann Wilhelm von der Pfalz (auch „Jan Wellem“ genannt; 1658–1716) dem Freiherrn Johann Wilhelm Ludwig von Hagen zur Motten (Schloss La Motte) als Mannlehen und seit 1714 als Erblehen übergeben. Dieses Lehensverhältnis blieb unter Johann Wilhelms Nachfolgern Karl III. Philipp von der Pfalz sowie Karl Philipp Theodor bis zur Französischen Revolution bestehen. Im Jahr 1718 wurde das Hagensche Erblehen als reichsunmittelbare Herrschaft anerkannt. Die Hagens hatten schon im späten Mittelalter den Versuch unternommen, im Nalbacher Tal Fuß zu fassen. Dabei war ein erster Versuch im Jahr 1411 gescheitert. Johann II. von Hagen musste die von ihm gefangengenommenen Leute aus dem Nalbacher Tal freilassen und wurde gezwungen, zu versprechen, diesen ihren Schaden zu ersetzen. Ebenso musste er sich verpflichten, nie wieder gegen die Grundherrlichkeit des Trierer Stiftes St. Simeon im Nalbacher Tal vorzugehen. Für das Jahr 1532 ist ein Prozess zwischen Heinrich IV. von Hagen und dem Stift St. Simeon um Weiderechte belegt. Erst nachdem der lothringische Zweig der Familie von Hagen von 1598 bis 1669 das Propstamt des Stiftes St. Simeon stellte, wurde das Verhältnis besser. Am 14. Juni 1665 versicherte der Kurfürst und Erzschatzmeister Karl Ludwig Pfalzgraf bei Rhein Johann Heinrich II. von Hagen in einem Schreiben, dass dessen Untertanen im Nalbacher Tal nur die Reichssteuer schuldig seien und weder dem Herzog von Lothringen noch der Reichsritterschaft etwas zu entrichten hätten.
In den 1720er Jahren brach der Streit zwischen den Herren von Hagen und dem Stift St. Simeon abermals los. Am 28. Juli 1722 ließ das Stift auf der Grundlage alter Weistümer seine Rechte gegenüber den Freiherren von Hagen notariell aufstellen. Daraufhin verbot Johann Wilhelm Ludwig von Hagen seinen Untertanen im Jahr 1724, an den Jahrgedingen des Stiftes teilzunehmen. Der Streit ging im Jahr 1727 an das Reichskammergericht in Wetzlar. Die Konflikte schwelten bis zum Tode von Johann Wilhelm von Hagen im Jahr 1750. Erst im Jahr 1782 konnte ein Vergleich zwischen den Konfliktparteien den Streit beileigen. Dieser Vergleich trat am 2. August 1784 in Kraft. In der Einigung erkannte das Stift den Kurfürsten von Trier und den Freiherren von Hagen als alleinige Landesherren an und regelte in zahlreichen Punkten die juristischen Aspekte der Herrschaftsausübung.

##### Wirtschaftsfaktor „Dillinger Hütte“
Im Jahr 1685 hatte der französische König Ludwig XIV. in seiner neuen Funktion als Oberlehensherr der Herrschaft Dillingen Marquis Charles Henri Gaspard de Lénoncourt-Blainville die Erlaubnis erteilt, im Dieffler Nachbarort Dillingen eine Eisenhütte zu errichten, die Dillinger Hütte. Seit dieser Zeit ist die Geschichte Diefflens geprägt von der Geschichte der Dillinger Hütte.

#### Wachsender Einfluss der französischen Krone

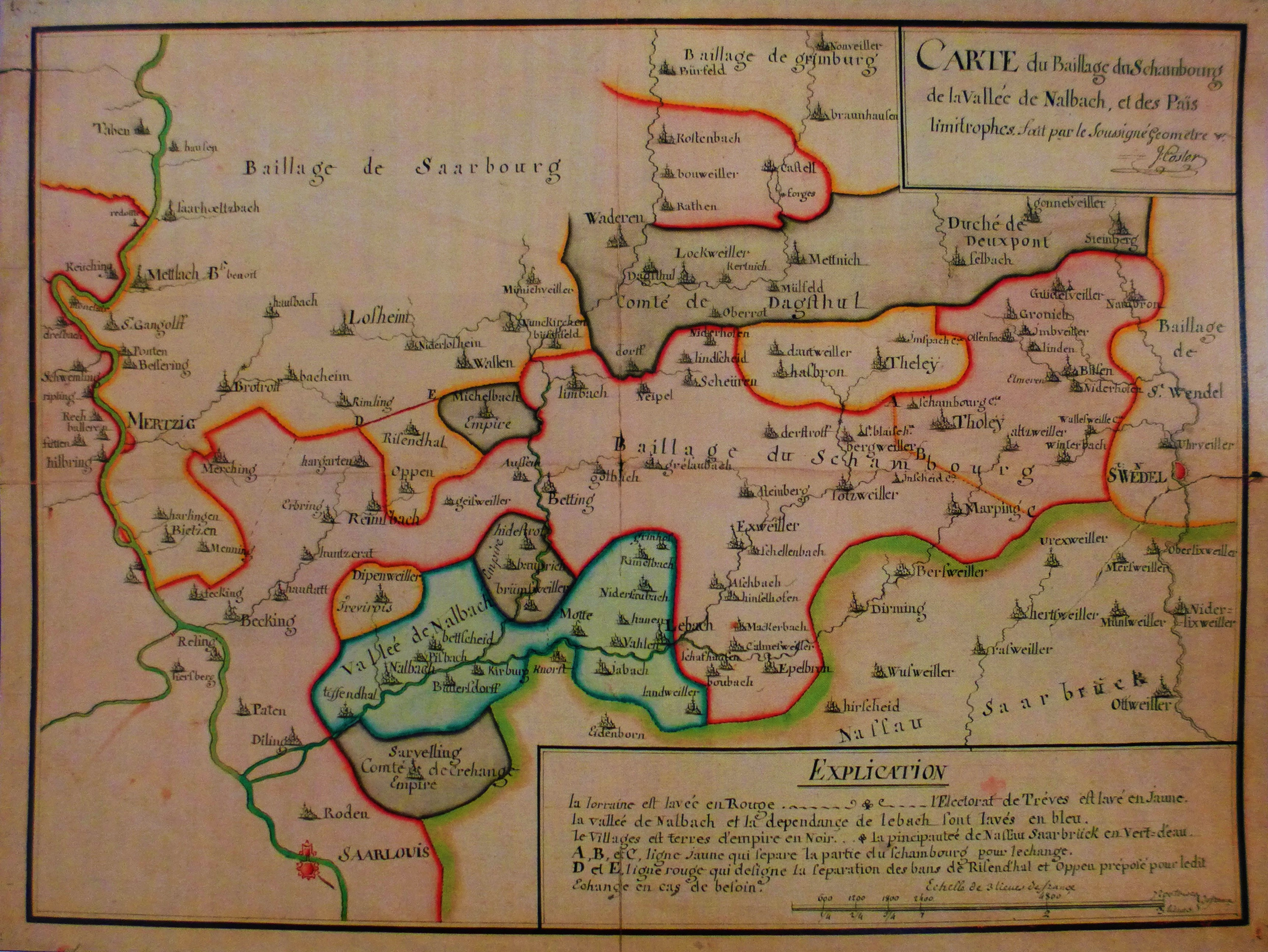
Diefflen auf der Karte des Oberamtes Schaumburg (Baillage du Schaumbourg) mit der Darstellung des Nalbacher Tales (Vallée de Nalbach) sowie der umliegenden Gebiete (Pais limitrophes), gefertigt durch den Geometer J. Coster um das Jahr 1779; Die rote Linie begrenzt das Gebiet Lothringens, die gelbe Linie markiert das Gebiet des Erzbistums und Kurfürstentums Trier, blau gekennzeichnet ist das Nalbacher Tal mit den Talorten Diefflen (Tiffendhal), Nalbach, Piesbach (Pisbach), Bettstadt (Bettscheid), Bilsdorf (Büllersdorff) und Körprich (Kirburg) sowie die von Lebach abhängigen Gebiete. Grün begrenzt ist die Grafschaft Nassau-Saarbrücken, schwarz markiert sind die Reichsherrschaften (Landeshauptarchiv Koblenz, Bestand 702, Karte 7301).

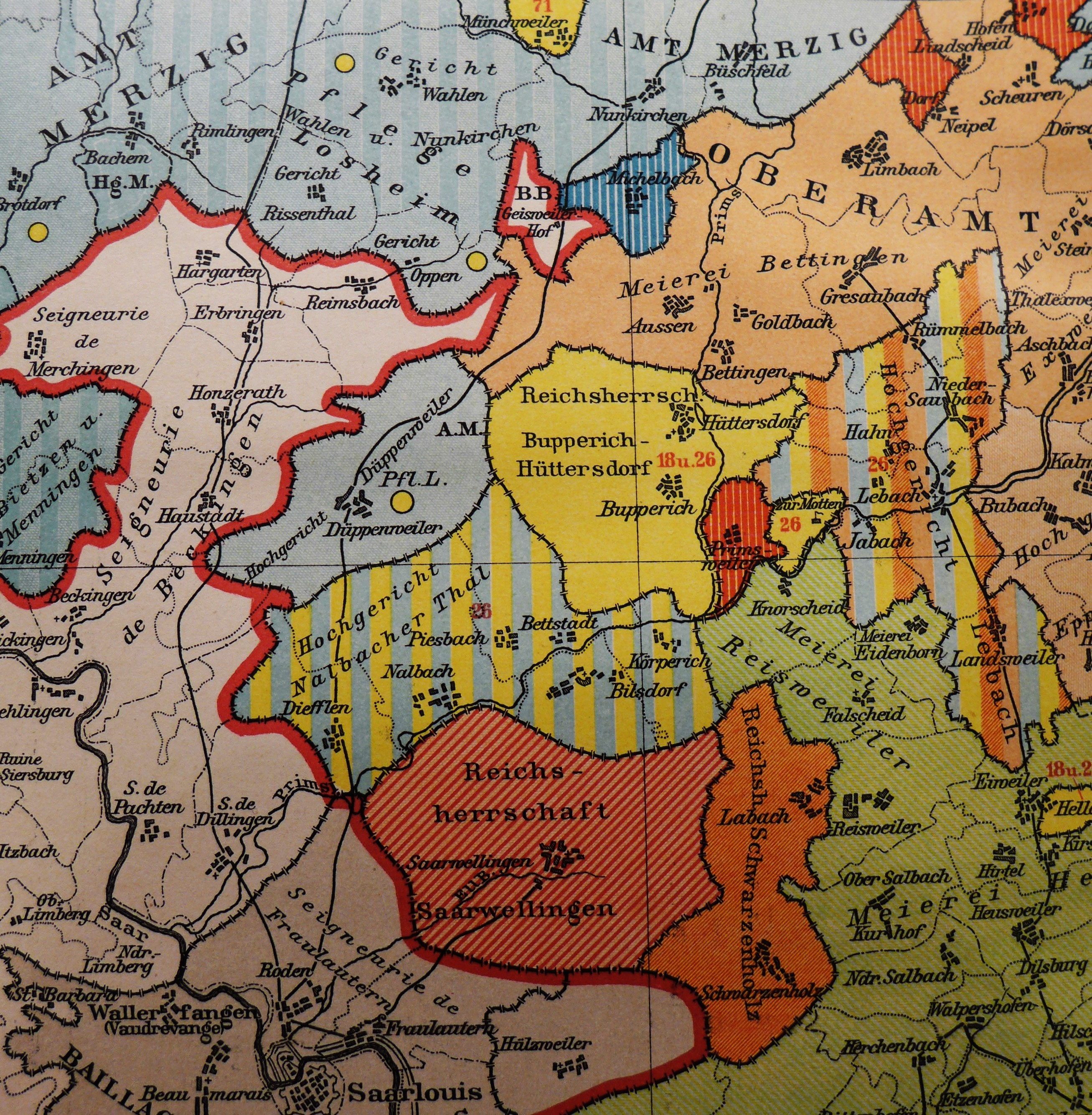
Lage Diefflens in der Grenzsituation zwischen dem Königreich Frankreich und dem Heiligen Römischen Reich deutscher Nation im Jahr 1789

Als der Herzog von Lothringen und Bar (seit 1729–1737) und damit Lehensherr Dillingens und Pachtens, Franz III. Stephan (1708–1765), im Jahr 1736 die Kaisertochter Maria Theresia heiratete, musste er am 13. Februar 1737 auf Lothringen und Bar verzichten und wurde im Tausch dafür als Franz II. Großherzog der Toskana (1737–1765) sowie ab 21. November 1740 Mitregent in den Habsburgischen Erblanden und seit 1745 als Franz I. Kaiser des Heiligen Römischen Reiches. Im diplomatischen Einvernehmen zwischen dem Kaiser und der französischen Krone wurde Stanislaus I. Leszczyński, der Schwiegervater des französischen Königs Ludwig XV., nun zum Herzog von Lothringen und Bar ernannt.
Mit dem Tode Stanislaus I. Leszczyńskis am 23. Februar 1766 übernahm Frankreich die Herrschaft über Lothringen und damit auch über Dillingen und Pachten. Somit war die Staatsgrenze zwischen dem Königreich Frankreich und dem Heiligen Römischen Reich deutscher Nation deckungsgleich mit der Gemarkungsgrenze zwischen Dillingen und Diefflen.
Der Dillinger Lehensnehmer Tailfumyr hatten, als getaufter Jude, auf Dillinger Bann bereits im Jahr 1755 an der Grenze zu Diefflen im Dillinger Wald einen jüdischen Friedhof anlegen (heutige Dieffler Straße „Am Babelsberg“).
Der Trierer Kurfürst Clemens Wenzeslaus von Sachsen wollte im Zusammenhang mit der Grenzverschiebung nach dem Wegfall des Herzogtums Lothringen die Abtei Tholey und Teile des Oberamtes Schaumburg, die als lothringische Besitzungen an Frankreich gefallen waren, käuflich erwerben, um sie dem Gebiet des Hochstiftes Trier anzugliedern. Als Gegenleistung bot er Frankreich seine Anteile an der Vierherrschaft Lebach sowie am Nalbacher Tal an. Der Gebietstausch, durch den die trierischen Besitzungen im Nalbacher Tal unmittelbar an Frankreich gefallen wäre, scheiterte jedoch an der Ablehnung Frankreichs.

#### Auswanderungen
Nachdem es am Ende des 17. Jahrhunderts die kaiserlichen Truppen erreicht hatten, die Türken nach und nach aus dem ungarischen Raum zu verdrängen, wollte man das zurückeroberte Land durch die Ansiedelung von Deutschen sichern. Die Auswanderung nach Ungarn und das westliche Rumänien wurde von der kaiserlichen Regierung beworben und gefördert, indem man den Auswanderern Landbesitz und persönliche Freiheit versprach. Diese Bevölkerungspolitik erreichte im 18. Jahrhundert auch das Gebiet an Rhein, Mosel und Saar. Aus dem Gebiet der mittleren Saar gingen ca. 5250 Auswanderer an die mittlere Donau. Ein ähnlicher Prozess spielte sich ab, als nach der Teilung Polens im Jahr 1772 Galizien an die Habsburgermonarchie fiel. In den 1780er Jahren zogen 1424 Personen aus dem heutigen Saarland nach Galizien.
Aufgrund der schlechten Lebensverhältnisse im Nalbacher Tal kam es um 1750 zu einer Auswanderungswelle in das von den Türkenkriegen entvölkerte Ungarn. Die Regierung des Kaisers in Wien versuchte, Neusiedler für die verheerten Gebiete in der ungarischen Tiefebene zu werben. Mit der Versprechung von kostenlosem Acker- und Bauland, Baumaterial, Saat- und Pflanzgut für Getreide und Wein, Steuerfreiheit in den ersten Siedlungsjahren, freiem Transport mit Verpflegung und medizinischer Betreuung von den Sammelstellen bis nach Ungarn sollten Auswanderungswillige gefunden werden. Die Saarregion stellte mit ihren über 5000 Auswanderern einen nicht unbeträchtlichen Teil. Das Nalbacher Tal entließ damals 96 Bewohner vom Kleinkind bis zum Greis. Aus Nalbach kamen 36 Auswanderer, aus Piesbach 34, aus Körprich 20 und aus Bilsdorf 6. Ob und wie viele Auswanderer Diefflen stellte, ist bisher unbekannt. Die Auswanderungen begannen um 1750 und zogen sich bis nach 1780 hin. Hauptschübe waren im Jahr 1751 und 1766.

### Diefflen in der Zeit der Französischen Revolution
Wie überall im französischen Gebiet kam es im Vorfeld des Revolutionsjahres 1789 auch in Dillingen, Pachten und Saarlouis zu Protestversammlungen gegen die herrschenden Verhältnisse des Ancien Régime und Beschwerdeschriften, die sogenannten Cahiers de Doléances, wurden verfasst, in denen sich die Untertanen hinsichtlich der als drückend empfundenen Feudalprivilegien beklagten.

#### Diefflen in den Revolutionskriegen
Mit dem Ausbruch der Koalitionskriege 1792 und der Kriegserklärung des revolutionären Frankreich an Österreich und Preußen wurde das Dieffler Gebiet zeitweilig zum Kriegsschauplatz. Preußen und Österreich, die sich bereits 1791 mit der Pillnitzer Deklaration zu einem gemeinsamen Vorgehen gegen das revolutionäre Frankreich entschlossen hatten, rückten an, mussten sich aber nach der Kanonade von Valmy wieder über die Reichsgrenzen zurückziehen. Dabei belagerten österreichische Truppen unter Blasius Columban von Bender im Dieffler Umland (Nalbacher Tal, Düppenweiler, Lebach) die französischen Stellungen und die Festung Saarlouis. Einzelne Vorstöße wurden auch gegen Dillingen unternommen.
Bei der Besetzung Dillingens durch die Österreicher kam es zu Zerstörungen in der Dillinger Hütte, die als französischer Rüstungsbetrieb demoliert wurde, und der Papiermühle. Das Hagensche Schloss bei Lebach wurde im Rahmen der Kämpfe von französischen Truppen geplündert. Im Folgejahr 1794 gelang Frankreich der Durchbruch durch die österreichischen Stellungen bei Merzig und Weiskirchen und die kurfürstliche Residenzstadt Trier konnte erobert werden. Kurfürst Clemens Wenzeslaus von Sachsen konnte vorher noch fliehen.
Am 17. Oktober 1797 wurde Diefflen, als Teil des Nalbacher Tales, wie alle linksrheinischen Territorien in einem geheimen Zusatzartikel des Friedensvertrages von Campo Formio, der zwischen Frankreich, vertreten durch Napoléon Bonaparte, und dem römisch-deutschen Kaiser Franz II. geschlossen wurde, Frankreich zugeschlagen.
Der Friede beendete den am 20. April 1792 von Frankreich begonnenen Ersten Koalitionskrieg. Eine offizielle Regelung dieser Grenzverschiebung wurde auf dem Rastatter Kongress (9. Dezember 1797 bis 23. April 1799) getroffen, der jedoch aufgrund des Ausbruches des Zweiten Koalitionskrieges nicht regulär beendet wurde.
Diefflen wurden nach der Eroberung der linksrheinischen deutschen Territorien durch die französischen Revolutionsarmeen im Jahr 1794 ab dem Jahr 1798 Teil des neugeschaffenen Département de la Sarre (dt. Saardepartement). Völkerrechtlich erfolgte die Abtretung durch den Frieden von Lunéville am 9. Februar 1801. Das Saardepartement erstreckte sich von der Nordeifel bei Blankenheim bis in das heutige Saarland. Der größte Teil des 4935 Quadratkilometer umfassenden Gebietes gehörte zuvor zum Kurfürstentum Trier. Innerhalb des Saardepartements gehörte Diefflen zum Arrondissement Saarbrücken und zum Kanton Lebach. Die Präfektur des Département de la Sarre befand sich in Trier.
Die Verwaltung wurde in der Folgezeit nach französischem Muster neu aufgebaut, die französische Gesetzgebung eingeführt. Das bedeutete das Ende des Hochgerichtes Nalbacher Tal und die Beseitigung der Grundherrschaft sowie der Vogteien mitsamt der Vogteigrenzen. Kommunalverwaltung und Justiz waren fortan getrennt. Die Nalbacher Meier und Hochgerichtsmeier verloren damit ihre Ämter. Die Leibeigenschaft, Feudalabgaben und Frondienste waren aufgehoben. Mit dem Jahr 1802 wurde das Stift St. Simeon in der Porta Nigra aufgelöst, dem seit der Schenkung des Erzbischofs von Trier, Eberhard von Schwaben, im Jahre 1048 das Nalbacher Tal gehört hatte. Der letzte Hofmeier des Stiftes St. Simeon im Nalbacher Tal war Jakob Spur(c)k.

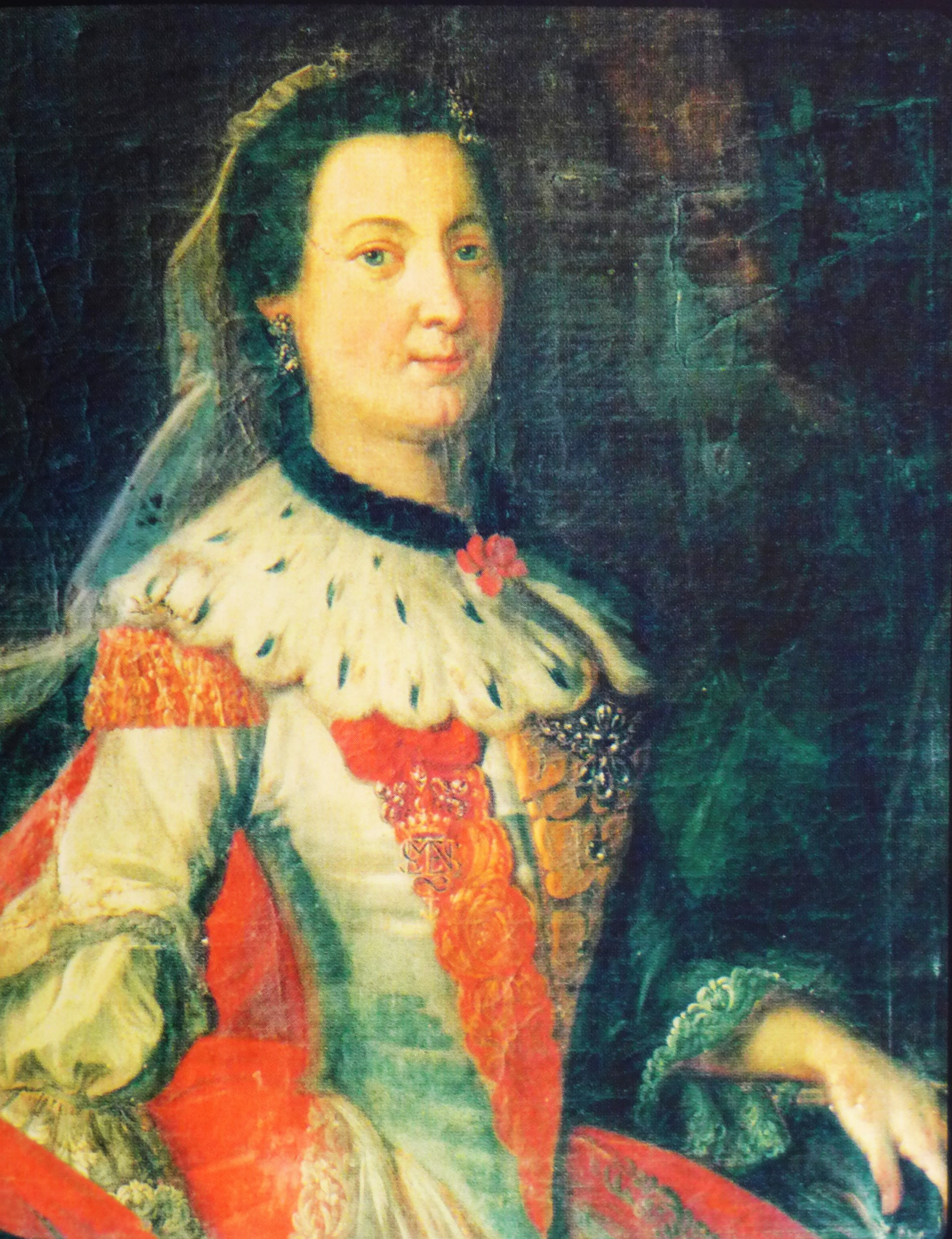
Anna Maria Charlotte von Hagen (1721–1811), Stiftsdame des St. Maria- und St. Clemens-Stiftes zu Schwarzrheindorf, Gemälde aus dem Jahr 1751 (Privatbesitz)

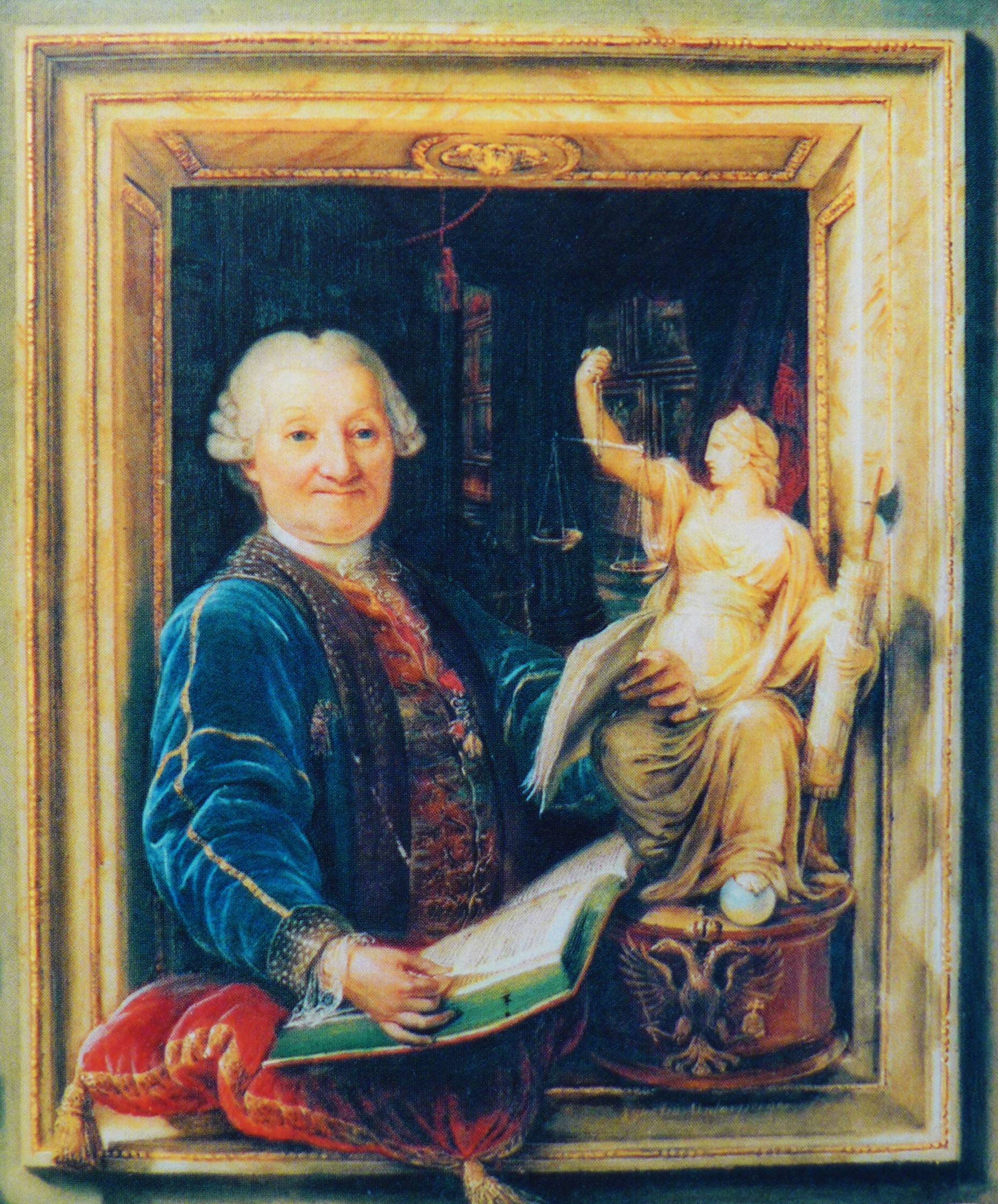
Johann Hugo II. von Hagen, Reichsfreiherr, Herr zur Motten, Büschfeld, Düppenweiler, Nalbach, Hüttersdorf etc. Kaiserlich-königlicher Kammerherr, Wirklicher Geheimer Rat, Ritter des Goldenen Vlieses, Reichskonferenzminister und Kaiserlicher Reichshofratspräsident; (geb. am 10. Juli 1707 in Koblenz, gestorben am 24. November 1791 in Wien), Gemälde in Privatbesitz

Seit dem Mittelalter hatte es in Bilsdorf einen Herrenhof gegeben, der als Lehensgut im Besitz des jeweiligen Vogtes war, den Bilsdorfer Hof. Die jeweiligen Vögte verpachteten diesen Hof. Der Hof wird urkundlich im Zinsregister des Nalbacher Tales von 1514 bis 1522 erwähnt. Auf einer Skizze des Jahres 1735 ist dieser Hof zu erkennen. Dorf und Hof Bilsdorf werden deutlich unterschieden. Das Dorf liegt auf kurtrierischem, der Hof auf kurpfälzischem Gebiet. Die Bilsdorfer Hofstraße deutete noch auf den historischen Hof hin. Mit dem Tod Johann Hugos II. von Hagen im Jahr 1791, der als Reichshofratspräsident am kaiserlichen Hof in Wien amtiert hatte, fielen die Eigengüter der Hauptlinie an dessen drei Schwestern. Dabei erhielt Anna Maria Charlotte von Hagen den Bilsdorfer Hof. Am 10. Juli 1806 ließ Anna Maria Charlotte von Hagen das Bilsdorfer Hofgut mit Wohngebäuden, Scheunen, Stallungen, Nebengebäuden, Äckern, Wiesen und Gärten versteigern. Damit kamen zahlreiche Ländereien im Nalbacher Tal unter den Hammer, die an örtliche Einwohner versteigert wurden. In Diefflen waren von der Versteigerung unter anderem Grundstücke in den Gewannen "Auf der Scheif", "Auf der Zipp", "In der Schlung", "In der Gaul" sowie "In der Not" betroffen. Insgesamt erbrachte die Versteigerung 6071 Gulden.

### 19. Jahrhundert

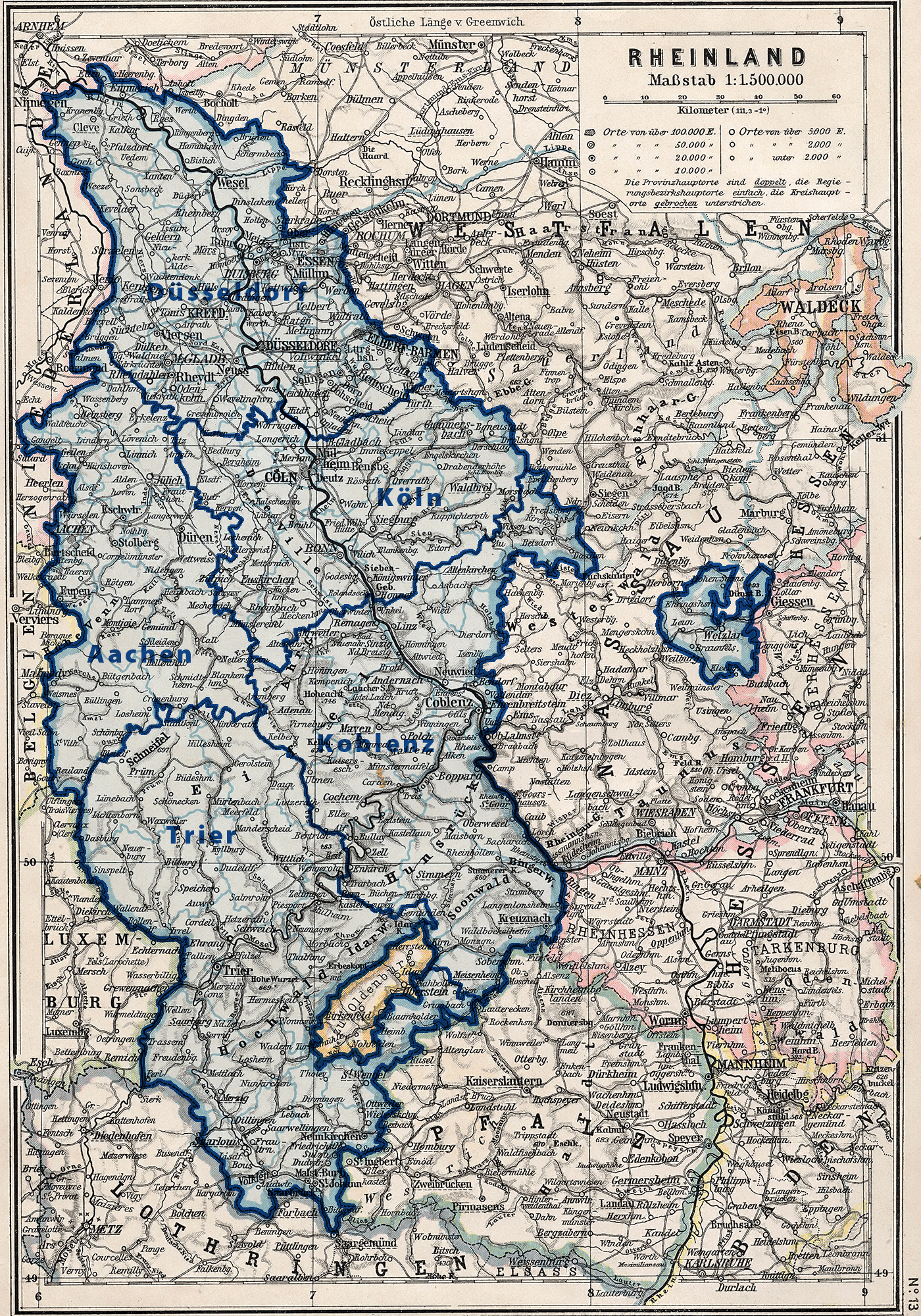
Lage Diefflens innerhalb der Rheinprovinz, Regierungsbezirk Trier, Karte von 1905

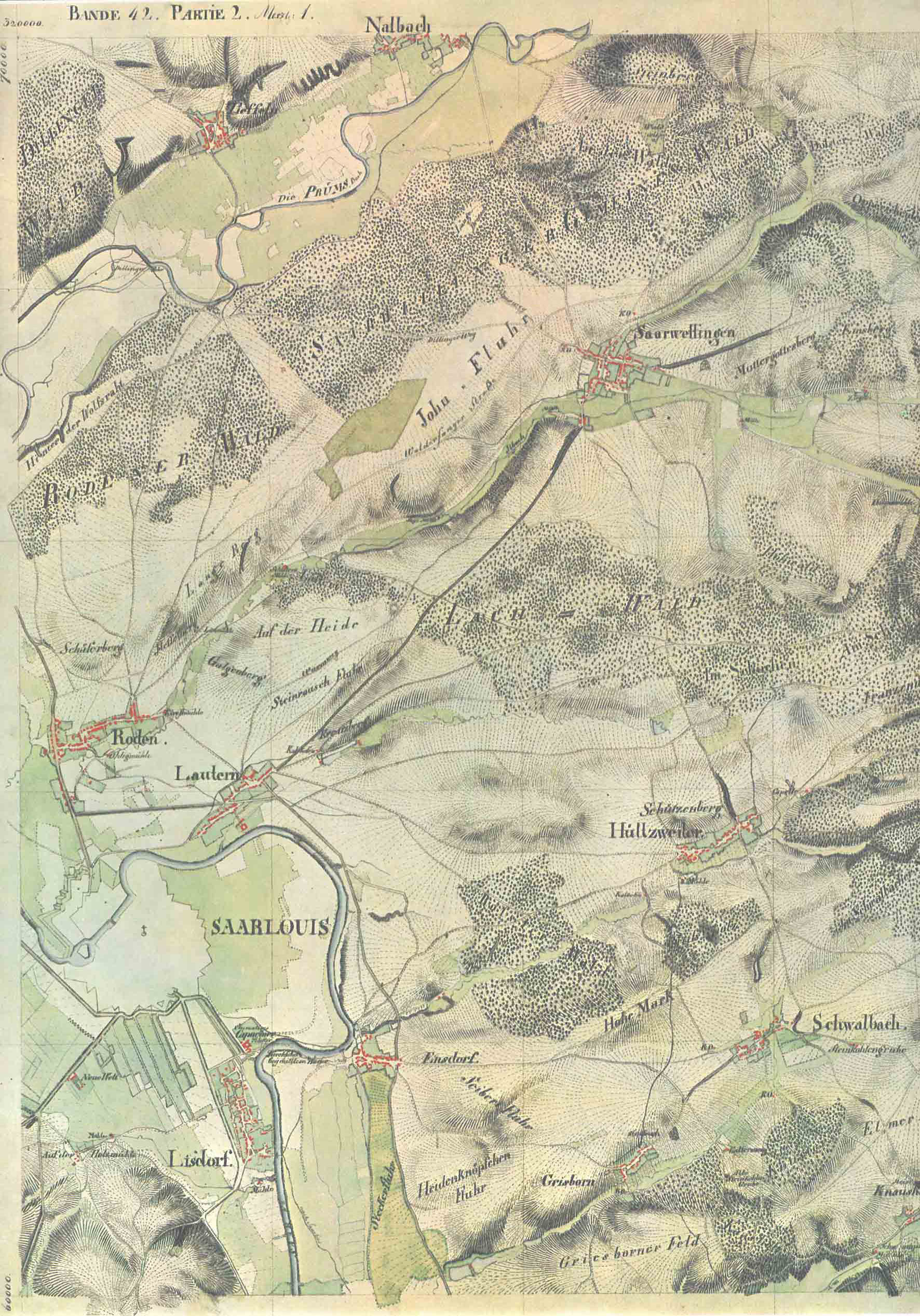
Diefflen, Kartenaufnahme der Rheinlande durch Tranchot und v. Müffling 1803–1820, 255 Saarlouis, Publikationen der Gesellschaft für Rheinische Geschichtskunde, XII, 2. Abteilung, Neue Folge, hrsg. vom Landesvermessungsamt des Saarlandes 1969, aufgenommen im Jahr 1818 von Leutnant Cornely und Leutnant Reiche, Maßstab 1 : 25.000, 4 cm auf der Karte entsprechen 1 km in der Natur, Die Innenstadtstruktur von Saarlouis wurde aus militärstrategischen Gründen nicht eingezeichnet

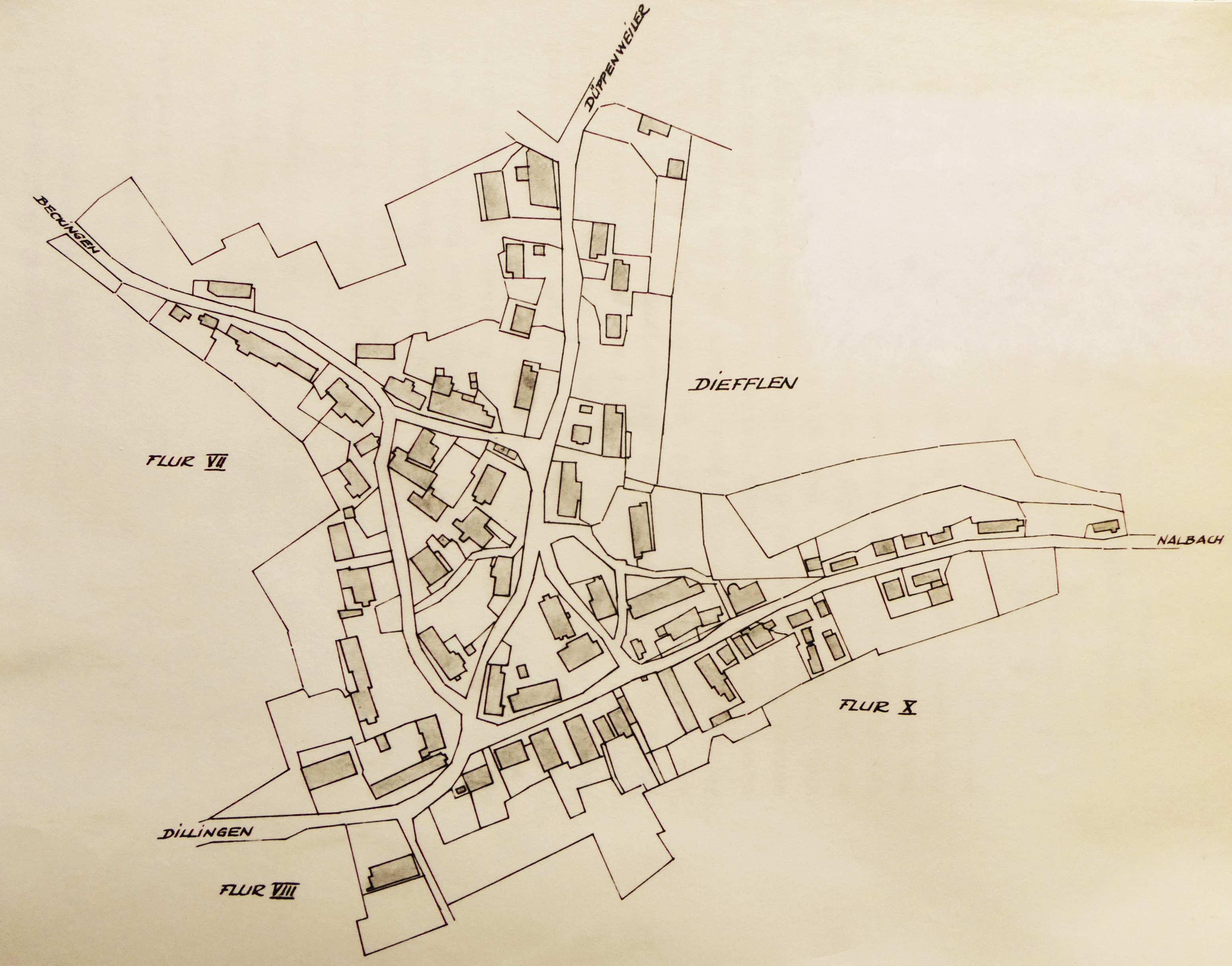
Ortslage von Diefflen im Jahr 1844, Maßstab ca. 1 : 2.000, Nachzeichnung auf der Basis des Urhandrisses von Diefflen aus dem Jahr 1844 im Maßstab 1 : 1.000 im Katasteramt Saarlouis durch Josef Jost: Diefflen, der Raum und seine anthropogene Nutzung zwischen 1858 und 1969, S. 63.

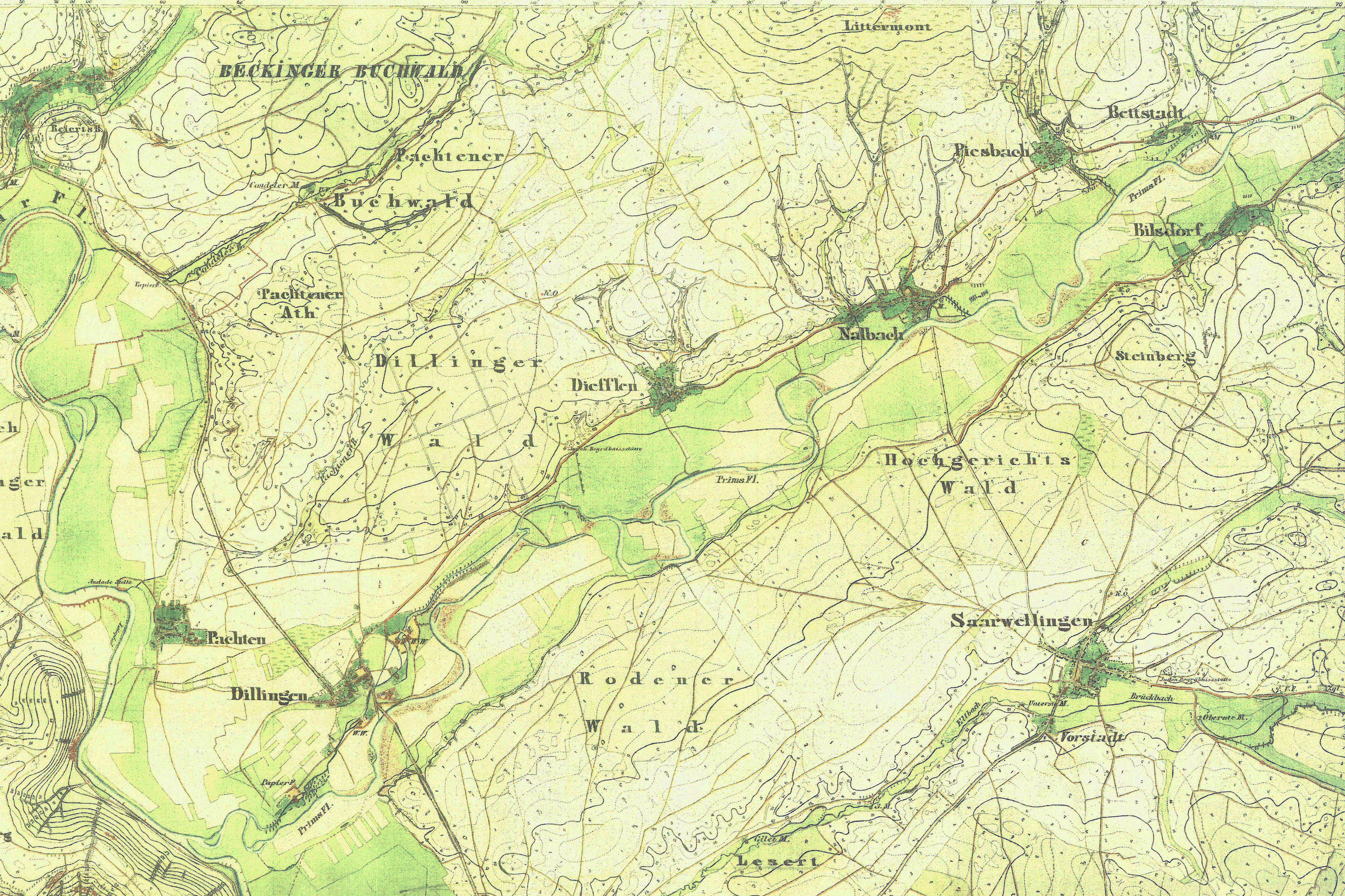
Diefflen, Königlich-Preußische Landesaufnahme, Kartographische Abteilung, aufgenommen und gezeichnet im Jahr 1850 von v. Morozowicz, Lieut. im 40. Infanterie-Regiment, Bande IV, Blatt 3, Grad Abteilung 50°/49° der Breite, 24°/25° der Länge

#### Angliederung an das Königreich Preußen
Nachdem Napoleon Bonaparte zur Abdankung gezwungen worden war, wurde mit dem Bourbonen Ludwig XVIII. der erste Pariser Frieden am 31. Mai 1814 geschlossen, laut dessen Bestimmungen Frankreich auf die Staatsgrenzen von 1792 beschränkt wurde. Das deutschsprachige Dillingen und Pachten sollten demnach bei Frankreich verbleiben.
Nach der Rückkehr Napoleons und dessen endgültiger Niederlage bei Waterloo am 18. Juni 1815 sowie seiner Verbannung auf die Insel St. Helena wurden im Zweiten Pariser Frieden Dillingen und Pachten von Frankreich abgetrennt und an das Königreich Preußen (Rheinprovinz) übergeben.
Dabei hatten mehrere Bittschriften von Kaufleuten aus Saarbrücken und St. Johann und eine Unterschriftenaktion unter Federführung des Saarbrücker Bürgermeisters Heinrich Böcking, die den Anschluss der Saarorte an das Königreich Preußen zum Ziel hatten, einen nicht unerheblichen Anteil.
Österreich sah unter Kaiser Franz I. eine Ausdehnung Preußens lieber im westlichen Deutschland als an einem anderen Ort. Mit einem Territorialgewinn Preußens im Westen wollte man eine Ausdehnung Preußens auf das Königreich Sachsen verhindern. Gegen die wieder installierte Herrschaft der Bourbonen in Frankreich wollte Österreich keine gegnerische Position beziehen, da man auf ein gutes Verhältnis mit der traditionsreichen Dynastie hoffte und unnötige Belastungen scheute.
So kam es mit preußischem Einverständnis bereits am 3. November 1815 während der bezüglich des Friedensvertrages in Paris zu einer Vereinbarung zwischen England, Preußen, Russland und Österreich, wonach zusätzliche Territorien in den Rheinlanden an Preußen fallen sollten. Die Grenzkorrektur zu Ungunsten Frankreichs sollte an der Saar stattfinden. Am 20. November 1815 schlossen die Alliierten mit Frankreich in Paris den zweiten Friedensvertrag, der die preußisch-französische Grenze im Bereich des Mittellaufes der Saar festlegte. Damit musste der französische König Ludwig XVIII. für das Stadtgebiet des heutigen Dillingen (ohne Diefflen) allen Hoheits- und Eigentumsansprüchen entsagen.
Während eines Aufenthaltes in Saarbrücken erteilte der Staatskanzler Karl August von Hardenberg am 27. November 1815 dem in preußischen Diensten stehenden Oberappellationsrat Mathias Simon, der bisher in Trier als Richter fungiert hatte, die Vollmacht, das neue Gebiet unter dem Titel „Großherzogtum Niederrhein“ für Preußen in Besitz zu nehmen. Dillingen und Pachten wurden von Simon zusammen mit dem Umland der Festung Saarlouis am 2. Dezember 1815 im Rahmen einer Feier in der Saarlouiser Kirche St. Ludwig in Besitz des preußischen Königs Friedrich Wilhelm III. genommen:

„Ich Endes Unterschriebener, Königlich-Preußischer Oberappelations-Rath im Grosherzogthum Niederrhein, Kraft vorstehender Vollmacht, Königlich Preußischer Kommissarius, zur Besitz-Ergreifung der von Frankreich an Preußen abgetretenen Gebiete, Oerter und Plätze, und bis zur definitiven Organisation mit der Oberverwaltung dieser Gebiete, Oerter und Plätze, beauftraget.
Nachdem heute den 2 Dezember, Morgens sieben Uhr, die Feyerlichkeiten der Besitznahme, durch das Läuten der Glocken verkündet worden, habe (ich) mich um 10 Uhr, in die Hauptkirche begeben, woselbst der Herr Oberbürgermeister der Stadt Saarlouis, nebst seinen Beigeordneten, und alle Glieder des Magistrats, sodann alle übrigen öffentlichen Beamten, sich versammelt hatten.
Des Herrn Königlich Preußischen General-Majors von Steinmetz, kommandierenden Generals, in den durch den Friedenstraktat vom 20 November abgetretenen Gebieten, Oertern und Plätzen, Hochwohlgebornen, waren ebenfalls, nebst ihrem Generalstabe, gegenwärtig.
Das in Saarlouis anwesende Königlich Preußische Militär, war unter Gewehr getreten, und der feierliche Aufzug von der Bürgerwache und ihrer Musik begleitet.
Ich Unterschriebener Königlicher-Kommissarius, im Einverständnis mit des Herrn General-Majors von Steinmetz, Hochwohlgebornen, verlas die vorstehende Vollmacht des Herrn Staatskanzlers Fürsten von Hardenberg Durchlaucht, und theilte der Versammlung meine Sendung mit.
Sofort wurden der Herr Oberbürgermeister und sämtliche Mitglieder des Magistrats, in eigenem Namen und als Stellvertreter der Einwohner, dem neuen Landesherrn Sr. Majestät dem König Friedrich Wilhelm von Preußen und seinen Nachfolgern, verpflichtet.
Ein eigener schriftlicher Akt wurde in dieser Hinsicht aufgesetzt, und von allen Magistratsmitgliedern unterzeichnet.
Die ganze Versammlung ertönte ein dreimaliges Lebe-Hoch dem neuen Landesherrn.
Ich habe demnach, in meiner Eigenschaft als Königlicher Kommissarius, und in Hinsicht der Besitznahme der Festung Saarlouis im Einverständniß mit dem Herrn General-Major von Steinmetz und dessen Gegenwart, erklärt, daß die reelle Besitznahme der Stadt und Festung Saarlouis, und aller übrigen Oerter der Kantone von Saarlouis und Rehlingen, und Sirck des Moseldepartements, welche durch den Friedens-Traktat vom 20 November, von Frankreich abgetreten, und nach der, zwischen Preußen und den übrigen verbündeten Mächten getroffenen besondern Uebereinkunft, den Staaten Sr. Majestät des Königs von Preußen, meines allergnädigsten Herrn, einverleibt sind, im Namen Seiner Majestät des Königs von Preußen, vollbracht seye; verordnet, daß das königl. Preußische Wappen an allen Rath- und Gemeinde-Häusern aufgestellt werde; und die Einwohner der Stadt und Festung Saarlouis, und der übrigen abgetretenen Gebiete, Oerter und Plätze, zur Unterthanen Treue und Pflicht, gegen den neuen Landesherrn, verwiesen.
Ein Te Deum von der katholischen Geistlichkeit gesungen, und das Gebät Salvum fac regem für die Erhaltung Seiner Majestät des Königs von Preußen, des neuen Landesherrn, beschloß diese feyerliche Handlung.
Gegenwärtige Besitz-Ergreifungs Protokoll soll gedruckt, und statt des Besitz-Ergreifungs Patents, in der Stadt und Festung Saarlouis, und in allen abgetretenen Gemeinden, Oertern und Plätzen angeschlagen werden.
So geschehen Preußisch-Saarlouis, den 2 Dezember 1815. Der Königliche Kommissarius Mathias Simon“

Diefflen, das zur Bürgermeisterei Nalbach gehörte, war durch den ersten Pariser Frieden nicht mehr Teil Frankreichs. Es unterstand einer österreichisch-bayerischen Landesadministrationskommission, die am 16. Januar 1814 mit Sitz in Kreuznach installiert worden war. Dies war als Provisorium gedacht, da noch nicht abschließend geklärt war, welcher Macht Diefflen (mit den übrigen Ortschaften des Nalbacher Tales) als Teil der zurückgewonnenen linksrheinischen deutschen Gebiete zufallen sollte. Die Dynastien Habsburg-Lothringen und Wittelsbach wollten sich das Gebiet als Faustpfand behalten, um das Königreich Sachsen unter Friedrich August I. vor einer Übernahme durch die Hohenzollern zu schützen. Das bedeutete vor Ort, dass die östliche Banngrenze von Dillingen und Pachten und die westliche Banngrenze von Diefflen für mehr als ein Jahr zugleich Staatsgrenze war.
Bayern unter König Maximilian I. Joseph erhielt durch den Staatsvertrag mit Österreich vom 14. April 1816 die gesamte Pfalz, musste allerdings zum Ausgleich das Salzburger Land an das Kaisertum Österreich abgeben. Am 1. Juli 1816 unterzeichneten die Bevollmächtigten des Kaisertums Österreich und des Königreiches Bayern auf der einen und die des Königreiches Preußen auf der anderen Seite in Worms das sogenannte Territorialausgleichspatent, in dem Österreich und Bayern Gebiete an Preußen abtraten und die ehemaligen Untertanen und Staatsdiener aus ihren Pflichten entließen.
Für den heutigen Landkreis Saarlouis kamen also Diefflen mit dem gesamten Nalbacher Tal, Saarwellingen, Hüttersdorf, Bettingen und Lebach aus der Untertanenschaft des Kaisers von Österreich, Franz I., in die Untertanenschaft des Königs von Preußen, Friedrich Wilhelm III.:

„Nachdem in Gemäßheit des Art. 6 der zu Paris am 3ten November 1815 zwischen den alliierten Mächten, hinsichtlich der Territorialausgleichungen getroffenen Uebereinkünfte von Sr. Kaiserlich-Königlichen Apostolischen Majestät an seine Majestät den König von Preussen, die vermöge des Art. 51 der Congreßakte Sr. Kaiserlich-Königlichen Majestät zugewiesenen Landes-Bezirke im ehemaligen Saar-Departemente, nämlich: Die Kantone Saarburg, Merzig, Wadern, Tholey, Ottweiler, der von Frankreich im Jahr 1814 abgetretene Theil des Kantons Lebach, die Reste der Kantone Conz, (einschließlich der ehemals zum Wälder-Departement gehörenden Parzellen auf dem rechten Moselufer) Hermeskeil und Birkenfeld, so wie der Kantone Baumholder und Grumbach, letzterer mit Ausnahme der Ortschaften Eschenau und St. Julian, ferner der Kanton St. Wendel, mit Ausnahme der Ortschaften Saal, Niederkirchen, Bubach, Marth, Hof und Osterbrücken, endlich die vorher zum Kanton Cusel gehörige Ortschaften Schwarzerden, Reichweiler, Pfeffelbach, Ruthweiler, Burg-Lichtenberg und Thal-Lichtenberg, mit Beziehung auf die im Art. 49 der gedachten Congreßacte festgesetzten Bestimmungen abgetreten worden sind; so werden von Unterzeichnetem Kraft erhaltener Vollmacht und im Namen Seiner Kaiserlich-Königlichen Apostolischen Majestät, sämmtliche zur Verwaltung besagter Länder gehörige, sowohl geistliche als weltliche Staatsdiener, desgleichen sämmtliche Unterthanen dieser Bezirke ihrer bisherigen Dienst- und Unterthanen-Pflichten hiermit feierlich entlassen. Unvergeßlich bleibt Seiner Kaiserlich-Königlichen Apostolischen Majestät die von den biedern Bewohnern der nunmehr abgetretenen Ländern Ihnen und Ihrem Hause bewiesene Treue und Anhänglichkeit. Indem Allerhöchstdieselben von ihnen mit den lebhaftesten Wünschen für ihr künftiges Wohlergehen scheiden, erwarten Sie von ihrer bisher bewährten Denkungsart, daß sie Seiner Majestät dem Könige von Preussen und Seinem Königlichen Hause mit gleicher Treue und Gehorsam ergeben seyn werden. Geschehen Worms, am 1ten Juli 1816. Wilhelm von Droßdik,“

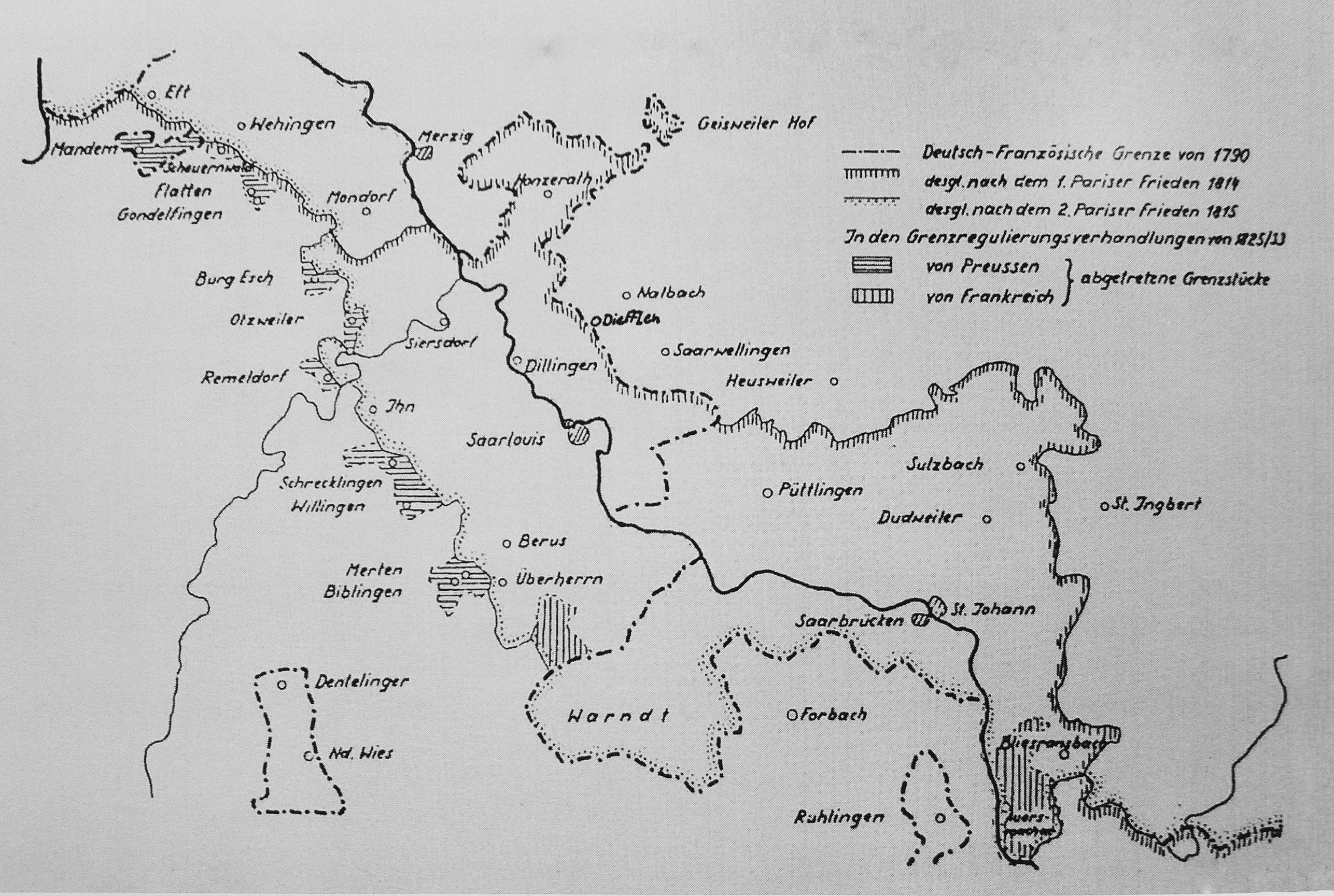
Historische Grenzziehungen in der Umgebung Diefflens in den Jahren 1790, 1814 und 1815

Im Namen des preußischen Königs Friedrich Wilhelms III. nahm Freiherr Franz Edmund Josef von Schmitz-Grollenburg die neuen Gebiete und damit auch Diefflen in Besitz:

„Nachdem durch die von dem K.K. österr. Herrn Hofrath und General-Kommissär von Droßdik heute erlassene Bekanntmachung diejenige Landestheile des vormaligen Saar-Departements genau bezeichnet sind, welche in Folge der zwischen den allerhöchsten Höfe abgeschlossene Uebereinkunft an Sr. Majestät den König von Preussen meinen allergnädigsten Herrn, mit voller Souveränität und Eigenthum übergehen, so nehme ich hiermit Kraft erhaltener Vollmacht, und im Namen Sr. K. Majestät von Preußen (sic!), Besitz von den genannten Kantonen (…). Und verordne:
1. Daß vorstehende Bekanntmachung gedruckt und in allen Gemeinden der erwähnten Kantonen und Ortschaften an den Gemeinde-Häusern, oder wo deren auf dem Lande keine existiren, an den Kirchen öffentlich angeschlagen werden soll.
2. Werden die Bürgermeister hierdurch angewiesen, sofort dafür zu sorgen, daß an den Rath- und Gemeinde-Häusern der preussische Adler zum Zeichen der LandesHoheit (sic!) befestigt; jedes andere Wappen aber, welches eine fremde Oberhoheit andeuten möchte, abgenommen werde, woher es sich von selbst versteht, daß dieses ohne Zerstöhrung öffentlicher Denkmäler der Kunst oder des Alterthumes geschehen müsse.
3. Alle öffentlichen Behörden und Beamte setzen einstweilen in der bisherigen Art ihre Amtsverrichtungen fort, diejenigen welche ein Siegel führen, sind gehalten, dasselbe mit einem Adler verzieren, und mit der Um- und Inschrift K. preussisch x. (Namen der Behörde und des Ortes) versehen zu lassen.
4. Vom Tage der Publication dieser Bekanntmachung werden sämmtliche Justizkollegien, Richter und Notarien die exekutorische Clausel, ihrer Urtheile und Akten im Namen Sr. Majestät des Königs von Preussen erlassen.
5. Die Vereidigung eines jeden, in den übernommenen Distrikten angestellten öffentlichen Beamten, sowohl geistlichen als weltlichen Standes, soll dadurch erfolgen, daß derselbe zwei Exemplare eines nach dem beigefügten Formular Lit. A. ausgestellten schriftlichen Eides unterschreibt, und ungesäumt an mich einsendet, das eine Exemplar wird ihm sodann mit dem Vormerke über die erfolgte Deposition zurückgeschickt werden.
6. Die allerhöchste Verordnung wegen Tragens der preussischen National-Cocarde vom 22ten Februar 1813 soll zu jedermanns Nachricht und Nachachtung mit der gegenwärtigen Bekanntmachung sub Lit. B. abgedruckt und öffentlich angeschlagen werden.
7. Ueber den Tag der Huldigung und die näheren desfalligen Einrichtungen werden demnächst besondere Verfügungen ergehen, wenn das Geschäft der Gränzfeststellung beendiget, und die Gränzpfähle aufgerichtet seyn werden.
8. Ueber die Oberverwaltung dieser übernommenen Kantone, Gemeinden und Ortschaften wird unverzüglich eine eigene Verordnung erfolgen, bis dahin alle Unterbehörden sich an mich nach Birkenfeld als den einstweiligen Sitz der Verwaltung zu wenden haben.
So geschehen Worms, den 1ten Juli 1816. Freiherr von Schmitz Grollenburg, der K. preussischen Regierung zu Koblenz, Direktor der 1ten Abteilung, und Ritter des rothen Adler-Ordens III. Klasse.“

Diefflen, als Teil des Nalbacher Tales, kam damit unter preußischer Verwaltung am 1. Juli 1816 vom Kreis Ottweiler zum Kreis Saarlouis. Laut Volkszählung des Jahres 1821 hatte Diefflen 83 Häuser, 89 Haushaltungen und 455 Einwohner.

#### Verwaltungsänderungen
Von 1821 bis 1829 wurde Diefflen von der Bürgermeisterei Fraulautern aus in Personalunion verwaltet, da die aus sechs Dörfern bestehende Samtgemeinde Nalbacher Tal (als Rechtsform 1815 gegründet) die Verwaltungskosten für das Bürgermeisteramt nicht aufbringen konnte. Ab 1830 ging die Bürgermeisterverwaltung des Nalbacher Tales von Fraulautern an Saarwellingen (Personalunion) über und dauerte bis zum 31. Dezember 1899 an.
Am 25. April 1854 kam es durch die drei Dieffler Mitglieder des Samtgemeinderates der Samtgemeinde Nalbacher Tal zur Beantragung der Auflösung der Samtgemeinde und die Trennung ihrer Ländereien. Ebenfalls wurde dies durch ein Gesuch an den Regierungspräsidenten in Trier begründet: „Die Armut der Ortschaften ist zum Spott und Sprichwort der Umgegend geworden. Weil alles noch gemeinschaftlich ist, erfolgt keine Veredelung des Landes und der Gewinn sei daher sehr gering, auch ruhe kein Segen darauf (…) Weil Reichtum der höchste Segen des Lebens ist, würde durch ihn die Armut aus dem Lande gejagt und dadurch Moral und Sittlichkeit veredelt und der Ort Diefeln (sic!) in die Situation gestellt, sich aus dem Staube zu erheben.“
Die Gemeindetrennung wurde daraufhin am 1. September 1854 mit 7 gegen 2 Stimmen der Nalbacher Samtgemeinderatsmitglieder beschlossen und am 16. Juni 1858 durch den König von Preußen, Friedrich Wilhelm IV., auf Schloss Babelsberg genehmigt. Die bürgermeisteramtliche Verwaltung blieb allerdings in Nalbach bzw. bis 1899 in Saarwellingen. (Erst 1969 erfolgte die bürgermeisteramtliche Trennung von Nalbach und die Angliederung an die Stadt Dillingen Saar.) Im Gefolge der Industrialisierung wandelte sich Diefflen immer mehr vom Bauerndorf zum Arbeiterwohnort mit Nebenerwerbslandwirtschaft.

#### Dorfbrand 1876

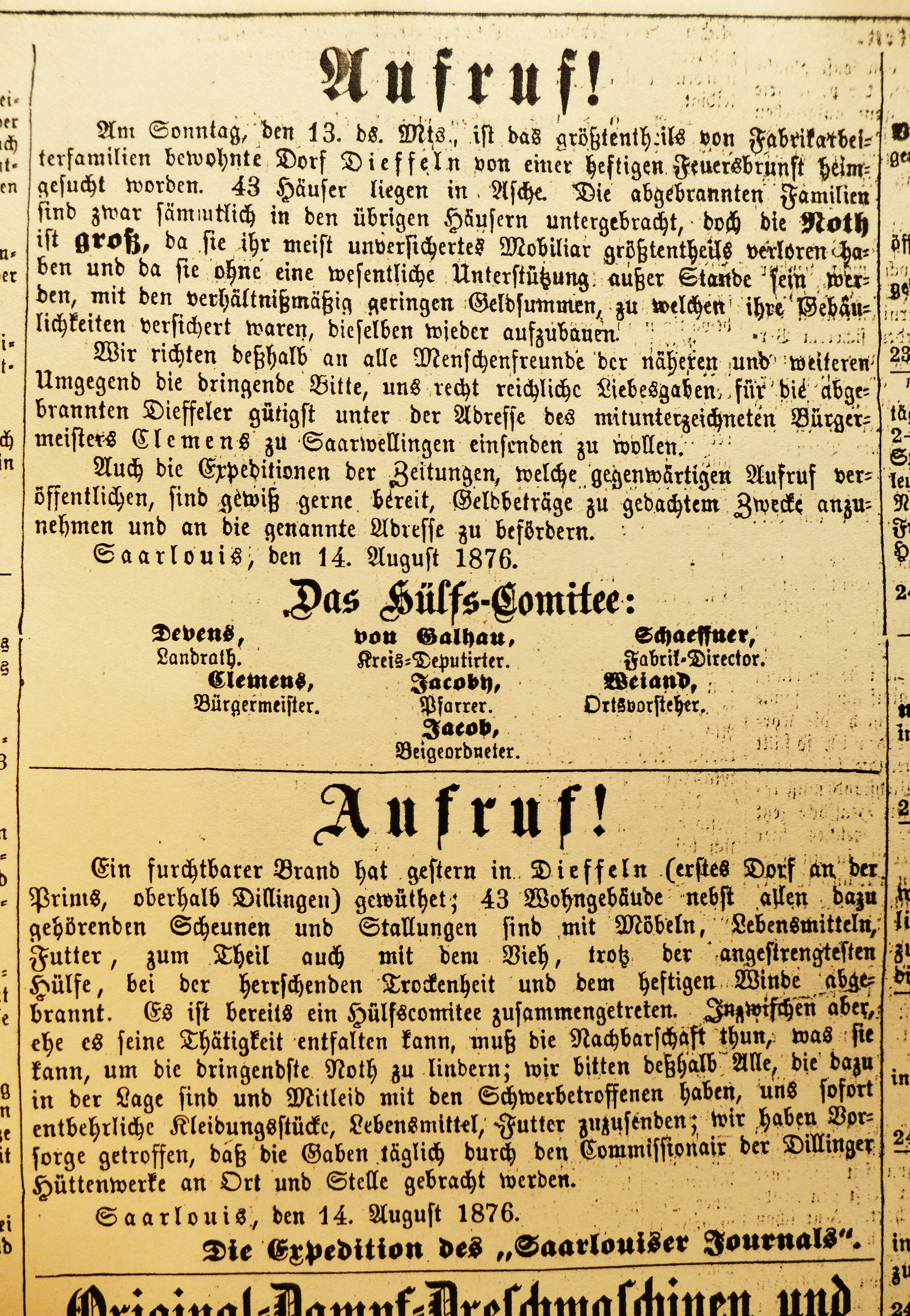
Aufruf zur Nothilfe vom 14. August 1876 nach dem Dieffler Dorfbrand vom 13. August 1876 im Saarlouiser Journal

Bei einem Großbrand am 13. August 1876 brannte der größte Teil des Dorfes infolge einer verheerenden Sommertrockenheit nieder. Der überwiegende Teil der Bebauung war noch mit Stroh gedeckt, in den Küchen wurde mit offenem Feuer gekocht, die Scheunen waren nach der sommerlichen Ernte mit Getreide und Heu gefüllt und boten so den sich ausbreitenden Flammen reichlich Nahrung. Über 40 Häuser mit Scheunen und Stallungen sowie Tieren wurden ganz zerstört. Ein Hilfskomitee aus Politikern, Industriellen und Journalisten richteten sich in Zeitungsaufrufen an die Bevölkerung, um Spenden für die Versorgung der Dorfbevölkerung und für den Wiederaufbau zu sammeln.

### Frühes 20. Jahrhundert

#### Erster Weltkrieg
Im Ersten Weltkrieg sind 111 Dieffler Männer als Soldaten an verschiedenen Fronten getötet worden.

### Diefflen in der Zeit des Nationalsozialismus

#### Politische Verhältnisse während der Herrschaft des Völkerbundes
Durch den Friedensvertrag von Versailles wurde Diefflen als Teil des Saargebietes am 10. Januar 1920 aus dem Deutschen Reich sowie aus dem Freistaat Preußen ausgegliedert und dem Völkerbund unterstellt. Diefflen kehrte erst am 18. Februar 1935 wirtschaftlich und am 1. März 1935 nach der Volksabstimmung vom 13. Januar 1935 politisch zum Deutschen Reich zurück.

#### Volksabstimmung 1935

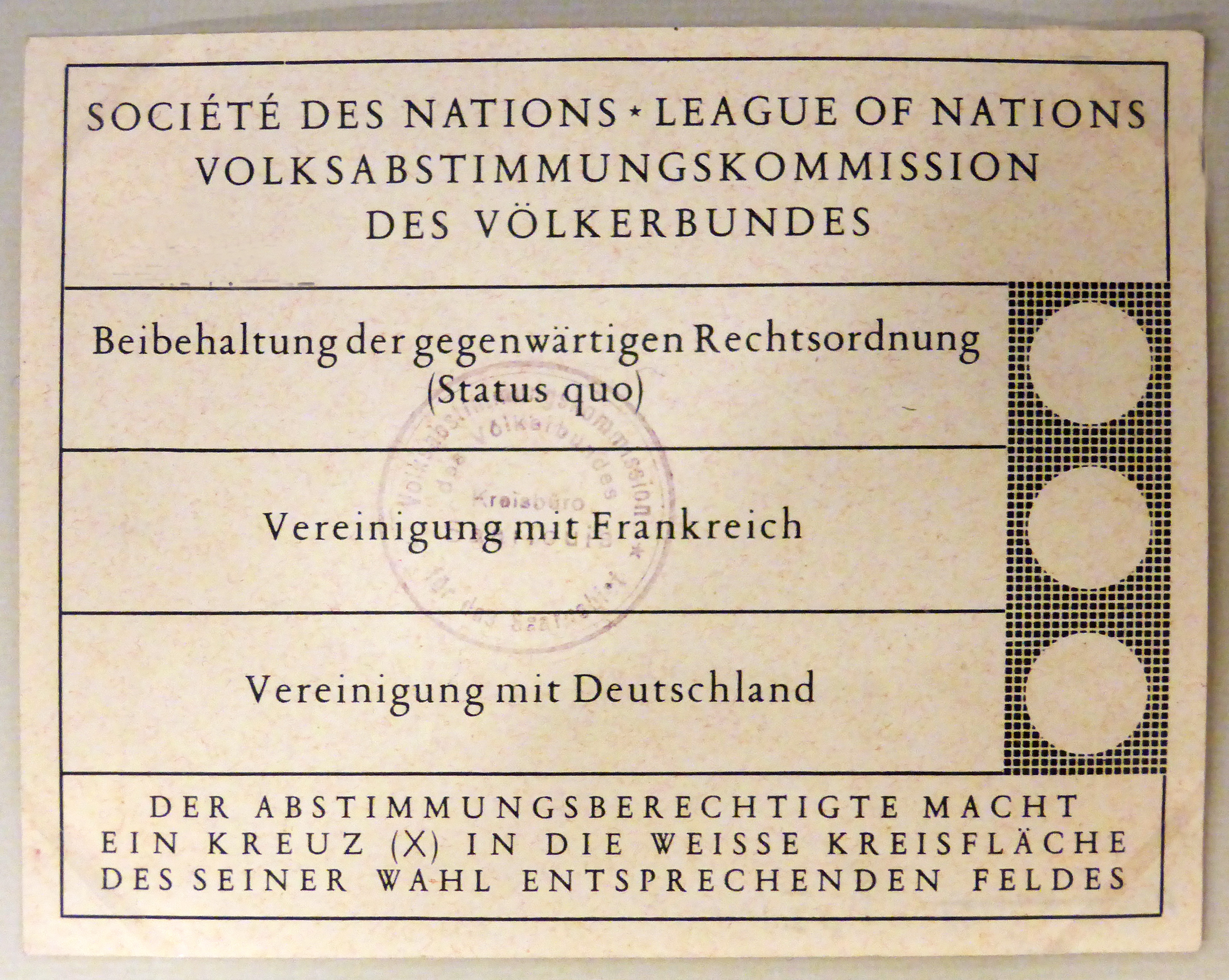
Stimmzettel zur Saarabstimmung 1935

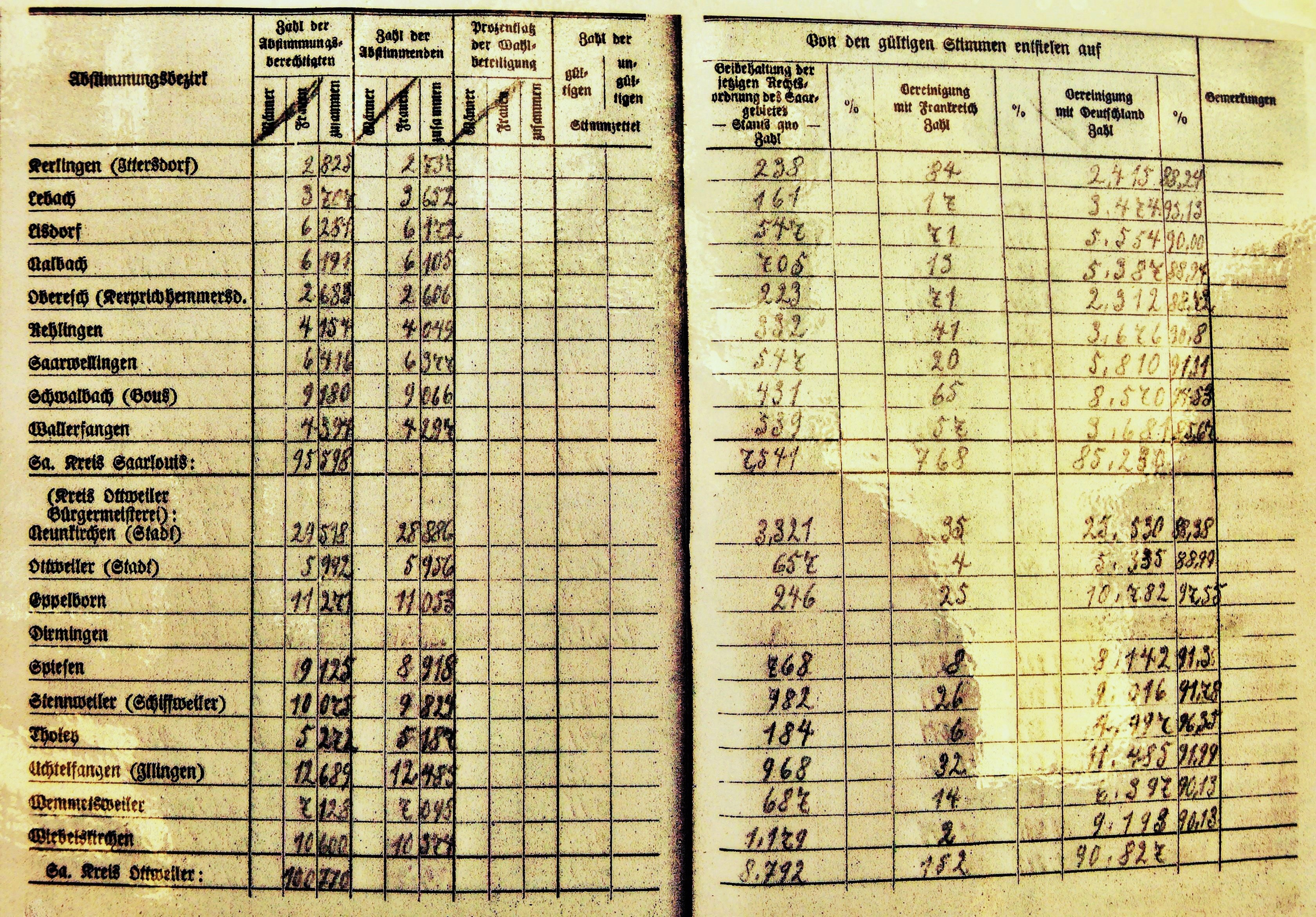
Abstimmungsergebnisse der Volksabstimmung im Saargebiet von 1935

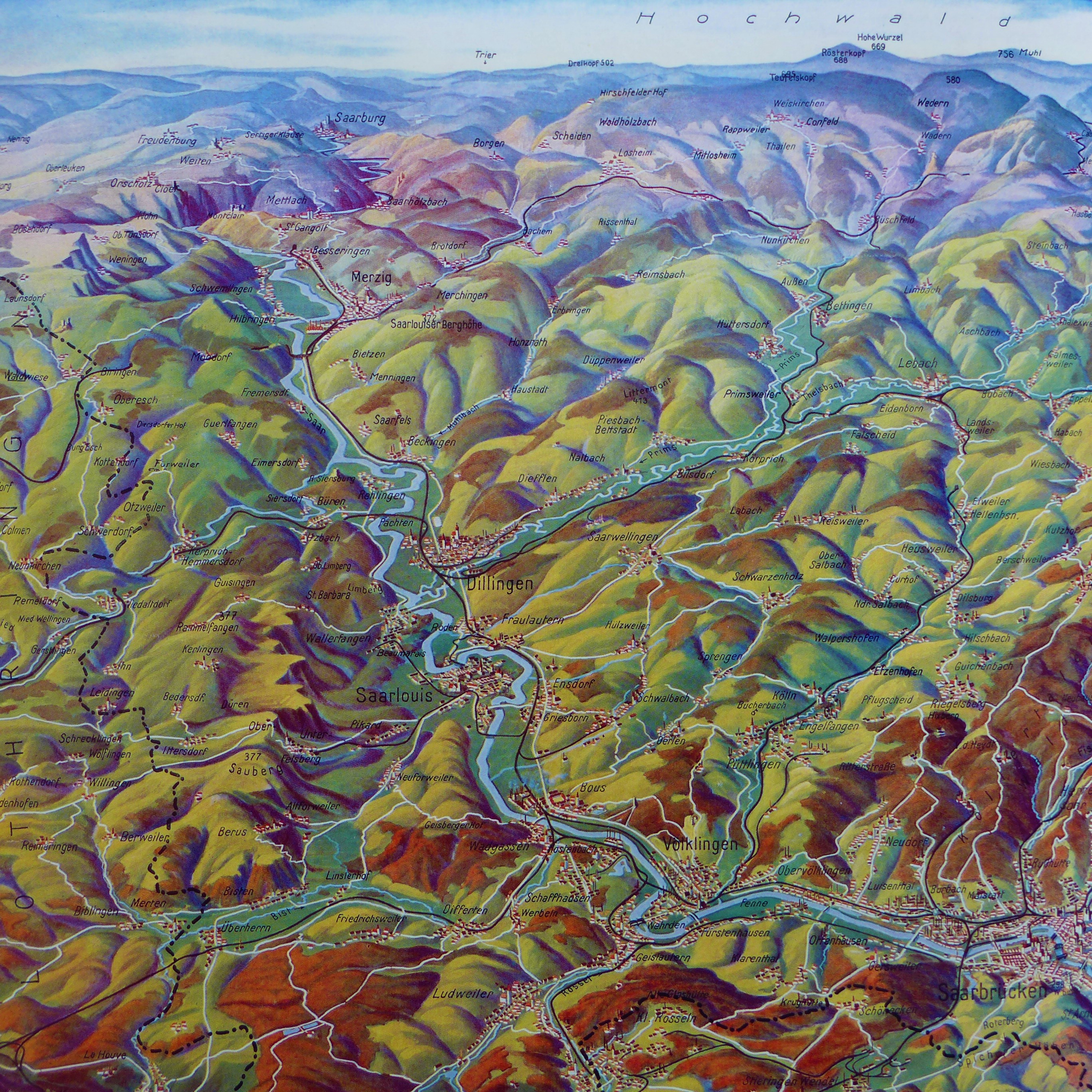
Diefflen auf der Panoramakarte „Die Deutsche Saar“ zur Saarabstimmung 1935, ca. 1934, hrsg. vom Rheinischen Verkehrsverein e. V. Bad Godesberg und vom Pfälzischen Verkehrsverein e. V. Ludwigshafen, ca. 1:100.000, 72 cm × 46 cm, Stadtarchiv Saarlouis

Bei der Saarabstimmung am 13. Januar 1935 stimmten im Saargebiet 90,5 % für die Angliederung an das Deutsche Reich, im Kreis Saarlouis 91,19 %, in der Gemeinde Dillingen 89,67 % (Status quo 9,71 %, Frankreich 0,61 %).
Für die Gesamtgemeinde Nalbach, zu der Diefflen gehörte, waren die Abstimmungsergebnisse vom 13. Januar 1935 folgendermaßen:
- Stimmberechtigte: 6.191
- Abgegebene Stimmen: 6.140
- Gültige Stimmen: 6.105
- Weiße Stimmzettel: 23
- Ungültig gemachte Stimmzettel: 12
- Für den Anschluss an die Französische Republik stimmten: 13 (= 0,2 %)
- Für den Status quo stimmten: 705 (= 11,6 %)
- Für die Rückgliederung an das Deutsche Reich stimmten: 5.387 (= 88,2 %)

Das Abstimmungsergebnis hatte zur Folge, dass Antifaschisten in die sofortige Emigration getrieben wurden. Der Dieffler Bürger Nikolaus Schneider floh nach Spanien, wo er in den Internationalen Brigaden gegen das faschistische Franco-Regime kämpfte. Andere Oppositionelle wurden im KZ Flossenbürg oder im KZ Dachau inhaftiert.
Bereits im Vorfeld der Volksabstimmung begannen unmittelbar nach der sogenannten Machtergreifung am 30. Januar 1933 auch in Diefflen Versuche der NSDAP, ihre Gegner noch zur Zeit der Regierung des Völkerbundes zu bedrängen. Der Dieffler Pfarrer Johannes Josef Rath, der der NSDAP negativ gegenüberstand, stand bald im Fokus der NS-Ortsgruppe Nalbach. So schrieb Gottfried Paquet, „Führer der Nationalsozialisten der Bürgermeisterei Nalbach“, am 16. Oktober 1933 einen Brief an Pfarrer Rath:

„Ich fühle mich veranlasst, ( Komma sic!) und verpflichtet, Sie auf einige Anmassungen (sic!) Ihrerseits aufmerksam zu machen, die ich in Nachfolgendem auf das Entschiedenste zurückweise. Es ist mir verschiedentlich Klage geführt worden über Sie, dass Sie sich als Geistlicher in Angelegenheiten hineinmischen, die Sie absolut nichts angehen und für die Sie auch nicht zuständig sind. Wie mir mitgeteilt wurde, haben Sie sich in einer Art abfällig über unsere Jungmädchen-Organisation geäussert (sic!), wie man sie auch dem Niederträchtigsten nicht zumuten kann. Wenn Sie auf dem Standpunkt stehen, dass die Ehrenbezeichnung B.D.M. (Bund Deutscher Mädchen) vielleicht Bund Dummer Mädchen heissen (sic!) sollte, was Sie durch Anschrift auf die Schultafel vor Ihren Religionsschülern bekräftigen, so weise ich Sie darauf hin, dass Sie nicht einige ehrliche und anständige junge Mädchen beleidigten, sondern hierin eine ungeheure Herabsetzung der nationalsozialistischen Idee proklamiert haben. (…) Im übrigen (sic!) gehen mir täglich Mitteilungen zu, in denen Ihr abfälliger Standpunkt über das Neue Deutschland zum Ausdruck gebracht ist. Ich masse (sic!) mir das Recht an, Sie in die Schranken Ihrer Tätigkeit zurückzuweisen. Sie leben anscheinend noch in der Gedankenwelt der letzten 14 Jahre, wenn sie glauben (sic! ohne Komma) Politik nach den Gesichtspunkten der vergangenen Zeit betreiben zu müssen. Leider ist durch die politische Betätigung der Geistlichen ihre Zweckbestimmung gänzlich zurückgestellt worden. Wir können Gott nur dafür danken, dass durch das abgeschlossene Konkordat ihnen diese, für ihren Stand unwürdige Betätigung, genommen wurde. Wenn Sie sich heute in dieses Neue nicht hineindenken können, so wird die Zukunft Sie hierzu zwingen. Über Ihre weiteren Handlungen und Massnahmen (sic!) – Versagen der Betätigung der Caritas an dem Winterhilfswerk der N.S. Volkswohlfahrt – wird andererseits beurteilt werden, wie auch Ihrer (sic!) Auffassung über die Dauer der jetzigen Regierung im Laufe der Jahre sicherlich geändert werden wird. Ich betone zum Schlusse nochmals, dass ich für die Zukunft Ihre Sondermeinungen gut im Gedächtnis behalten werde. (…) Heil Hitler! Gez. Gottfried Paquet, O.G.V.L. (Stempel der Nationalsozialistischen D.A.P. Saarlouis, Gau Saar)“

In Diefflen gab es zunächst keine selbständige Ortsgruppe der NSDAP. Die Dieffler NSDAP-Mitglieder organisierten sich über die NSDAP-Ortsgruppe Nalbach, die den gesamten Amtsbezirk umfasste. Erster Ortsgruppenleiter war Gottfried Paquet, der ab 1938 auch als Amtsinspektor beim Amt Nalbach fungierte. Erst ab 1935 formierte sich eine eigene Dieffler Ortsgruppe. Erster Ortsgruppenleiter war Franz Bohlen, der in eine Dieffler Metzgersfamilie eingeheiratet hatte. Wegen Unregelmäßigkeiten hinsichtlich der Verwendung von Parteigeldern wurde er bereits im Sommer 1938 seines Amtes enthoben. Sein Nachfolger wurde Albert Kallenborn, ein Amtsangestellter beim Amt Nalbach. Mit seiner Einberufung zur Wehrmacht im Herbst 1940 konnte Kallenborn sein Amt nicht mehr wahrnehmen und wurde bis 1945 von dem Hüttenangestellten Mathias Paulus vertreten.
Insgesamt umfasste die Dieffler NSDAP-Mitgliederliste mehrere Hundert, meist männliche, Parteigenossen. Noch vor 1935 hatte sich eine Gruppe der SA unter Leo Schroth gegründet. Schroths erste politische Aktion nach dem Abstimmungskampf von 1935 war die öffentliche Verbrennung einer Puppe, die Max Braun, den 1. Vorsitzender der Saar-SPD, darstellen sollte. Die Gruppierung Deutsches Jungvolk, der Bund Deutscher Mädel und die Hitlerjugend richteten sich nach der NS-Machtübernahme im Saargebiet im alten Schulgebäude in der Wiesenstraße (aktuell Standort des Feuerwehrhauses) ein Jugendheim ein und veranstalteten nahezu wöchentlich Fanfarenumzüge durch das Dorf. Nach der zwangsangeordneten Schließung des Dieffler Klosterkindergartens wurde im alten Schulgebäude im Jahr 1939 ein NSV-Kindergarten eingerichtet. Wöchentliche Haussammlungen der Organisationen Winterhilfswerk des Deutschen Volkes sowie Nationalsozialistische Volkswohlfahrt wurden durch Parteigenossen durchgeführt und entlasteten durch ihr Spendenaufkommen den Staatshaushalt von Sozialausgaben.
Direkt nach der Angliederung des Saargebietes an das Deutsche Reich im Jahr 1935 wurde der demokratisch gewählte Gemeinderat aufgelöst und der Ortsvorsteher Peter Reiter entlassen. Gemeinderat und Ortsvorsteher, jetzt Bürgermeister geheißen, wurden nicht mehr gewählt, sondern von der NSDAP nach dem sogenannten „Führerprinzip“ bestimmt. Der Gemeinderat beriet nur noch den Bürgermeister, der selbständig Beschlüsse fassen konnte. Erster NSDAP-Bürgermeister Diefflens war der Metzgergeselle und Gemischtwarenhändler Hermann Greilach, der aus Einöllen stammte. Im Jahr 1938 wurde Greilach wegen Unterschlagung, Korruption und Bereicherung im Amt verhaftet, suspendiert und zu sechs Monaten Gefängnis verurteilt. Sein Amtsnachfolger wurde Johann Feld.
Nach der Machtübernahme der NSDAP im Jahr 1935 wurde das Wirken der katholischen Vereine in Diefflen stark eingeschränkt und schließlich ganz unterbunden. Erste größere Konflikte mit der katholischen Kirchengemeinde entzündeten sich an dem Ansinnen der Orts-NSDAP die im Jahr 1929 errichtete kirchliche Kriegergedächtniskapelle neben der Kirche (aktuell Standort der Lourdes-Grotte) für propagandistische Parteiinszenierungen zum Heldengedenktag 1935 zu reklamieren. Als Pfarrer Johannes Rath dies verhinderte, wurde der Kirchenvorstand aufgefordert, großformatige christlichen Symbole (Christusmonogramm und Marienmonogramm) an den Stützmauern, die die Kirchplatzfreitreppe flankierten, zu entfernen, da auf dem nun „Adolf-Hitler-Platz“ umbenannten Kirchplatz NS-Aufmärsche stattfinden sollten. Als sich der Dieffler Kirchenvorstand weigerte und mehrere Protestschreiben verfasste, forderte der Nalbacher Amtsbürgermeister am 6. November 1936 letztmals zur Entfernung der christlichen Symbole binnen 24 Stunden auf. Nachdem der Kirchenvorstand keine Reaktion gezeigt hatte, wurden am 7. November unter Aufsicht der Ortspolizeibehörde die religiösen Symbole von den Mauern abgeschlagen. Da die Zeichen dadurch weiterhin sichtbar waren, ließ der Amtsbürgermeister beide Stützmauern später vollständig neu verputzen.
Razzien im Pfarrhaus sollten die kirchliche Oppositionshaltung mürbe machen. Unter politischem Druck wurde ab dem Schuljahr 1937/1938 in Diefflen die Bekenntnisschule zur „Deutschen Gemeinschaftsschule“ umgewandelt. Die Schulkreuze in den Klassenzimmern mussten von der Stirnseite abgehängt werden und wurden nun über der Eingangstür aufgehängt. Der Religionsunterricht in der Schule wurde ab Ostern 1937 verboten und durfte nur noch am Nachmittag im Pfarrsaal hinter der Kirche stattfinden. Die Schulleitung und mehrere Lehrer der Dieffler Volksschule denunzierten im Jahr 1938 nach einem Hinweis durch Schüler den Ortspfarrer Johannes Rath aufgrund seiner NS-kritischen Haltung. Da aber die Lehrerinnen Maria Blaß, Änny Lehnert sowie Martin Baumann bei Vernehmungen glaubhaft für Rath sprachen, lief die Anzeige ins Leere. Kaplan Josef Zilles wurde während der ersten Evakuierung 1939/1940 angezeigt und aufgrund des Heimtückegesetzes (Gesetz gegen heimtückische Angriffe auf Staat und Partei und zum Schutz der Parteiuniformen), das sämtliche kritische Äußerungen, die angeblich das Wohl des Reiches, das Ansehen der Reichsregierung oder der NSDAP schwer schädigten, kriminalisierte, 13 Monate in Haft genommen. Danach wurde er als Sanitäter im Russlandfeldzug eingezogen und gilt seit dem Frühjahr 1944 als vermisst.
Bereits zwei Jahre zuvor, im Jahr 1937, wurde der Rektor des Dieffler Klosters, Trappistenpater Hubert Terstegge, aufgrund von Inhalten seiner Predigten denunziert. Terstegge kam am 9. Oktober 1937 bis 9. März 1937 wegen Vergehen gegen das „Heimtückegesetz“ ohne Gerichtsverhandlung oder Gerichtsurteil in politische Haft in Saarbrücken. Seine Tätigkeit im Dieffler Kloster konnte er erst im Juli 1937 wieder aufnehmen.
In der Dieffler Volksschule brachte Rektor Jakob Reichrath, der auch Mitglied der SS war, im Unterricht, bei Appellen sowie im Rahmen von Aufmärschen und Fahnenhissungen die Dieffler Schulkinder auf nationalsozialistischen und antisemitischen Kurs. Ebenso fungierte Reichrath als Leiter der örtlichen NS-Jugendorganisationen. Eine von Reichrath an der Universität zu Greifswald eingereichte geologischen Dissertation führte nicht zu einer Promotion. Dennoch führte Reichrath von 1935 bis 1937 den akademischen Titel eines Doktors. Seine pädagogische Tätigkeit in Diefflen endete mit seinem Eintritt in die Wehrmacht im Mai 1939. Konrektor Gustav Jenner leitete die vormilitärische Erziehung der männlichen Schüler. Lehrer Albert Dohr organisierte als neuheidnische Alternative zum christlichen Taufsakrament mehrere nationalsozialistische „Tauffeiern“ unter der großen Eiche beim Dieffler Judenfriedhof.

#### Politisch motivierte Straßenumbenennungen
Der nach der Rückgliederung neu besetzte Gemeinderat beschloss im Jahr 1935 unter Ortsbürgermeister Hermann Greilach umgehend die politisch motivierte Umbenennung von Straßen: der Dillinger Straße sowie der Nalbacher Straße (Nalbacher Kirchenweg) in „Straße des 13. Januar“, der Grabenstraße in „Befreiungsstraße“, des Kirchplatzes in „Adolf-Hitler-Platz“, der Wiesenstraße in „Straße der Deutschen Front“ und der Straße Im Rosengarten in „Hindenburgstraße“.

#### Siedlungsbau

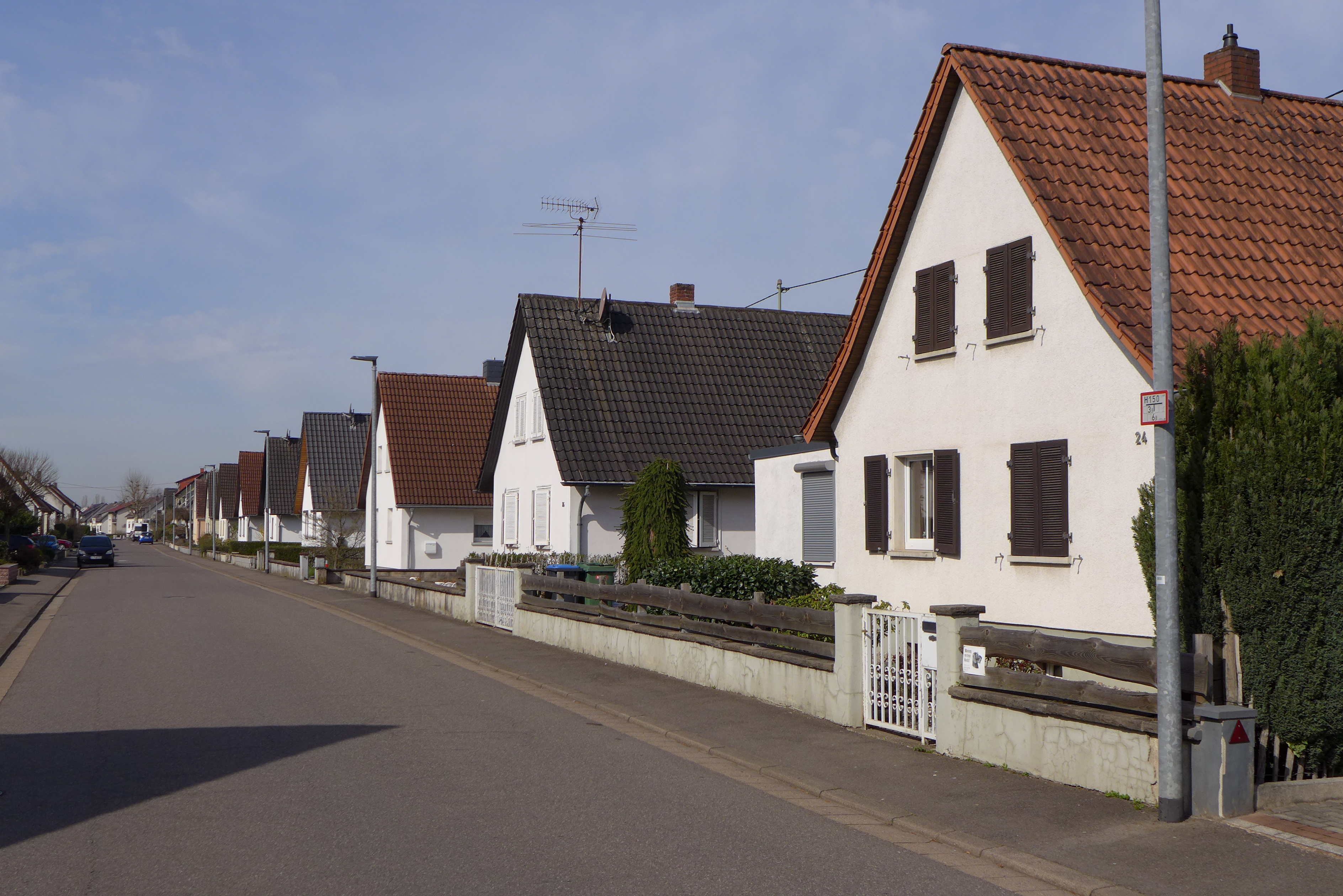
Diefflen, Straße "Siedlung", Eineinhalbstöckige, giebelständige Siedlungshäuser des NS-Siedlungsbauprogrammes, teilweise mit Erweiterungen im hinteren Teil in der Nachkriegszeit

Im Jahr 1936 entstanden in Zusammenarbeit mit der Siedlungsgesellschaft Saarpfälzische Heimstätte GmbH fernab vom Dorfzentrum im Bereich der Hochflächenzone (Flur 3) 20 eineinhalbstöckige Eigenheime in zwei Modelltypen (9 Häuser mit integriertem Stallbereich und Futterraum, 11 Häuser mit separiertem Stallbereich und Futterraum) im Umfeld der Lehmgruben. Im Erdgeschoss befanden sich Küche, Wohnzimmer, Waschküche und Klosett. Schlafräume und Speicherraum befanden sich im ausgebauten Dachgeschoss. Die Besonderheit der Häuser war, dass sie alle über Wasseranschlüsse und Elektrizität verfügten. Die Häuser mit großem Gartenbereich sollten ihren Industriearbeiter-Bewohnern und deren Familien in Vorbereitung auf den Zweiten Weltkrieg Selbstversorgung ermöglichen. Ursprünglich war der Bau von 90 Eigenheimen geplant. Durch die Kriegsvorbereitungen und den Beginn des Zweiten Weltkriegs wurde der Ausbau der Anlage nicht mehr verfolgt.

#### Die jüdische Gemeinde

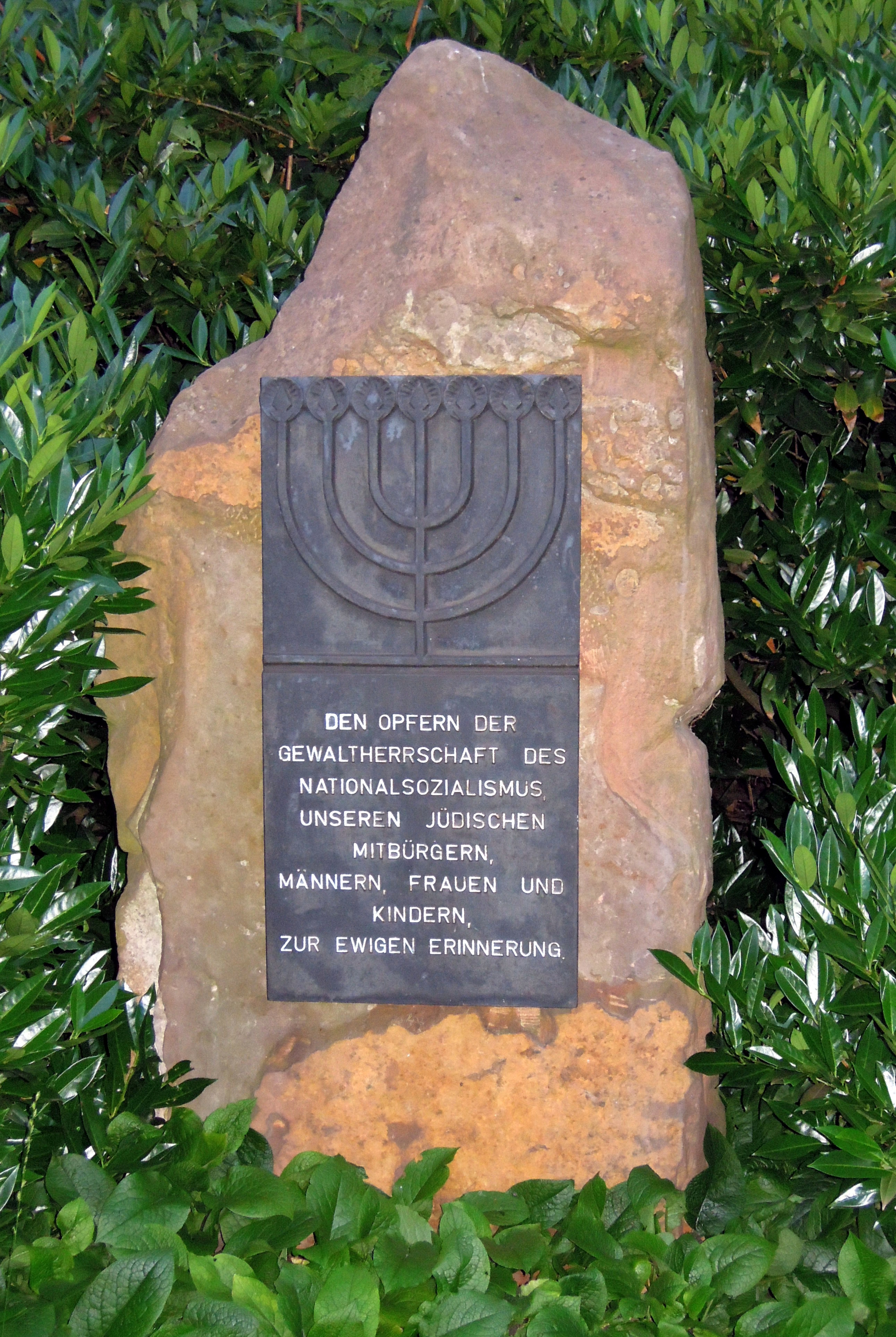
Gedenkstein vor dem Dieffler jüdischen Friedhof

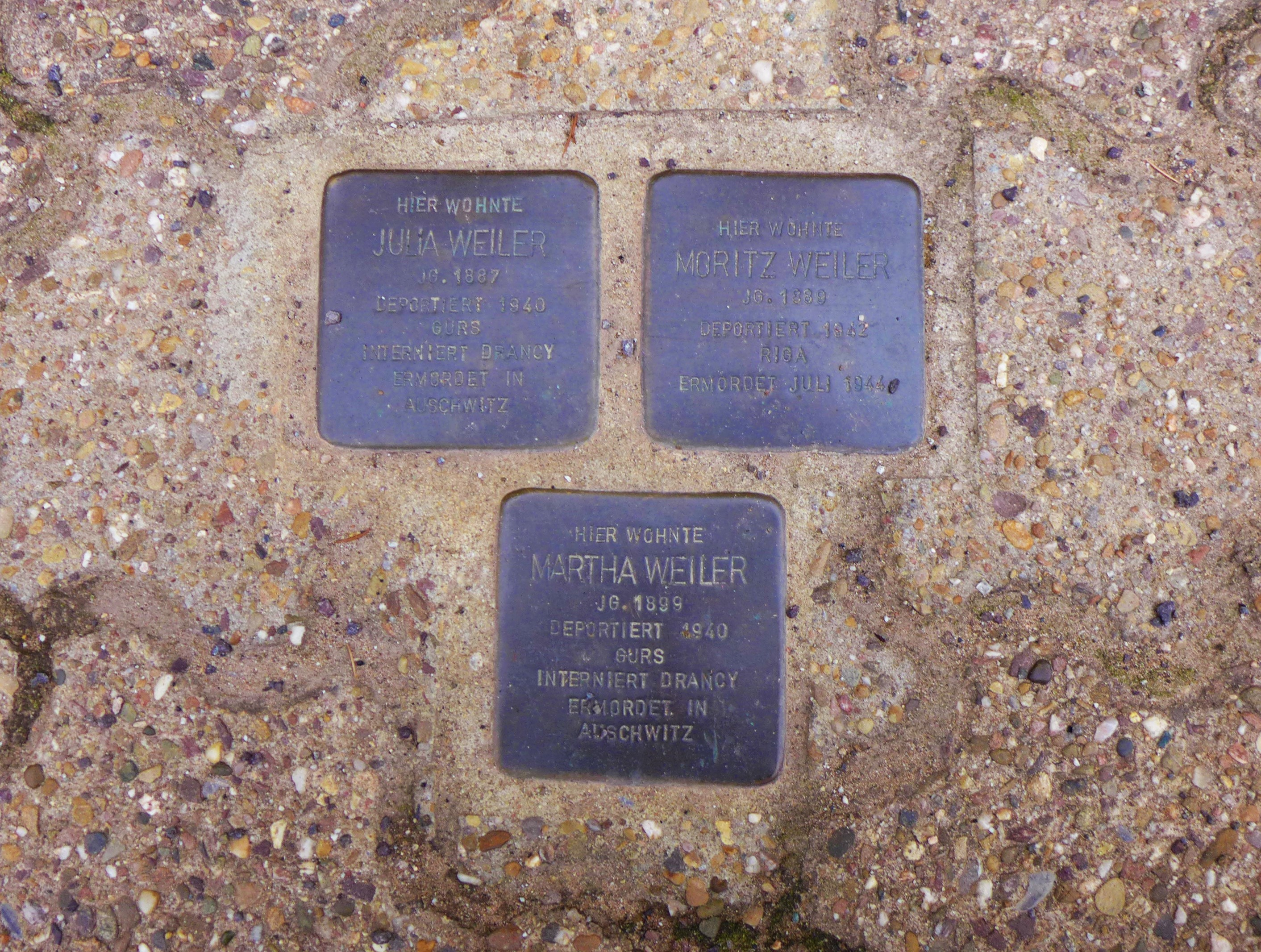
Diefflen, Düppenweilerstraße 35, Stolpersteine für Julia, Moritz und Martha Weiler, Projekt des Künstlers Gunter Demnig

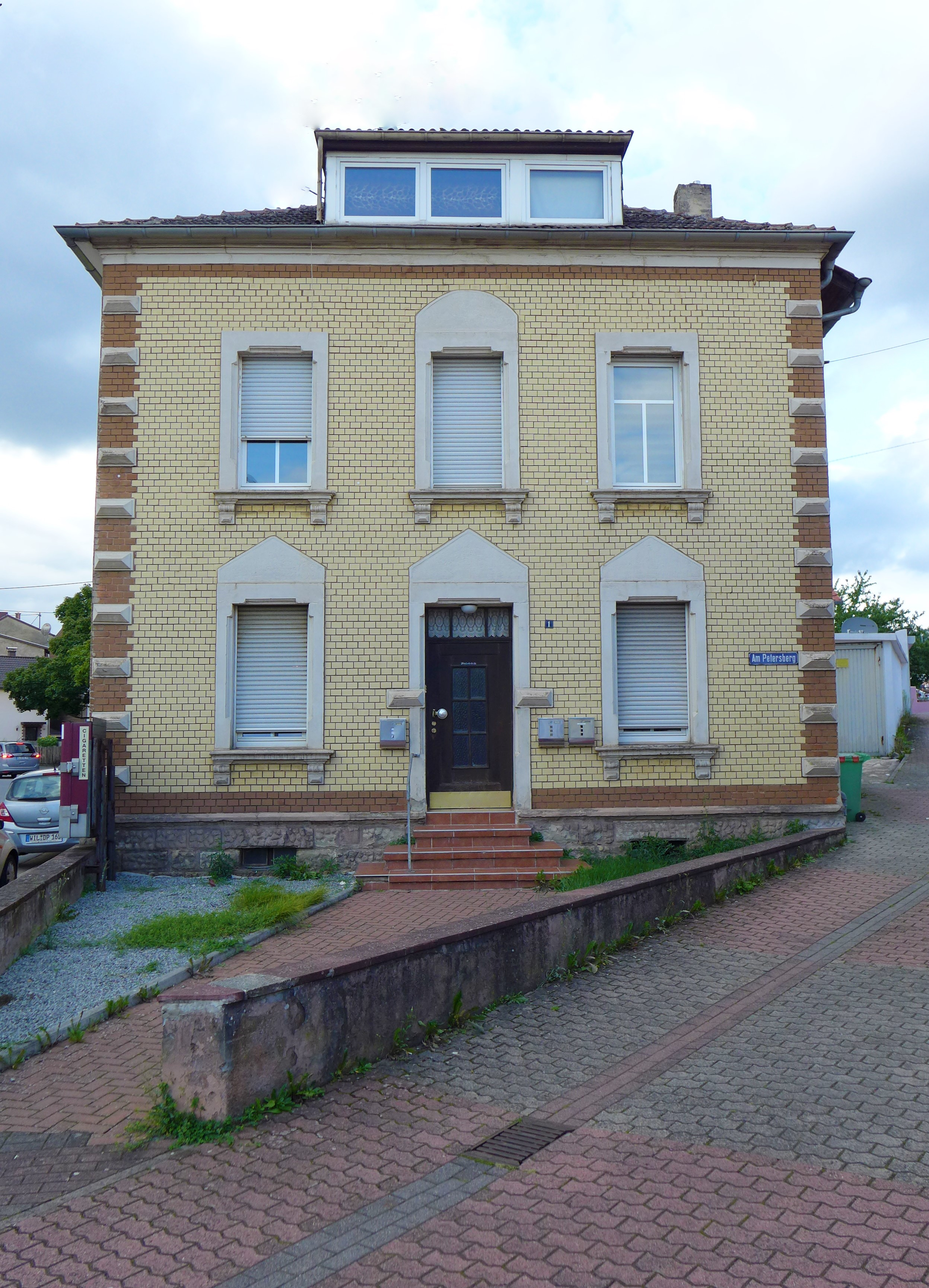
Ehemaliges Wohnhaus der jüdischen Familie Weiler am Petersberg

Im Jahr 1934, also bereits vor der pro-deutschen Volksabstimmung vom 13. Januar 1935, kam es zur ersten Schändung des jüdischen Friedhofs an der Gemarkungsgrenze zwischen Diefflen und Dillingen. Am 9. November 1938 versammelten sich die Dillinger SA und Mitglieder der NSDAP anlässlich der Feier des (gescheiterten) Münchner Hitlerputsches von 1923, um anschließend die Dillinger Synagoge in der sogenannten Reichskristallnacht anzuzünden. Es kam zu Demütigungen und Misshandlungen der wenigen noch verbliebenen Dillinger Juden und Demolierung ihrer Wohnungen und Geschäfte. Wiederum geschändet wurde dabei auch der jüdische Friedhof in Diefflen. Der Dieffler Viehhändler Moses Weiler und dessen Frau Paula wurden mitten in der Nacht in Schlafbekleidung durch die Dieffler SA-Mitglieder Erich und Richard Heidenreich aus ihrem Haus am Petersberg gerissen. Als Paula Weiler vor der umherstehenden Menge öffentlich als „Judensau“ beschimpft wurde, versuchte eine Nachbarin einzugreifen und hängte ihr schützend den eigenen Mantel um die Schultern.
Die in Diefflen noch wohnenden Juden wurden nach dem Novemberpogrom dazu gezwungen, nach Nalbach umzusiedeln. Am 22. Oktober 1940 wurden sie ins KZ Gurs deportiert.
Im März 2013 wurden in Diefflen für drei ehemalige jüdische Mitbürger Stolpersteine verlegt:
- Julia Weiler wurde am 2. August 1887 in Diefflen als Tochter des Handelsmannes Bernhard Weiler und dessen Frau Therese (geb. Levy) geboren. Julia Weiler gehörte wie ihre Schwester Martha, ihre Cousine Josephine und ihr Onkel Samuel zu den 134 saarländischen Juden, die im Rahmen der Wagner-Bürckel-Aktion am 21. und 22. Oktober 1940 in das französische Lager Gurs deportiert und dort interniert wurden. Später kam sie in das Internierungslager Drancy bei Paris und wurde von dort aus mit dem Transport Nr. 18 am 12. August 1942 in das Vernichtungslager Auschwitz deportiert. Im gleichen Transport waren ihre Schwester Martha und ihre Cousine Josephine. Ihr Onkel Samuel war wenige Tage nach der Deportation am 31. Oktober 1940 im Internierungslager Gurs gestorben.
- Martha Weiler wurde am 24. Februar 1899 in Diefflen geboren. Nach der Internierung im französischen Lager Gurs kam sie später in das Internierungslager Drancy bei Paris und wurde von dort aus mit dem Transport Nr. 18 am 12. August 1942 in das Vernichtungslager Auschwitz deportiert. Auf der Transportliste wurde ihr Beruf mit Schneiderin angegeben.
- Moritz Weiler wurde am 26. Juni 1889 in Diefflen geboren. Er war der Bruder von Julia und Martha Weiler. Bei der Verhaftung lebte er im sächsischen Bautzen. Am 21. Januar 1942 wurde er ab Leipzig/Dresden mit 772 weiteren Menschen ins Ghetto Riga deportiert. Der Zug kam dort am 24. Januar 1942 an. Moritz Weiler wurde im Jahr 1944 im Ghetto Riga getötet.

#### Zwangsarbeiter
In der Zeit des Krieges wurden in Dillingen 2000–3000 Zwangsarbeiter aus den besetzten Gebieten auf der Dillinger Hütte zwangsverpflichtet. Diese Zwangsarbeiter wurden in mehreren Gefangenenlagern unter menschenunwürdigen Bedingungen untergebracht.
Im Jahr 1962 wurde im hinteren Teil des jüdischen Friedhofes in Diefflen eine Sammelgrabstätte für tote Zwangsarbeiter und deren im Lager geborenen und bald nach der Geburt gestorbenen Kinder angelegt.

#### Kriegsvorbereitungen

##### Westwallbau
Im Vorfeld des geplanten Krieges wurde im Jahr 1937 mit dem Bau des Westwalles begonnen, dessen Bunkerlinie von der belgischen Grenze bis zur Schweiz führt. Mehrere Bunker sind noch heute im Ortsbild sichtbar. Im Bereich des Primstales gab man den Kampfanlagen eine besonders tiefe Staffelung, da man der Ansicht war, dass die traditionelle, von den Tälern der Nied und der Prims vorgezeichnete Verkehrslinie den militärischen Gegner geradezu ermuntern könnte, hier einen Durchbruch zu erzwingen.

##### Ortsumgehungsstraße
Zum geplanten Transport von Kriegsmaterial und Truppenteilen in Richtung der deutsch-französischen Grenze wurde in den Jahren 1937/1938 zwischen Lebach und Dillingen über Körprich, Bettstadt, Piesbach, Nalbach und Diefflen eine neue Straße gebaut (Ortsumgehungsstraße). Der Straßenabschnitt zwischen Nalbach und Körprich war bereits zwischen 1850 und 1860 chausseeartig ausgebaut worden. Dabei hatte man einen Straßenbelag aus Kies und Sand mit einer Dampfwalze aufgebracht. Anschließend war die Straße als Obstbaumallee angelegt worden. Zwischen den beiden Weltkriegen hatte man erstmals eine Asphaltdecke aufgebracht. Auf einer Länge von 1,8 km wurde die Straße in der Dieffler Gemarkung bewusst dammartig in die Auenzone der Prims hineingebaut. So sollte der Straßendamm neben seiner verkehrs- und militärtechnischen Funktion zusätzlich als Schutzwall gegen starke Hochwässer der Prims dienen. Das Material, das man zur Aufschüttung des Dammes benötigte, gewann man zum Teil dadurch, dass der Hang, über den ursprünglich die Düppenweilerstraße verlief, in einer solchen Breite ausgebaggert wurde, dass zusätzlich auch Bauland für mehrere Häuser in diesem Areal zur Verfügung stand. Die Eigentümer der durch den Straßenbau in der Primsaue betroffenen Liegenschaften wurden, wie bei der Flussregulierungent der Prims, entschädigungslos enteignet.

##### Primsregulierung

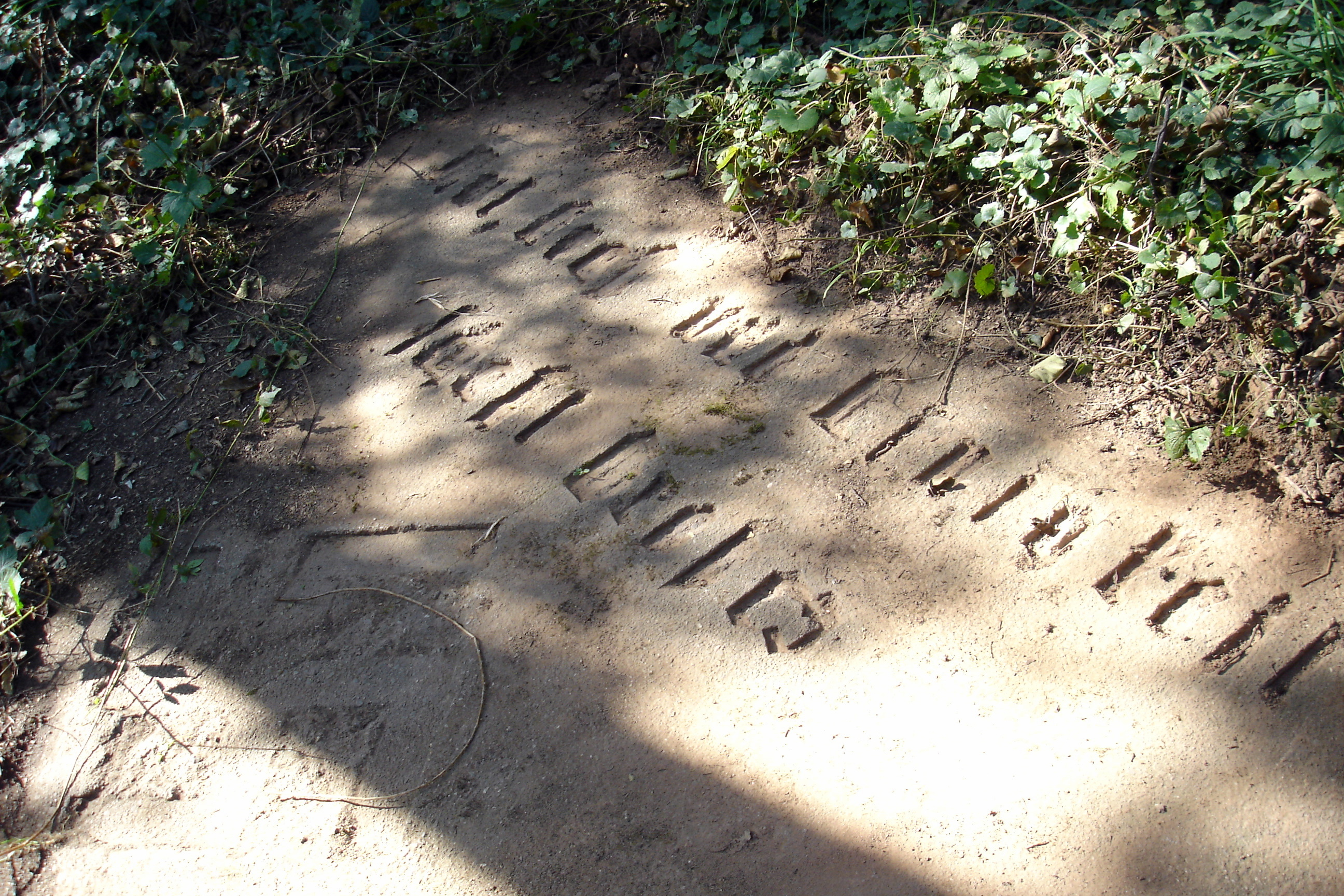
Diefflen, überwucherter Gedenkstein zur Primsregulierung der 1930er Jahre, Inschrift: „Mut, Kraft und Einigkeit schafft Großes“, darunter das Hakenkreuz

Zum Schutz der Ortsumgehungsstraße vor Hochwässern der Prims wurde ab dem Jahr 1935 eine großangelegte Primsregulierung zwischen Dillingen und Michelbach eingeleitet. Durch Hochwässer waren die Uferbefestigungen von 1893/1894 durchbrochen worden. Auch im Jahr 1929 hatte man Regulierungsmaßnahmen unternommen, bei denen eine große Flussschlinge stabilisiert und eine Flussgabelung beseitigt worden war. An der Flussschlinge hatte die Gemeinde damals ein Strandbad eingerichtet. Im Jahr 1937 konnten im südwestlichen Teil der Dieffler Gemarkung die Begradigungsarbeiten am Flusslauf vollendet werden. Durch die Maßnahmen hatte man 90 ar Ackerland hinzugewonnen. Die Eigentümer der durch die Flussregulierung betroffenen Liegenschaften wurden entschädigungslos enteignet. Bei den Bauarbeiten setzte man junge Männer des Saarwellinger Reichsarbeitsdienstlagers sowie des Dillinger Lagers „Irminsul“ (heute beim Dillinger Stadion am Weißen Kreuz) ein.
Dabei arbeitete auch der spätere Widerstandskämpfer der Gruppe Weiße Rose, Willi Graf, nach seinem Abitur am Saarbrücker Ludwigsgymnasium von April bis Oktober 1937 in Diefflen, bevor er in Bonn ein Medizinstudium aufnahm. Im Zuge der Regulierungsarbeiten musste das alte Strandbad aufgegeben werden und ein neues wurde angelegt. Bis zum Sommer 1938 wurden die Regulierungsarbeiten primsaufwärts Richtung Nalbach vorangetrieben. Durch den Einsatz von Baggern wurde ein gleichmäßig tiefes und breites Flussbett geschaffen. Den Aushub benutzte man zum Bau eines Uferwalles auf dem rechten, das heißt dem Ort zugewandten Ufer. Das linke Ufer stabilisierte man mit Pflastersteinen und Stahlarmierungen. Zur Reduzierung der Fließgeschwindigkeit wurden im Flussbett der Prims zwei kleine Staufstufen eingesenkt. Die Furt wurde ausgebaut und ein Fußgängersteg installiert, der bei den folgenden Hochwässern allerdings öfters beschädigt wurde. Er wurde nach dem Zweiten Weltkrieg durch eine Betonbrücke ersetzt.

##### Bunkerbau

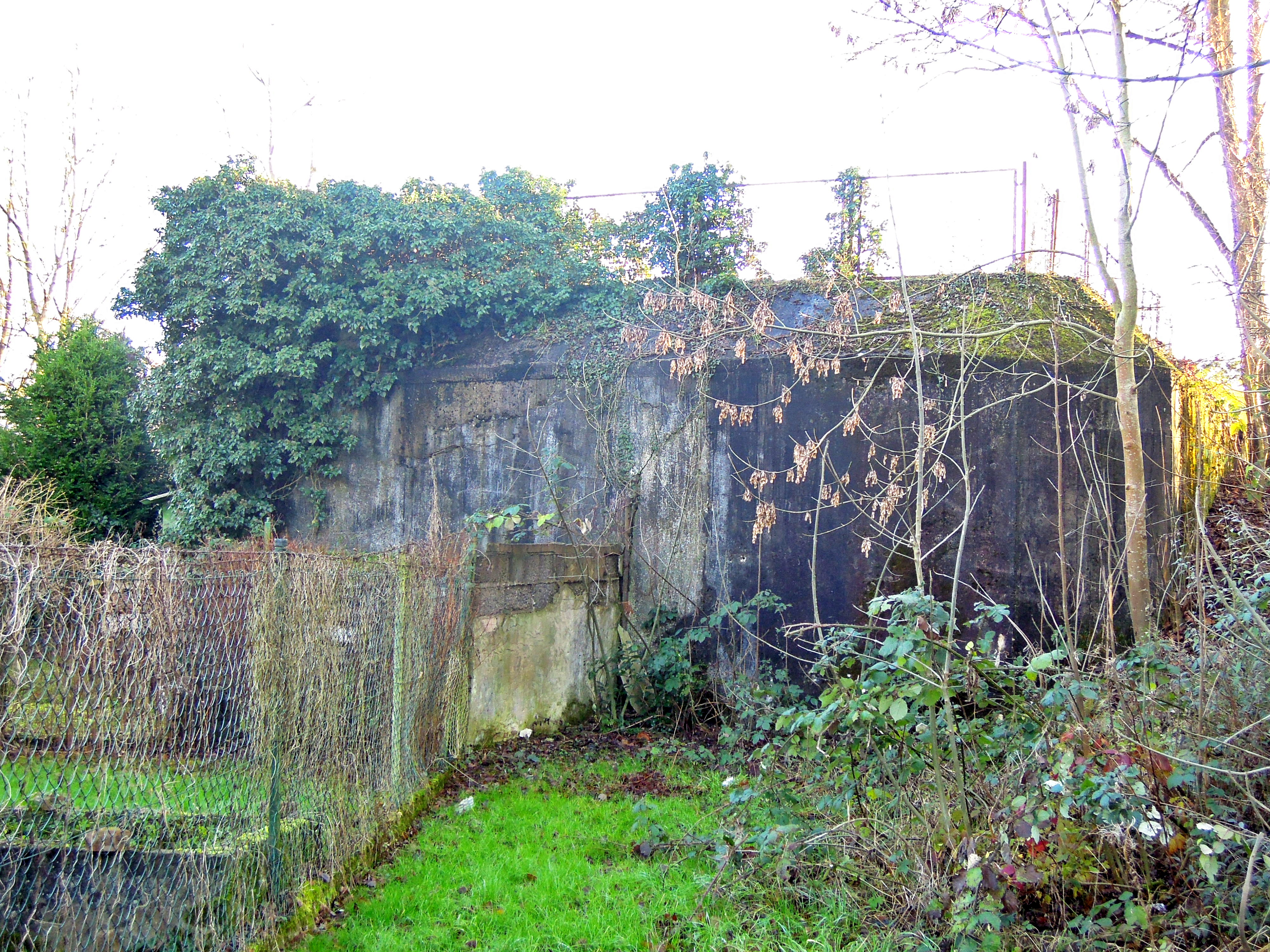
Schartenstand-Bunker, Ecke Mandelbachweg

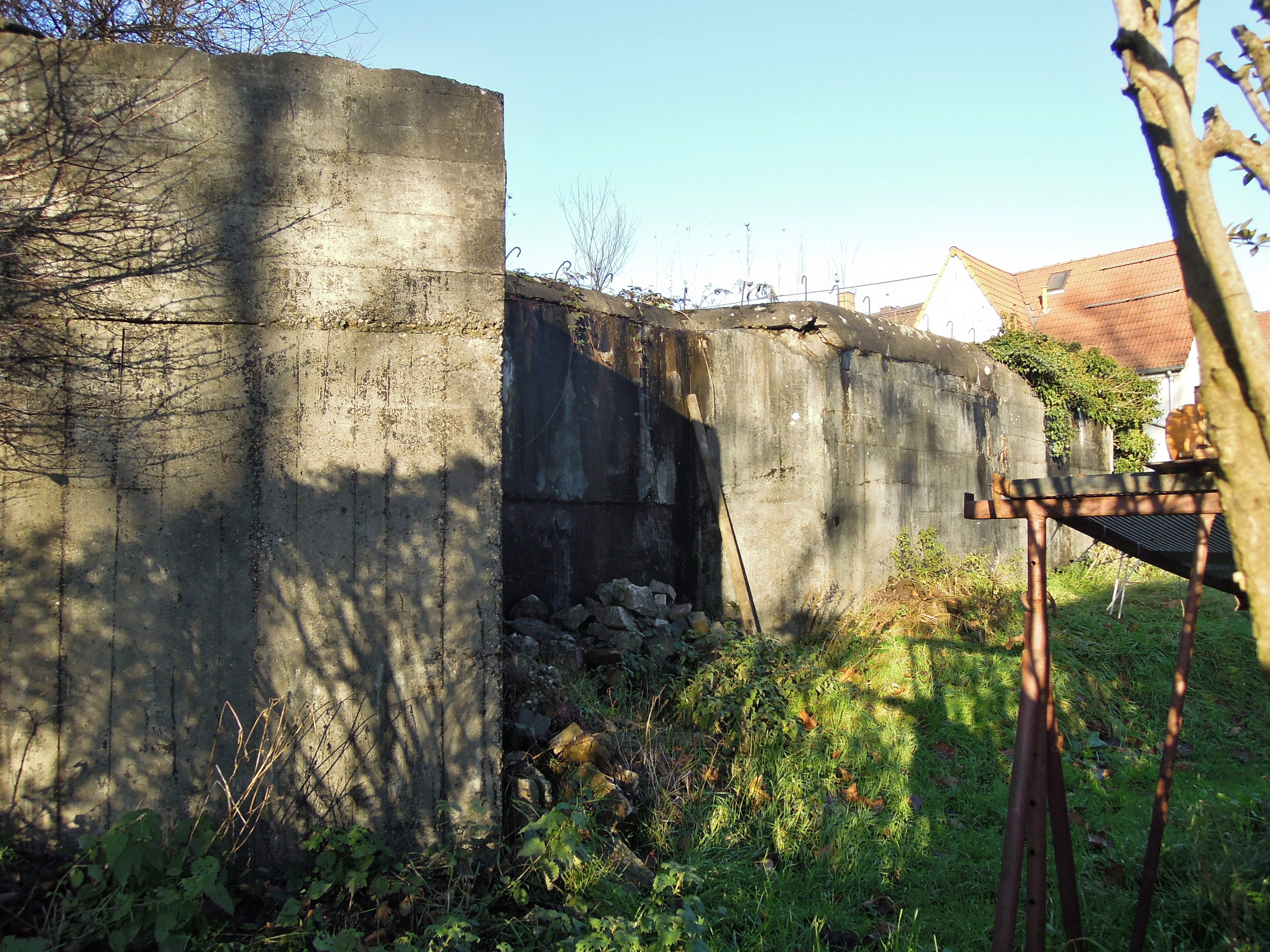
Schartenstand-Bunker, Ecke Primsstraße

Unter Berücksichtigung des militärgeographischen Aspektes wurden im Gemeindegebiet Diefflens ab dem Jahr 1937 auch zehn Bunker durch private Bauunternehmer und Reichsarbeitsdienstler der Lager Düppenweiler, Erbringen und Dillingen errichtet. Zwei Anlagen wurden in der Auenzone (Klostergelände), acht auf der Hochfläche (1 Artillerie-Beobachtungsstand-Bunker auf der westlichen Felsspitze der Gemarkung „Auf der Zipp“, sieben Bunker zwischen Bierbach und Pachtener Wald im Hangbereich des Kondelerbachtales) gebaut. Vier Pak-Stände befanden sich beim Judenfriedhof. Darüber hinaus wurden Höckerlinien als Panzersperren sowie Stacheldrahthindernisse angelegt. Die Eigentümer der betroffenen Liegenschaften wurden nicht um ihre Erlaubnis gefragt.
Im Mai 1938 kamen innerhalb weniger Tage um die 500 zivile Westwallarbeiter aus allen Gegenden Deutschlands nach Diefflen. Sie wurden zunächst in den großen Gasthaussälen „Heckmann“ in der Düppenweilerstraße und „Brünnet“ (aktuell Standort des Dieffler Gemeindehauses) sowie in Baracken untergebracht. Nach und nach wurden sie dann in Privathaushalten untergebracht. Betreut wurden die Westwallarbeiter von der NSV sowie der DAF. Die Bunkeranlagen waren in den Jahren 1939/1940 und 1944/1945 in die Kampfhandlungen mit einbezogen. Nach dem Zweiten Weltkrieg wurden die meisten Anlagen gesprengt. Äußerlich vollständig erhalten blieben die beiden Anlagen im Klostergelände und die Anlage auf der Zipp, wobei letztere mit Erde überdeckt wurde. Allerdings ist die militärische Ausstattung der Bunker nicht mehr vorhanden. Ein vollständig rekonstruierter Westwallbunker (Westwallbunker (Pachten)) kann im Dillinger Stadtteil Pachten besichtigt werden.

##### Sportplatz
Zur Wehrertüchtigung der Jugend wurde ab dem Jahr 1937 ein Sportplatz auf dem Bawelsberg angelegt. Bereits seit 1927 hatte es ein Sportgelände bei der Schlackenmühle, gegenüber dem Judenfriedhof, gegeben, das allerdings auf Dillinger Gemarkung lag.

#### Beginn des Zweiten Weltkrieges und erste Evakuierung
Mit dem Beginn des Zweiten Weltkrieges 1939 wurde im Rahmen der Freimachung der Roten Zone am 1. September 1939 die vollständige Evakuierung Diefflens zwangsangeordnet. Die Bewohner mussten innerhalb weniger Stunden ihre Heimat verlassen. Bergungsgebiete waren für Diefflen verschiedene Orte in Thüringen und Sachsen. Der größte Teil der Bevölkerung kehrte in der zweiten Julihälfte und im August 1940 wieder in die Heimat zurück.
Nach dem für das Deutsche Reich siegreichen Frankreichfeldzug wurden ab September 1940 etwa 40 französische Kriegsgefangene im Gebäude des Dieffler Strandbades an der Prims untergebracht. Die Männer mussten für Dieffler Bauern und Handwerker Zwangsarbeit leisten. Die Zwangsarbeiter wurden morgens von ihren Dienstherren am Lager abgeholt und abends wieder zurückgebracht. Das bis Ende 1944 bestehende Lager war von einem Stacheldrahtzaun umgeben und wurde von bewaffnetem Personal bewacht. Weitere französische, serbische, kroatische, sowjetische und polnische Zwangsarbeiter waren bei der Dillinger Hütte beschäftigt. Ukrainische Mädchen arbeiteten in Dieffler Haushalten. Tote Zwangsarbeiter wurden im hinteren Teil des Dieffler Judenfriedhofes beerdigt.
Während des Zweiten Weltkrieges wurde der Dieffler Bürger Herbert Kunz (1915–1998) im März 1943 als Kampfflieger mit dem Ritterkreuz des Eisernen Kreuzes, einer Stufe des Eisernen Kreuzes, das am 1. September 1939, anlässlich des Überfalls auf Polen, von Adolf Hitler neu gestiftet worden war, ausgezeichnet. Während der Zeit des Nationalsozialismus galten die etwa 7000 Inhaber des Ritterkreuzes, die so genannten „Ritterkreuzträger“, als bewundernswerte Helden und genossen ein durch die NS-Propaganda erzeugtes Höchstmaß an Ansehen und Popularität. Die Gemeinde Diefflen veranstaltete auf Veranlassung der NSDAP anlässlich der Verleihung des Ritterkreuzes an Kuntz einen öffentlichen „Triumphzug“ durch das Dorf sowie eine anschließende Feier im großen Saal des Gasthauses Heckmann. Kuntz schrieb sich ins Ehrenbuch der Gemeinde ein. In einer Rede ermahnte er „alle Volksgenossen“ sich durch rastlose Arbeit der kämpfenden Front würdig zu erweisen, damit der Endsieg gesichert bleibe.

#### Zweite Evakuierung
Infolge der Invasion der Alliierten am 6. Juni 1944 in Nordfrankreich schob sich die Front ab Mitte November von Westen her gegen Diefflen. Um die US-amerikanischen Panzer in ihrem Vormarsch nach Deutschland aufzuhalten, wurden in den Gebieten an der Westgrenze des Reiches, durch die sich der Westwall zog, der Schanzenbau verordnet. Im Gemarkungsgebiet Diefflens wurde vom Judenfriedhof über die Schlackenhalde der Dillinger Hütte auf der anderen Seite der Prims bis zur Rodener Heide ein Panzergraben angelegt. Die wochenlangen Arbeiten, die mit Schaufeln und Spaten durchgeführt wurden, musste die Dieffler Zivilbevölkerung in Zwangsarbeit verrichten. Unterstützt wurden die Arbeiten durch die HJ und den RAD. Als die Gefahr durch das Heranrücken der Alliierten Truppen immer näher rückte, wurde Ende November 1944 eine zweite Evakuierung der Bevölkerung angeordnet, die mit Beginn des Monats Dezember 1944 durchgeführt wurde. Diese eher planlose Evakuierung wurde allerdings nicht mehr von allen Bevölkerungsteilen mitgetragen. Viele hundert Einwohner zogen es vor, das erwartete Kriegsende vor Ort abzuwarten und versteckten sich bei den zahlreichen Bombenangriffen und dem dauerhaften US-Artilleriebeschuss vom Wallerfanger Limberg her ins Primstal in Bunkern, Kellern oder Felsenstollen entlang der Dillinger Straße, der Düppenweilerstraße und der Nalbacher Straße.

#### Frontgebiet
Diefflen gehörte in den 1930er Jahren zu der Zone, die von den Militärstrategen des NS-Regimes zum direkten Aufmarsch- und Kampfgebiet gegen Frankreich hin ausgewiesen worden war. Es wäre daher eigentlich unumgänglich gewesen, für die Bevölkerung den nötigen Schutzraum zu schaffen. Doch dies unterblieb zunächst, sei es, dass die Propaganda so etwas für inopportun hielt, sei es, dass wegen der überstürzten Entwicklung der politischen Ereignisse nicht die ausreichende Zeit blieb. Erst als sich durch die Luftüberlegenheit der Alliierten das Kriegsgeschick gegen das Deutsche Reich zu wenden begann, wurden in privater Initiative wie auch von behördlicher Seite neue Felsenkeller angelegt oder bereits bestehende erweitert. Im Besonderen wurden in der Nähe der Volksschule in der Dillinger Straße von der Wehrmacht bzw. vom Reichsarbeitsdienst vier große Stollensysteme geschaffen. In der Schlung entstanden im Zusammenhang mit dort installierten Abwehrstellungen mehrere Munitions- und Mannschaftsbunker. Das System der in den Sandstein hineingegrabenen Schutzräume war letztlich so dimensioniert, dass im Winter 1944/1945, als Diefflen im Bereich der Hauptkampflinie lag, ca. 1.800 Menschen aus der Zivilbevölkerung mehr als drei Monate lang in den Felsenkellern lebten.
Am späten Nachmittag des 27. November 1944 wurde Diefflen erstmals von den Höhen westlich der Saar von der US-Artillerie unter Beschuss genommen. Bis März 1945 waren Dillingen, Pachten und Diefflen Kampfgebiet und mussten in dieser Zeit starke Zerstörungen über sich ergehen lassen.

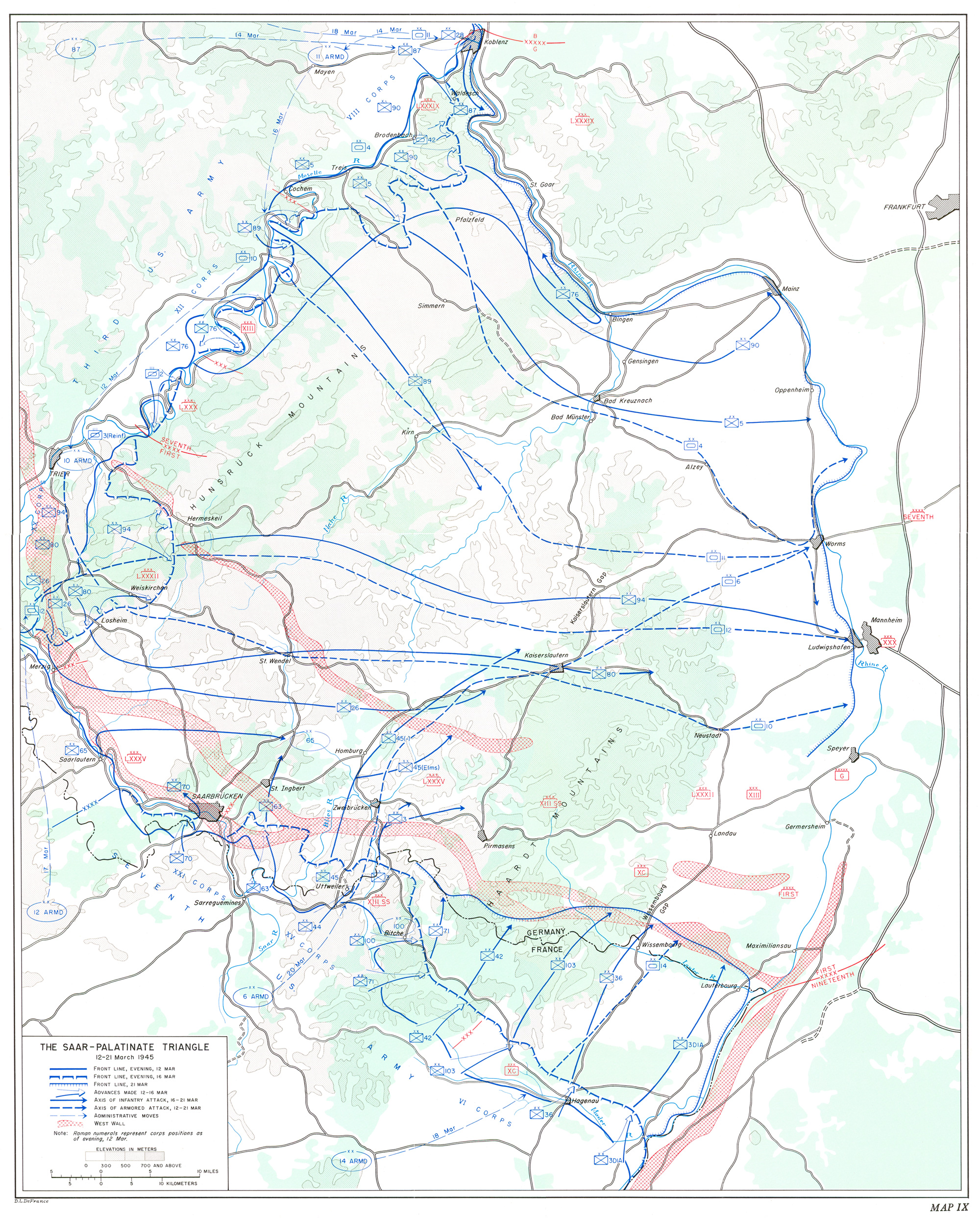
Operation Undertone, Verlauf der Kämpfe im Saar-Mosel-Dreieck bis zum 21. März 1945

Am 15. März 1945 starteten die US-Truppen eine Offensive, die sogenannte Operation Undertone, die die Eroberung des Saar-Mosel-Dreiecks zum Ziel hatte. Dabei konnten die 7. und 3. US-Armee sowie Teile der 1. Französischen Armee am 19. März den Hauptgürtel des Westwalls durchbrechen. Am 17. März 1945 bereitete sich die 65. US-Infanteriedivision auf einen Ausbruch aus dem Brückenkopf Saarlautern vor, während das 261. US-Infanterieregiment bei Menningen die Saar überquerte und die Höhenzüge südlich von Merzig einzunehmen versuchte, um einen Stoß gegen Dillingen vornehmen zu können. Am 18. März scheiterte der Versuch der 65. US-Infanteriedivision, aus dem Brückenkopf Saarlautern ausbrechen zu können. Jedoch konnten durch diesen Ausbruchsversuch die US-Infanterieregimenter 259 und 260 ihre Stellung im Brückenkopf derart verbessern, dass es dem 261. US-Infanterieregiment an diesem Tag gelang, aus Richtung Düppenweiler kommend, Diefflen besetzen zu können.
Am 10. Juli 1945 wurden die US-Truppen von französischen Besatzern abgelöst.
Auf dem Ehrenfriedhof Diefflen wurden 215 deutsche Soldaten bestattet, die bei den Kämpfen um Dillingen, Pachten und Diefflen getötet worden waren, auf dem Waldfriedhof Dillingen 197 und dem Ehrenfriedhof Reimsbach 314.
Bezüglich der Dieffler Bevölkerung starben von 3759 Einwohnern (Stand 1939) 273 als Gefallene und Vermisste sowie 33 Zivilpersonen. Der Zerstörungsgrad der Gemeinde Diefflen betrug 30 %. Das Gemeindegebiet Dillingens mit Pachten wurde im Zweiten Weltkrieg zu ca. 60 % zerstört.

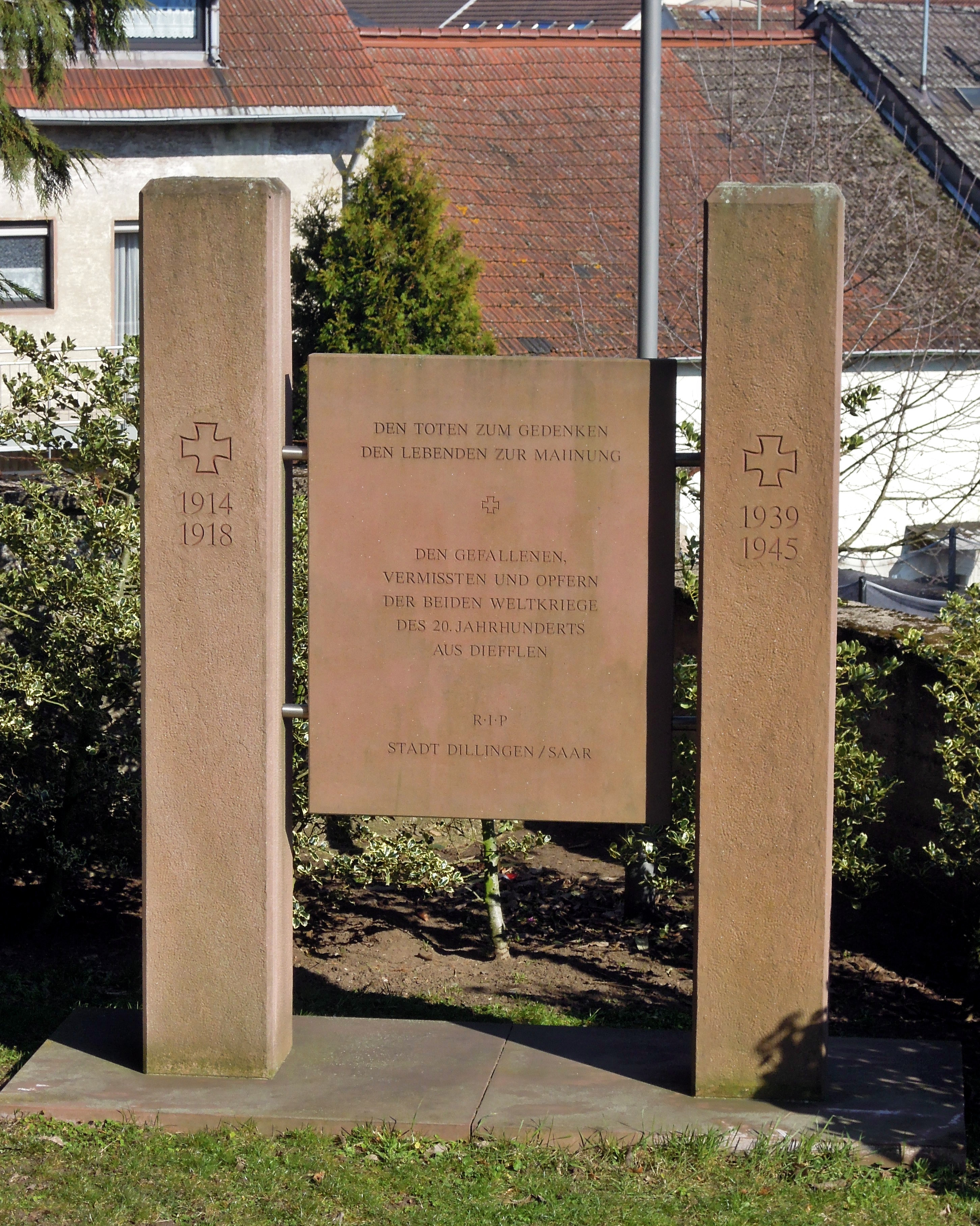
Diefflen, Mahnmal für die Opfer der Weltkriege neben der Dieffler Kirche, errichtet 2005 auf Initiative des VdK-Ortsvorsitzenden Willi Grandmontagne (1919–2003), Sandstein und Edelstahl, Entwurf Jakob Kerber

Der Verlust der US-Truppen bei den Kämpfen um Dillingen war hoch: 239 getötete, 924 verwundete, 440 vermisste und 1000 durch Erkrankung kampfunfähige Soldaten.
Ein Dieffler Gemeindemitglied wurde als Mitglied der SS-Totenkopfverbände nach dem Zweiten Weltkrieg durch ein französisches Militärgericht zu einer mehrjährigen Haftstrafe verurteilt, die im Militärgefängnis in Wittlich verbüßt wurde. Weitere Parteigenossen wurden vorübergehend im Internierungslager Theley inhaftiert.

### Nach dem Zweiten Weltkrieg

#### Straßenumbenennungen nach dem Zusammenbruch des Nationalsozialismus
Nach dem Zusammenbruch des Nationalsozialismus wurde der Versuch unternommen, alle Erinnerungen an die NS-Epoche im Ortsbild zu tilgen. So wurden zahlreiche Straßen umbenannt. In Diefflen wurden umbenannt:
die „Straße des 13. Januar“ in „Dillinger Straße“, die „Befreiungsstraße“ in „Grabenstraße“, die „Hindenburgstraße“ in „Im Rosengarten“, der „Adolf-Hitler-Platz“ in „Kirchplatz“, die „Straße des 13. Januar“ in „Nalbacher Straße“ und die „Deutsche-Front-Straße“ in „Wiesenstraße“.

#### Volksabstimmung zum Saarstatut 1955

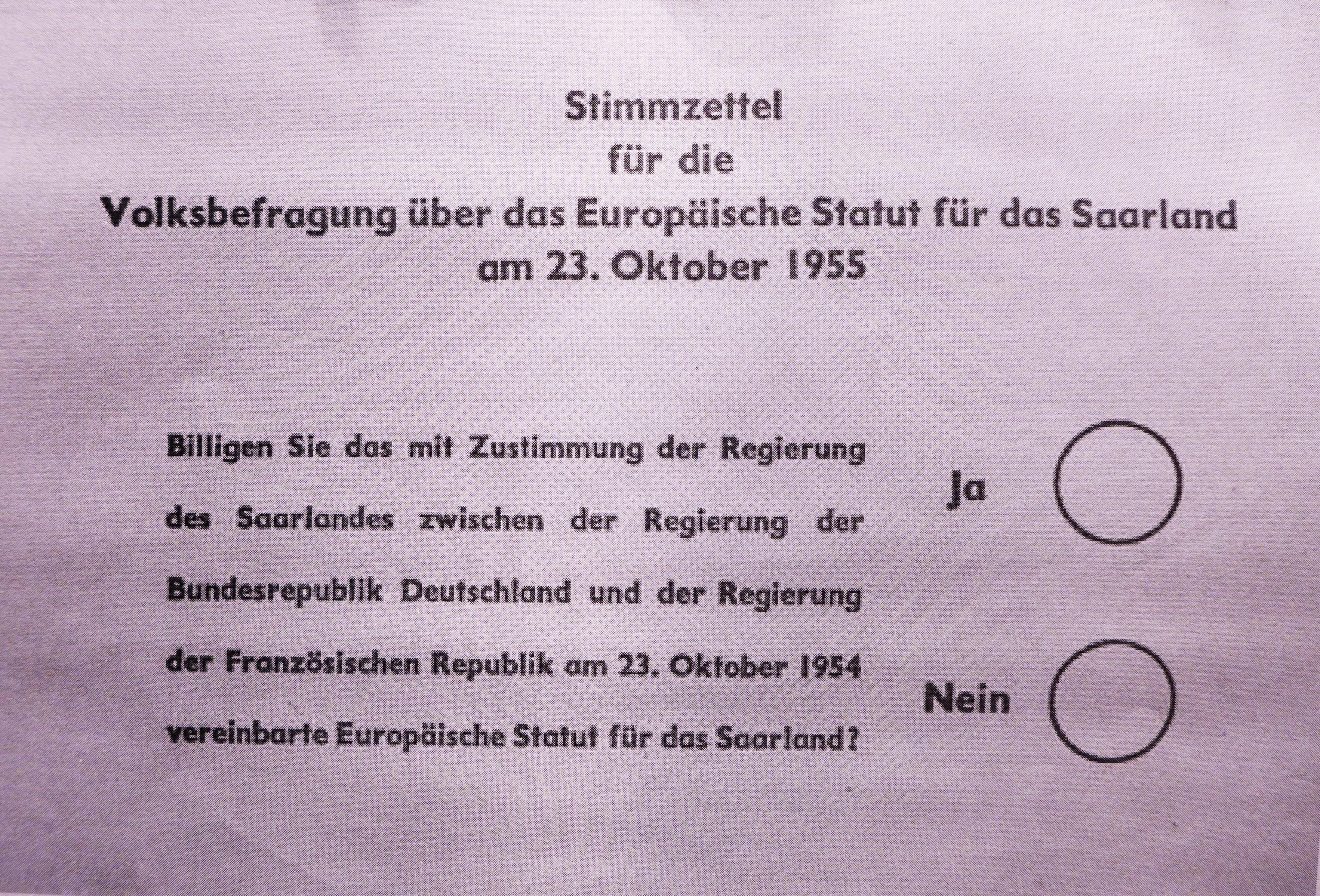
Stimmzettel für die Volksbefragung über das Europäische Statut für das Saarland am 23. Oktober 1955

Mit dem Inkrafttreten der Verfassung des Saarlandes am 15. Dezember 1947 wurde Diefflen Teil des Saarstaates.
Am 23. Oktober 1954 war zwischen dem deutschen Bundeskanzler Konrad Adenauer und dem französischen Ministerpräsidenten Pierre Mendès France das Abkommen zwischen den Regierungen der Bundesrepublik Deutschland und der Französischen Republik über das Statut der Saar ausgehandelt worden. Bis zum Abschluss eines Friedensvertrages mit Deutschland sah das Abkommen die Unterstellung des Saarlandes unter einen Kommissar der Westeuropäischen Union vor. Dieser sollte das Land nach außen vertreten. Die saarländische Regierung sollte jedoch weiter für die inneren Angelegenheiten zuständig und die wirtschaftliche Anbindung an Frankreich erhalten bleiben. Allerdings war auch eine engere wirtschaftliche Vernetzung mit der Bundesrepublik vorgesehen.
Bei der Volksabstimmung zum Abkommen am 23. Oktober 1955 über das Europäische Statut des Saarlandes stimmte Diefflen folgendermaßen ab: 1151 (44,3 %) Wahlberechtigte stimmten mit Ja; 1447 (55,7 %) Wahlberechtigte stimmten mit Nein. Die anderen Teilgemeinden des Nalbacher Tales stimmten wie folgt ab:
- Nalbach: 569 (30,0 %) Wahlberechtigte stimmten mit Ja; 1322 (70,0 %) Wahlberechtigte stimmten mit Nein.
- Piesbach: 392 (37,6 %) Wahlberechtigte stimmten mit Ja; 649 (62,3 %) Wahlberechtigte stimmten mit Nein.
- Bilsdorf: 247 (45,7 %) Wahlberechtigte stimmten mit Ja; 293 (54,2 %) Wahlberechtigte stimmten mit Nein.
- Körprich: 229 (25,0 %) Wahlberechtigte stimmten mit Ja; 689 (75,0 %) Wahlberechtigte stimmten mit Nein.

Somit war innerhalb der Nalbacher Talgemeinden Diefflen der Ort, der hinter Bilsdorf am zweitstärksten das Abkommen befürwortete, und Körprich der Ort, der es am stärksten ablehnte. Der saarländische Landesdurchschnitt der Ja-Sager lag bei 32,3 %, der der Nein-Sager bei 67,7 %. Durch die darauf folgenden Verhandlungen und den Luxemburger Vertrag vom 27. Oktober 1956, in dem Frankreich der Rückgliederung des Saarlandes unter westdeutsche Hoheit zustimmte, wurde Diefflen zum 1. Januar 1957 politisch und am 6. Juli 1959 („Tag X“) wirtschaftlich der Bundesrepublik Deutschland angeschlossen.

#### Straßenumbenennungen nach dem Ende des Saarstaates
Mit dem Anschluss an die Bundesrepublik wurden in Dillingen zahlreiche Straßenumbenennungen aus der Zeit des französisch dominierten Saarstaates wieder rückgängig gemacht. In Diefflen wurde auf Anregung des „Deutschen Heimatbundes“, der gegen das von der Regierung des Saarstaates unter Ministerpräsident Johannes Hoffmann propagierte Saarstatut politisch erfolgreich gewesen war, eine Straße auf der Siedlung in „Deutsches Eck“ benannt.

#### Zusammenschluss mit der Stadt Dillingen/Saar
Der Plan einer Eingemeindung Diefflens nach Dillingen reicht schon in die Zeit der frühen 1920er Jahre zurück, als Camille David in Dillingen Bürgermeister war. Schon damals zeichnete sich ab, dass sich Diefflen vom Bauerndorf zu einer reinen Arbeiter-Wohnsitzgemeinde entwickeln würde, deren Steuerkraft nicht dazu ausreichen würde, größere Aufgaben bewältigen zu können. Erst in der Zeit nach dem Zweiten Weltkrieg wurden diese Pläne im Jahr 1951 und 1959 wieder aufgegriffen, dann aber nicht weiter verfolgt.
Ebenfalls führten im Jahre 1963/64 abgehaltene Verhandlungen einer Kommission des Dieffler Gemeinderates mit einer Kommission des Dillinger Stadtrates zu keinem Ergebnis. Nach weiteren Verhandlungen in den Jahren 1967–1968 wurde vom Dieffler Kommissionsmitglied Josef Jost-Reiter (1926–2017) ein „Entwurf zum Gebietsänderungsvertrag zwischen der Stadt Dillingen/Saar und der Gemeinde Diefflen“ vorgelegt. Die Gemeinderäte Diefflens und Dillingens stimmten im Jahr 1968 für die Umsetzung des Vertrages, was von der saarländischen Landesregierung unter Ministerpräsident Franz-Josef Röder am 19. Juli 1969 bestätigt wurde. Damit wurde Diefflen am 1. August 1969 zum dritten Stadtteil Dillingens. Das Gebiet umfasste 5,04 km² und zählte zu diesem Zeitpunkt 4298 Einwohner.
Im Zusammenhang mit der saarländischen Kommunalreform des Jahres 1974 hatte das Innenministerium des Saarlandes unter Minister Ludwig Schnur vorgeschlagen, die Nalbacher Außensiedlungen Bierbach und Ziegelei der Gemarkung Diefflens zuzuschlagen, da deren Bebauung unmittelbar mit der Diefflens verbunden ist. Die Bewohner der beiden Außensiedlungen entschieden sich in einer Bürgerbefragung jedoch mit 65 Stimmen für einen Verbleib bei Nalbach, 7 Personen sprachen sich für Diefflen aus, zwei Stimmen waren ungültig.

#### Flüchtlingsstrom aus der DDR
Im Zusammenhang mit dem Zusammenbruch des sozialistischen Systems in der Deutschen Demokratischen Republik in den Jahren 1989/1990 kam es zu einem Zuwanderungsstrom ehemaliger DDR-Bürger, die das saarländische Landesamt für Ausländer- und Flüchtlingsangelegenheiten in Lebach auch in Diefflen einquartierte. Im ehemaligen Hauptschultrakt der Primsschule wurde ein Notquartier eingerichtet.

#### Bergbauschäden
Durch den Kohleabbau der Deutsche Steinkohle AG im Kohlefeld Primsmulde (Drei-Standorte-Konzept der Saarbergwerke AG seit 1988) kam es auch in Diefflen zu zahlreichen bergbaubedingten Erdbeben. Aus dem Gebiet Primsmulde Süd förderte das Unternehmen weit mehr als die Hälfte seiner damaligen Kohleförderung im Saarland. Es beschäftigte dort rund 3500 Bergleute.
Mit dem Jahreswechsel 2007/2008 nahm die Häufigkeit der Beben spürbar zu. Am 3. Januar 2008 wurde ein Beben mit der Stärke 3,4 auf der Richterskala gemessen. Die für die Beurteilung der Folgen wichtige Schwinggeschwindigkeit erreichte damals 42,3 Millimeter pro Sekunde. Am 23. Februar 2008 kam es durch einen Einsturz im Abbaufeld Primsmulde Süd zum bisher größten Erdbeben in der Geschichte des Saarlandes. In einer Tiefe von 1.500 Metern mit dem Epizentrum Bilsdorf erreichte das Beben eine Stärke von 4,0. Die Schwinggeschwindigkeit des Gesteins erreichte bis zu 93,5 Millimeter pro Sekunde. Nach Angaben der Polizei in Saarbrücken kam es zu Sachschäden an Gebäuden. Das Beben war im ganzen Landkreis Saarlouis zu spüren. Die bereits seit geraumer Zeit laufenden Protestbewegungen gegen den Kohleabbau in der Primsmulde erreichten unmittelbar darauf ihren Höhepunkt. Daraufhin wurde am 23. Februar 2008 von der saarländischen Landesregierung unter Ministerpräsident Peter Müller für das Bergwerk Saar ein Abbaustopp verfügt. Am 30. Juni 2012 endete die Steinkohleförderung im Bergwerk Saar und damit nach mehreren Jahrhunderten die Steinkohleförderung im Saarland.
Am 15. September 2014 kam es im Primstal zu einem bergbaubedingten Erdbeben der Stärke 2,7, das auch in Diefflen als explosionsartiger Knall zu spüren war. Das Epizentrum lag im Gebiet zwischen Saarwellingen und Bilsdorf. Vorwürfe, die Erschütterung sei eine Folge des Grubenwasseranstiegs, wies die RAG allerdings zurück. (Am stärksten war das Beben nach Angaben der RAG in Saarwellingen mit einer Schwinggeschwindigkeit von rund 3,6 Millimetern pro Sekunde. Die Schwinggeschwindigkeit am Schacht Primsmulde lag bei 7,5 Millimetern pro Sekunde.) Die Ursache des Bebens wurde im Bereich des ehemaligen Abbaugebietes Primsmulde in einer Tiefe von etwa 1400 Metern lokalisiert.

### Einwohnerentwicklung

Einwohnerentwicklung Diefflens von 1802 bis 2016

Der Weiler Diefflen zählte im Jahr 1522, also etwa 200 Jahre nach seiner ersten urkundlichen Erwähnung, nur 14 Häuser und war landwirtschaftlich geprägt. Der Dreißigjährige Krieg (1618–1648) bedeutete einen wesentlichen Einschnitt in der Bevölkerungsentwicklung. Waren vor dem Krieg im gesamten Nalbacher Tal 130 Häuser verzeichnet, so gab es danach nur noch 47. Im ersten Viertel des 18. Jahrhunderts muss die Zahl der Menschen im unteren Primstal ebenfalls gering gewesen sein, denn in einer Urkunde aus dem Jahr 1724 ist zu lesen, dass zum Nalbacher Jahrgeding 52 Personen aus Nalbach, 27 aus Diefflen und Bettstadt, 14 aus Piesbach, 8 aus Körprich und 11 aus Bilsdorf geladen waren.
Eine Zunahme der Bevölkerung scheint ab der zweiten Hälfte des 18. Jahrhunderts in Gang gekommen zu sein. Kartenmäßig ist im Jahr 1780 eine größere Rodung von ca. 150 ha im Nordteil der Dieffler Gemarkung zum Zweck der Gewinnung von landwirtschaftlicher Produktionsfläche festzustellen. Darüber hinaus wurde das geschlagene Holz auch für die Produktion der im Jahr 1685 gegründeten Dillinger Hütte und den im Jahr 1725 begonnenen Kupfererzabbau in der Nachbargemeinde Düppenweiler gebraucht. Diese beiden vorindustriellen Betriebe benötigten Arbeitskräfte, die durch die vorhandene Bevölkerung der Umgebung nicht gedeckt werden konnten. So war man im Kupfererzbergwerk gezwungen, 300 Arbeiter aus Sachsen und Böhmen anzuwerben. Der Dieffler Bevölkerungszuwachs an der Wende vom 18. zum 19. Jahrhundert dürfte also nicht nur dem natürlichen Zuwachs, sondern auch der Migration im Umfeld der aufkommenden Industrie geschuldet sein.
Diefflen zählte nach einer Einwohnerliste des Nalbacher Tales um die Mitte des 18. Jahrhunderts 54 Familien und umfasste ein Gebiet von 503 ha. Grundherr war weiterhin das Trierer Stift St. Simeon. Naumann bezieht sich auf die Archivakten des Bestandes Münchweiler und nennt 65 Dieffler Haushalte für das Jahr 1747, von denen sechs Witwenhaushalte waren, die nur die Hälfte der üblichen Schatzung in Höhe von zwölf Albus (Ritterpfennig) und zwei Hühnern zu entrichten hatten. Abgabenfrei waren die Haushalte des Meiers und des Gerichtsboten. Die hagenschen Untertanen mussten Frondienste leisten. Im Jahr 1779 gab es in Diefflen jedoch nur noch 56 abgabepflichtige Haushalte. Zum Hagenschen Grundbesitz zählten zwei Wiesen, die zwischen Diefflen und Nalbach lagen. Am 21. November 1747 gestattete Johann Wilhelm Ludwig von Hagen dem Nalbacher Schiffbauer Wilhelm Heyn den Bau einer Mahlmühle in Diefflen an der Prims, die allerdings nicht die Schifffahrt auf dem Fluss behindern sollte. Der Besitz wurde der Familie Heyn gegen eine jährliche Abgabe von 12 Maltern Korn und einem Schwein auf drei Generationen verbrieft.
Trotz der Wirren der Französischen Revolution und trotz der massiven Truppenaushebungen unter Napoleon ist ein Ansteigen der Dieffler Bevölkerung zu Beginn des 19. Jahrhunderts auf ca. 350 Menschen zu verzeichnen. Bis zur Mitte des 19. Jahrhunderts verdoppelte sich die Einwohnerzahl. Die Bevölkerungsdichte stieg im selben Zeitraum von ca. 69 Einwohnern/km² auf ca. 143 Einwohner/km² an. Daraus ist zu schließen, dass die nur mäßig ertragreiche Dieffler Landwirtschaft als Arbeit- und Brotgeber nicht mehr alleine in Frage kam. So verdingten sich zur Mitte des 19. Jahrhunderts zahlreiche Dieffler Männer mit dem Beginn des Frühjahres als tagespendelnde Saisonarbeiter im Schiffbau der Fraulauterner oder Rehlinger Werften oder auf der Dillinger Hütte. Mit der Zunahme der Bevölkerung im 19. Jahrhundert wurden sogar steilere Partien der Hang- und Gräthenzone teilweise zu Terrassen umgeformt und als Äcker und Mähwiesen genutzt. Ebenso nahm in der ersten Hälfte des 19. Jahrhunderts der Bestand an Häusern im und um den alten Ortskern um das Zweieinhalbfach zu.
Von 1802 bis zur Eingliederung in die Stadt Dillingen/Saar im Jahr 1969 entwickelte sich die Einwohnerzahl Diefflens aufgrund der Industrialisierung folgendermaßen:
| Jahr | Einwohner |
| ---- | --------- |
| 1802 | 348       |
| 1820 | 408       |
| 1832 | 613       |
| 1837 | 644       |
| 1841 | 663       |
| 1855 | 829       |
| 1860 | 874       |
| 1861 | 965       |
| 1867 | 1.005     |
| 1869 | 1.105     |
| 1871 | 1.041     |
| 1873 | 1.054     |
| 1875 | 982       |
| 1877 | 980       |
| 1885 | 1.247     |
| 1890 | 1.542     |

| Jahr | Einwohner |
| ---- | --------- |
| 1895 | 1.696     |
| 1897 | 1.802     |
| 1900 | 1.868     |
| 1903 | 2.133     |
| 1905 | 2.279     |
| 1910 | 2.663     |
| 1912 | 2.840     |
| 1914 | 3.122     |
| 1920 | 3.435     |
| 1925 | 3.397     |
| 1927 | 3.574     |
| 1930 | 3.570     |
| 1931 | 3.559     |
| 1935 | 3.652     |
| 1939 | 3.759     |
| 1941 | 3.465     |

| Jahr | Einwohner |
| ---- | --------- |
| 1945 | 3.580     |
| 1946 | 3.585     |
| 1949 | 3.797     |
| 1950 | 3.811     |
| 1951 | 3.829     |
| 1952 | 3.929     |
| 1953 | 3.965     |
| 1954 | 4.062     |
| 1955 | 4.053     |
| 1956 | 4.059     |
| 1957 | 4.055     |
| 1958 | 4.075     |
| 1959 | 4.016     |
| 1960 | 4.045     |
| 1961 | 4.067     |
| 1962 | 4.112     |

| Jahr | Einwohner |
| ---- | --------- |
| 1963 | 4.146     |
| 1964 | 4.213     |
| 1965 | 4.299     |
| 1966 | 4.320     |
| 1967 | 4.348     |
| 1968 | 4.266     |
| 1969 | 4.298     |
| 1986 | 4.465     |
| 1987 | 4.458     |
| 1988 | 4.503     |
| 1989 | 4.526     |
| 1990 | 4.478     |
| 1991 | 4.509     |
| 1992 | 4.589     |
| 1993 | 4.624     |
| 1994 | 4.665     |

| Jahr | Einwohner |
| ---- | --------- |
| 1995 | 4.671     |
| 1996 | 4.748     |
| 1997 | 4.741     |
| 1998 | 4.695     |
| 1999 | 4.696     |
| 2000 | 4.722     |
| 2001 | 4.742     |
| 2002 | 4.749     |
| 2003 | 4.706     |
| 2004 | 4.684     |
| 2005 | 4.749     |
| 2006 | 4.709     |
| 2007 | 4.707     |
| 2008 | 4.665     |
| 2009 | 4.662     |
| 2010 | 4.666     |

| Jahr | Einwohner |
| ---- | --------- |
| 2011 | 4.659     |
| 2012 | 4.675     |
| 2013 | 4.671     |
| 2015 | 4.643     |
| 2016 | 4.656     |
| 2019 | 4.593     |

## Moselfränkische Mundart

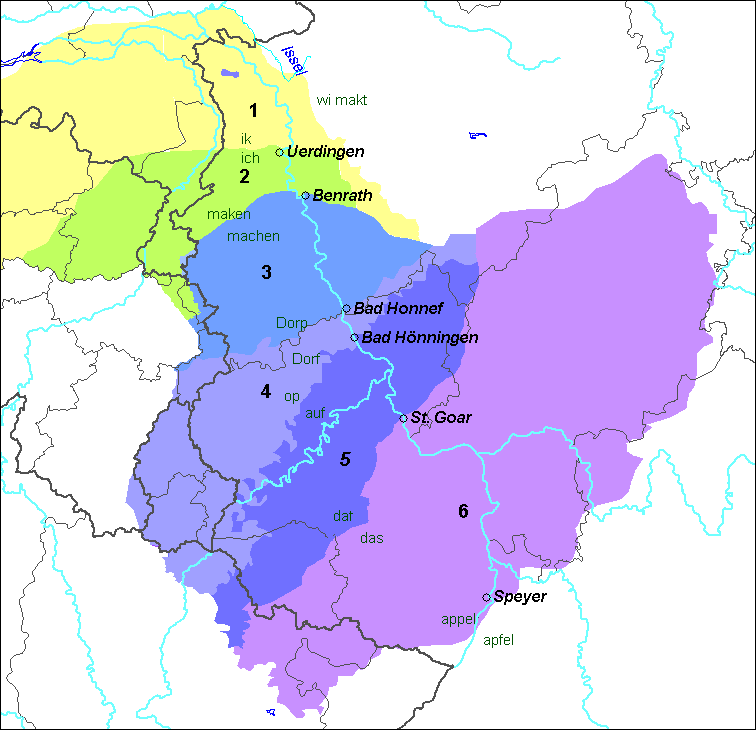
Rheinischer Fächer, 1: Niederfränkisch 2: Südniederfränkisch 3: Ripuarisch 4: nördliches Moselfränkisch 5: südliches Moselfränkisch 6: Rheinfränkisch

Nach dem Ende der römischen Herrschaft im 5. und 6. Jahrhundert setzte die germanische Landnahme ein. Träger dieser Wanderungsbewegung waren im Gebiet des heutigen Saarlandes und weit darüber hinaus die Franken.
Franken und einheimische galloromanische Bevölkerung vermischten sich im Laufe der Zeit sprachlich und kulturell. Im Westen des fränkischen Neusiedlungsgebietes dominierte die galloromanische Volkssprache, im Osten die altfränkische Sprache. Dazwischen bildete sich bis zum 9. Jahrhundert eine Sprachgrenze aus. Der Großteil der Westfranken verschmolz später im Volk der Franzosen und Wallonen, während die Westfranken an der IJssel und am Niederrhein sowie die Mosel- und Rheinfranken ihre Mundarten bis in die Neuzeit beibehielten und in den Völkergruppen der Deutschen, Niederländer, Lothringer, Luxemburger und Flamen aufgingen.
Der fränkische Charakter der Bevölkerung des Saarlandes ist bis heute an der Sprache zu erkennen. Allerdings hat der westmitteldeutsche  Sprachraum seit dem Mittelalter Veränderungen aus dem oberdeutschen Raum erfahren, sodass sich der Rheinische Fächer entwickelte, das linguistische Übergangsgebiet vom Niederfränkischen über das Ripuarische und Moselfränkische zum Rheinfränkischen. Eine Grenzlinie des Rheinischen Fächers, die „dat-das-Linie“, verläuft durch das Saarland. Sie trennt das moselfränkische vom rheinfränkischen Gebiet und verläuft etwa von Völklingen nach Nordosten in Richtung St. Wendel. In der Neuzeit verstärkte sich der Einfluss des Oberdeutschen auf das Gebiet an der Saar nochmals. Dabei sind die südöstlichen Teile stärker oberdeutsch überschichtet worden als die nordwestlichen. Über die Handelsroute Kaiserslautern-Saarbrücken-Metz stieß das Oberdeutsche durch territorialpolitische Expansionsbemühungen der Kurpfalz seit dem 14. Jahrhundert bis zum 16. Jahrhundert in schmalem Keil durch das Mitteldeutsche. Saarbrücken als städtischer Mittelpunkt an der mittleren Saar nahm das ankommende Sprachgut zuerst auf und gab es an sein Hinterland weiter. An den Trierer Diözesan- und Territorialgrenzen wurde der Einfluss des Oberdeutschen stärker abgeblockt. Auch durch die Veränderung der Sprache im Gefolge der Industrialisierung ist die Vereinheitlichung des Sprachraumes hin zum pfälzischen Zusammenhang noch nicht erreicht worden. Vom alemannischen Sprachraum beeinflusst, dürfte der Wandel von „-st“ zu „-scht“ (fest zu fescht) oder die Vereinheitlichung der Mehrzahlendungen des Verbs bei wir, ihr, sie ausgegangen sein. Statt „ihr“ heißt es „dir“. Dieses „dir“ hat sich wohl aus der umgekehrten Stellung „habt ihr“ oder „dürft ihr“ durch falsche Abtrennung ergeben, sodass es zu beiden Seiten der Saar „dir dürfen“ und „dürfen dir“ heißt.
Die Dieffler Mundart („Dejfler Platt“) gehört aufgrund der historischen Hinordnung des Nalbacher Tales zum Erzbistum Trier zu den südlichen Moselfränkischen Dialekten und ist damit eine westmitteldeutsche Mundart. Sie ist den mittelfränkischen Dialekten zuzuordnen. Die Entwicklungstendenz der Einbeziehung in den pfälzischen Zusammenhang, die durch den Einfluss der Dynastie Wittelsbach im Nalbacher Tal seit der frühen Neuzeit gegeben war, ist bisher nicht erfolgt, was am deutlichsten der Verlauf der „dat-das-Linie“/„wat-was-Linie“ dokumentiert. In Diefflen ist das „dat“/„wat“ vorherrschend. Diefflen liegt südlich der dut-dot-Linie (hochdeutsch „tot“), der fest-feschd-Linie und der so-sa-Linie (hochdeutsch „sag“). Hinsichtlich der Schaff-Schank-Linie (hochdeutsch „Schrank“), der Korf-Korb-Linie (hochdeutsch „Korb“), der gebrannt-gebrennt-Linie, der kal-kalt-Linie, der bestallt-bestellt-Linie, der gekannt-gekennt-Linie, der dir-ihr-Linie, der leïf-lief-Linie (hochdeutsch „lieb“) sowie der us-uns-Linie (hochdeutsch „uns“) liegt es nördlich. Die Endungen auf -en werden ausgesprochen und nicht wie im Rheinfränkischen auf -e verkürzt (also schneien statt schneie).
Diefflen mit seiner moselfränkischen Mundart gehört zum Gebiet des Oberdeutschen Präteritumschwundes, was bedeutet, dass das Präteritum vollständig vom Perfekt abgelöst worden ist.
Bei der Benennung der Stachelbeere (lat. Ribes grossularia; franz. grosseille) zeigt sich die Grenzlandstellung zum romanischen Sprachbereich. Sie heißt in Diefflen Drooschel, da sich das „G“ des lateinischen bzw. französischen Namens zu „D“ abgeschliffen hat. So heißt auch der Schmetterling (lat. Papilio, franz. papillon) im traditionellen Dieffler Dialekt „Bupbenweller“. Der starke Einfluss des Französischen besonders seit dem 18. Jahrhundert zeigt sich auch in der Benutzung von Begriffen wie Plafond (Zimmerdecke), Trottoir (Gehsteig), Plumeau (Bettdecke), Fissääl (von franz. ficelle; dt. Seil), Buddick (im Sinne von Unordnung von franz. Boutique = Kramladen), dussma (von franz. doucement = sacht, sanft) u. ä.
Das Rutschen auf einer Eisbahn wird mit „Schleimern“ (im Trierer Umfeld: schliedern; an der unteren Saar: Schliwwern; im Saarbrücker Umkreis: „schlimmern“) bezeichnet.
Zur moselfränkischen Dieffler Mundart liegen mehrere literarische Veröffentlichungen sowie Tonaufnahmen des in Diefflen aufgewachsenen Mundartdichters- und -sängers Hans Walter Lorang vor.

## Traditionelle Hausform

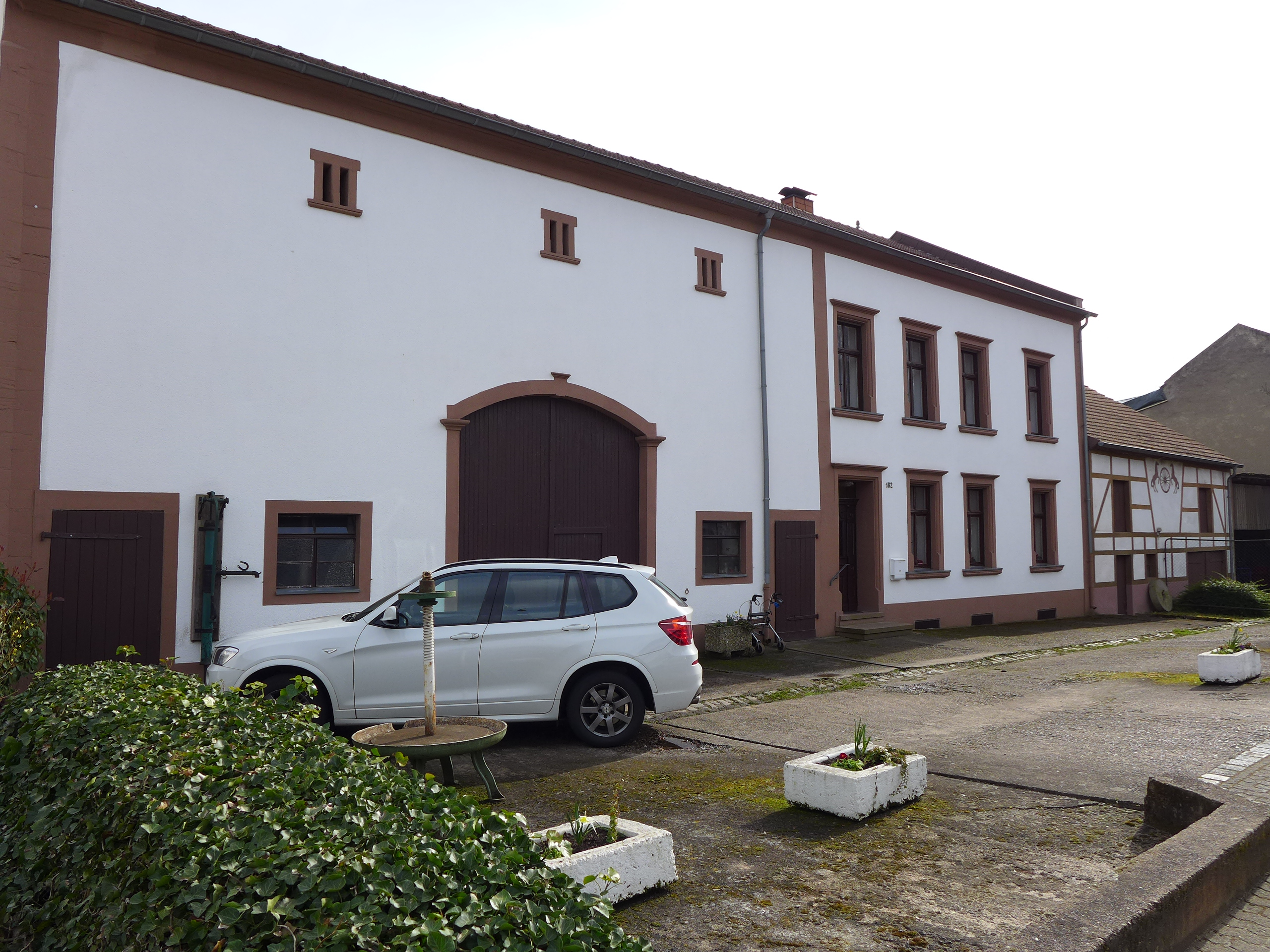
Diefflen, Traditionelles Südwestdeutsches Quereinhaus in der Nalbacher Straße (Kirchenweg) mit bauzeitlichen Fenstern und Haustür

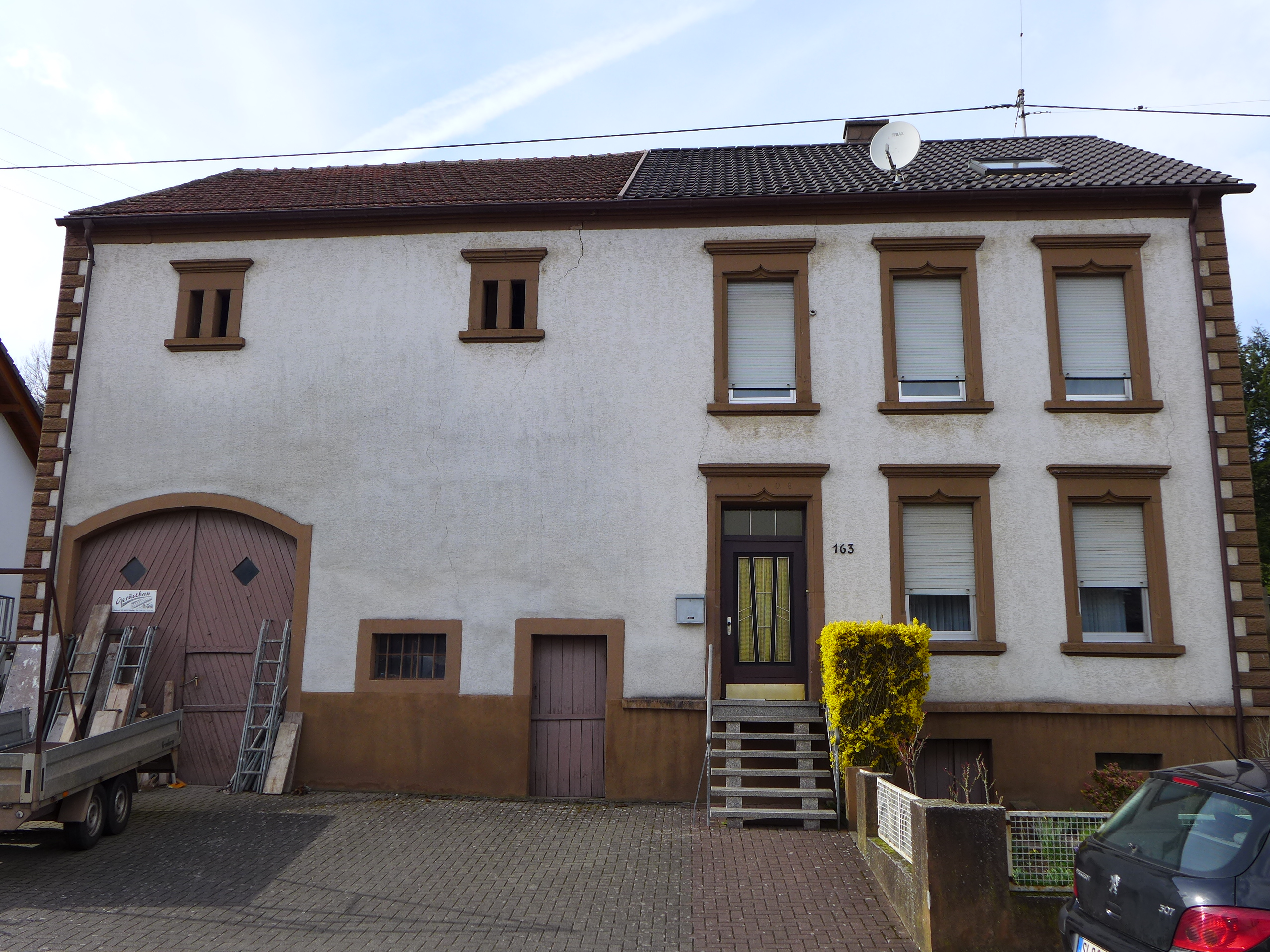
Diefflen, Südwestdeutsches Quereinhaus mit nicht bauzeitlichen Aluminium-Fenstern, Haustür und Treppenanlage

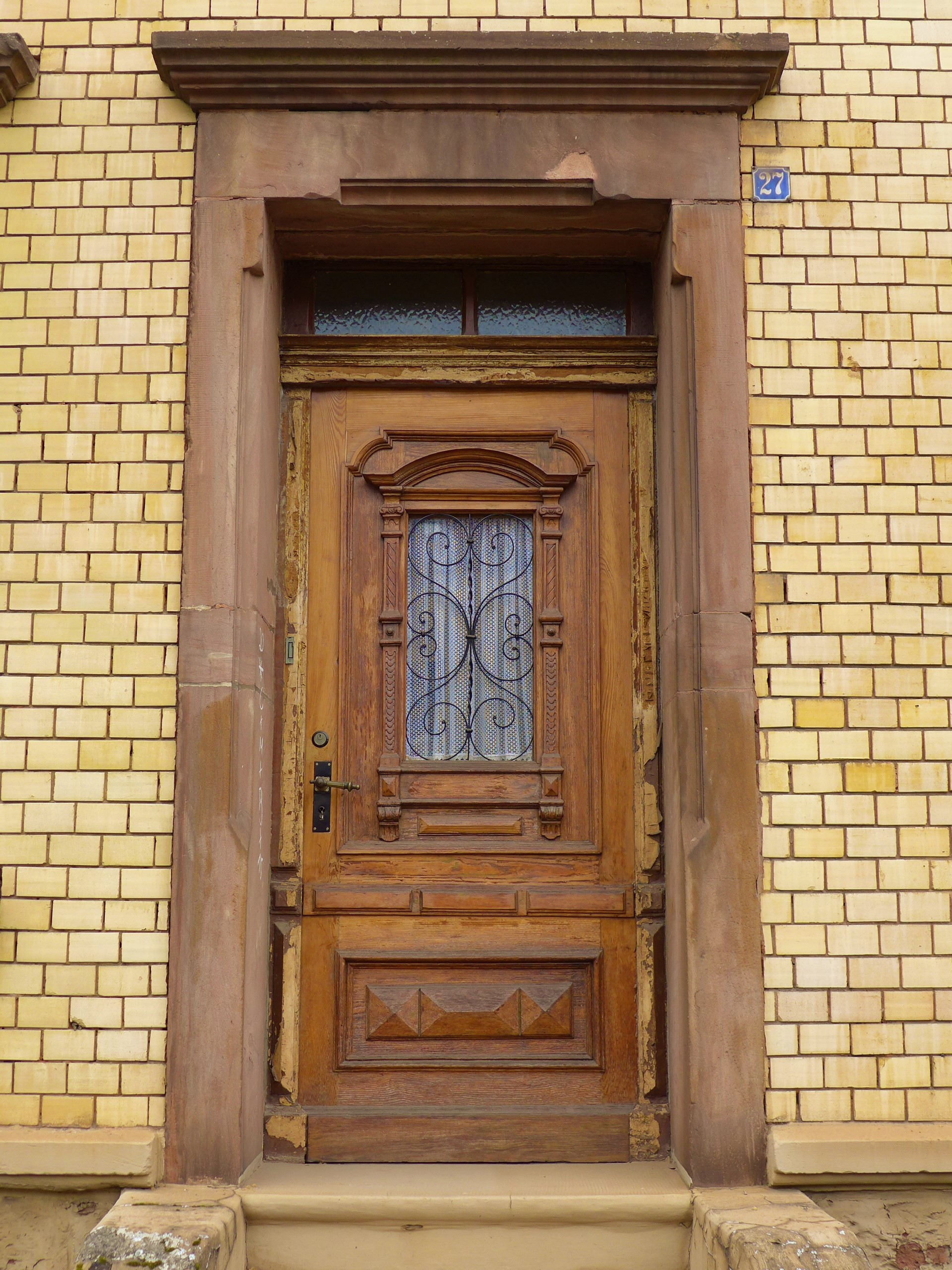
Diefflen, Haustür im Stil der historistischen Neorenaissance mit profilierten Gewänden aus Sandstein

Durch historische Kriegs- und Brandeinwirkungen weist Diefflen keine mittelalterlichen oder frühneuzeitlichen Gebäude auf.
Vor den Verwüstungen des Dreißigjährigen Krieges hatte es in der Region vorwiegend sogenannte Streuhöfe in Fachwerkbauweise gegeben. Zentrum dieser Höfe war ein größeres Gebäude mit Wohn- und Stallteil, um das sich mehrere einzeln stehende Wirtschaftsgebäude wie Scheune, Keller, Backhaus u. ä. scharten. Der Holländische Krieg und die Reunionskriege Ludwigs XIV. schädigten die dörfliche Bausubstanz weiter, so dass die bäuerliche Bevölkerung erst gegen Ende des 17. Jahrhunderts allmählich in der Lage war, den Wiederaufbau in die Wege zu leiten. Zahlreiche neue Bewohner waren mittlerweile aus teilweise weit entfernten Gegenden, wie den Niederlanden, Frankreich, dem Allgäu sowie der Nordwestschweiz eingewandert. Diese „Repeublierung“ war von den regionalen Feudalherren lanciert worden. Im 18. Jahrhundert wurde die bisherige Fachwerkbauweise durch die feuerfestere Steinbauweise ersetzt. Selbst Zäune vor dem Haus tauschte man durch Mauern, hölzerne Vietröge durch steinerne aus. In dieser Zeit setzte sich auch der Ofen gegen das bisher offene Herdfeuer durch.
Die traditionelle Hausform der Dieffler Bauernhäuser des 19. und beginnenden 20. Jahrhunderts ist dem Typus des Südwestdeutschen Quereinhauses zuzuordnen. Es ist ein Einhaus, das Wohn- und Wirtschaftsräume eines bäuerlichen Betriebes unter einem Dach mit durchlaufendem First vereint. Der Haustypus steht in naher Beziehung zum Lothringerhaus, das sich ebenfalls nach den verheerenden Kriegen des 17. Jahrhunderts entwickelte und an die Stelle verstreut liegender Einzelgehöfte trat. Die Dachneigung der lothringischen Bauernhäuser ist recht flach (ca. 15–20 Grad).
Das traditionelle Dieffler Quereinhaus steht mit dem First parallel zur Straße, eine Traufseite ist also die Vorderseite. Die Nachbarhäuser schließen sich (teilweise durch einen kleinen Gang getrennt) direkt an, wodurch eine geschlossene Häuserzeile entlang der Straße gebildet wird. Der traditionell kieselgepflasterte Hofraum ist vor das Haus gelagert, sodass die Breite der Dorfstraßen im Bereich der Dillinger Straße und der Nalbacher Straße (Nalbacher Kirchenweg), wo sie nicht vom anstehenden Sandsteinfelsen eingeschränkt werden, recht großdimensioniert ausfällt. In diesem offenen Raum spielte sich ein Großteil des bäuerlichen Lebens ab.

Rekonstruktion einer regionalen Einrichtung der ersten Hälfte des 19. Jahrhunderts
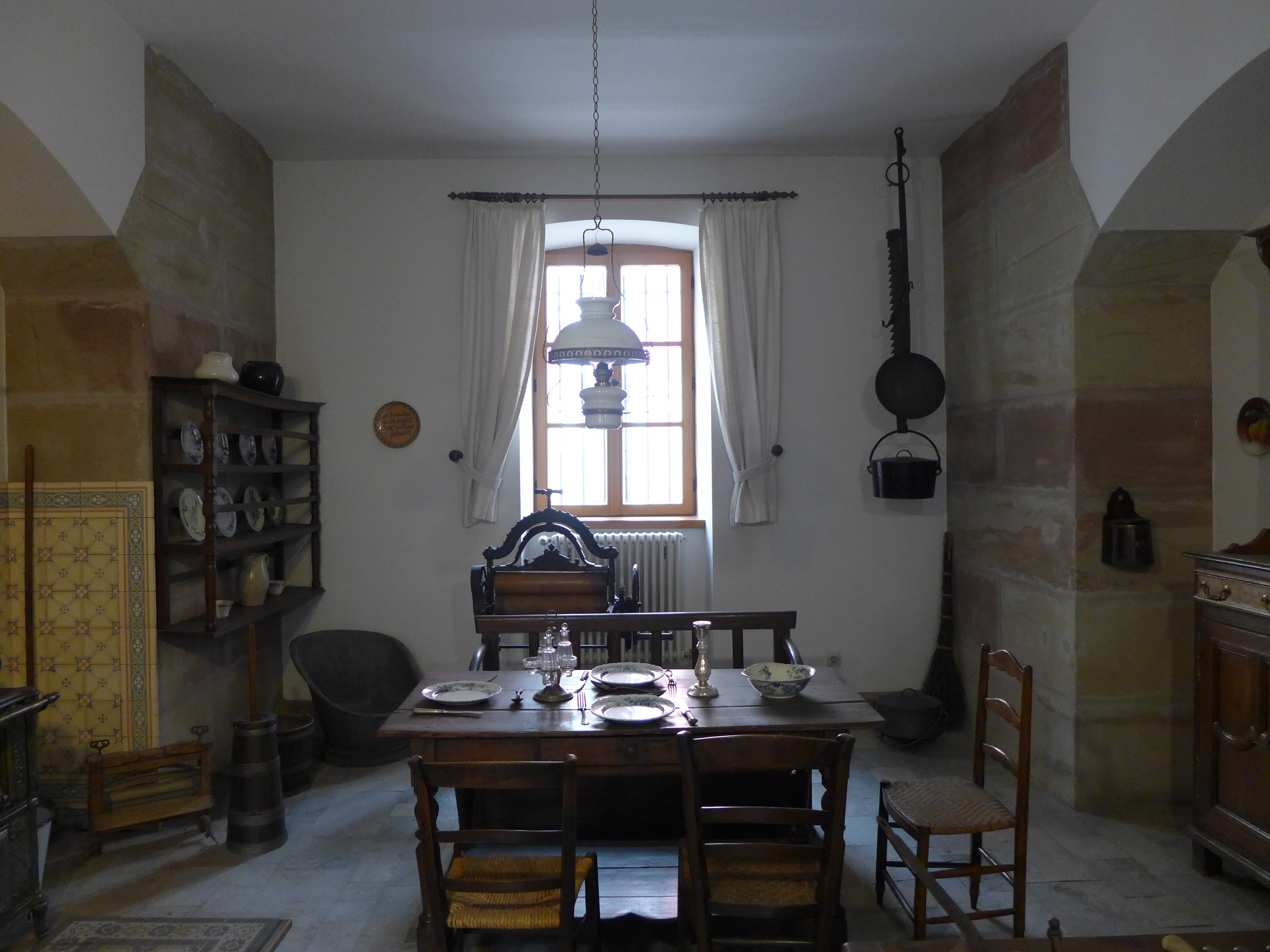
Rekonstruktion eines bürgerlichen Zimmers mit regionalen Möbeln der ersten Hälfte des 19. Jahrhunderts, Essbereich
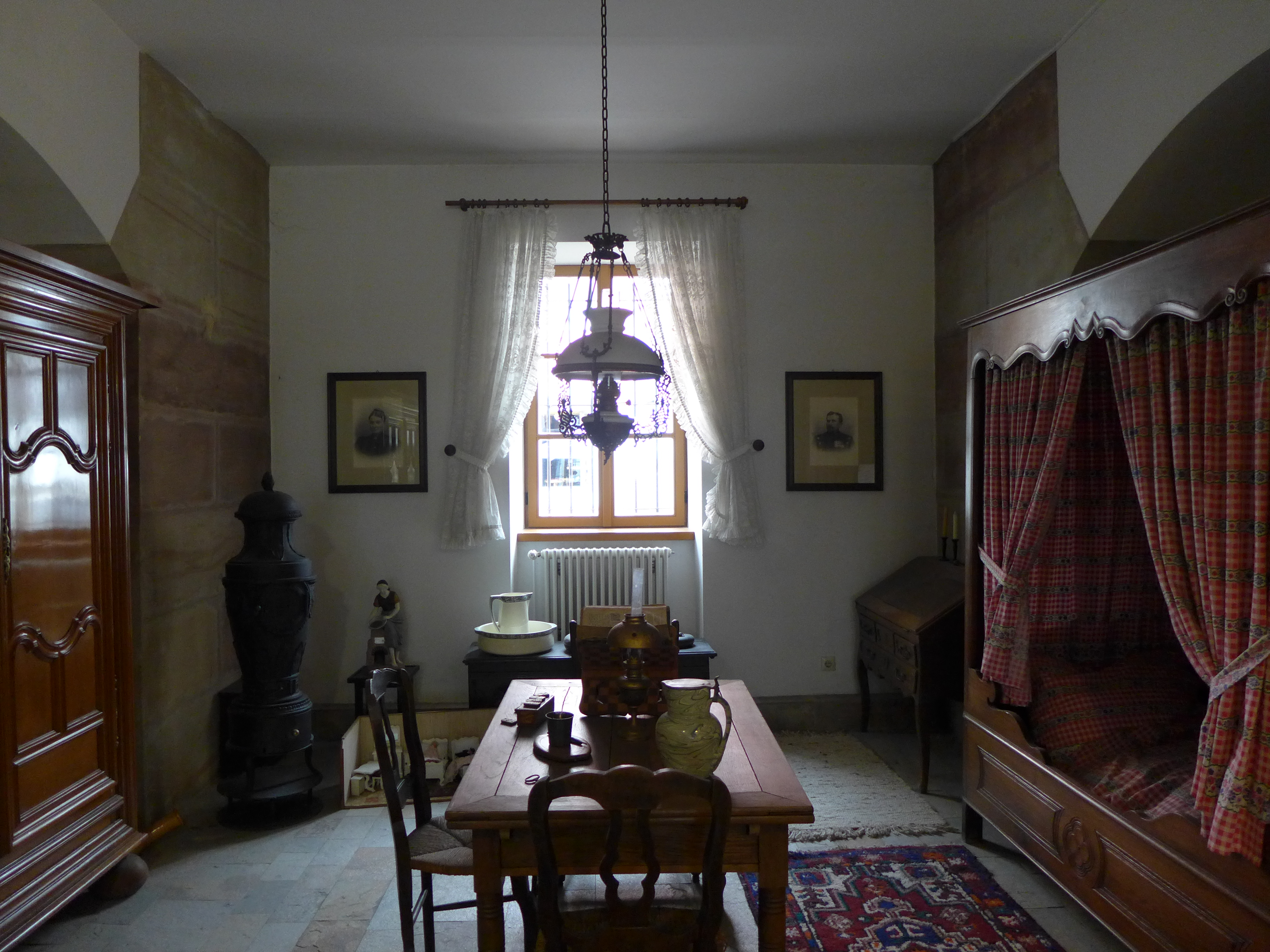
Rekonstruktion eines bürgerlichen Zimmers mit regionalen Möbeln der ersten Hälfte des 19. Jahrhunderts, Schlafbereich

Der Wohnbereich der Quereinhäuser ist zweistöckig. Im Gegensatz zum Lothringerhaus mit seiner Dreiraumtiefe ist das traditionelle Dieffler Quereinhaus nur zwei Räume tief, sodass jeder Raum über natürliches Sonnenlicht verfügt. Die Küche bildet den Mittelpunkt des Hauses. Der durch zwei Fenster belichtete Raum neben der Eingangstüre war der Repräsentationsraum, die „Stuff“ (Stube). Die „Stuff“ blieb das Jahr über unbeheizt und unbewohnt und wurde nur an hohen kirchlichen Feiertagen oder (bis zur Eröffnung der Dieffler Leichenhalle im Jahr 1967) zur Aufbahrung von verstorbenen Familienangehörigen benutzt. Hier empfing man besonderen Besuch, für die engere Familie war dieser Bereich jedoch nicht bestimmt. Aufgrund der vergleichsweise prächtigen Möblierung mit Gründerzeitmöbeln im Stil der Neorenaissance (Sofa, Sofatisch, Stühle, Kommode, Vertiko, Buffetschrank, Pendelwanduhr oder Bodenstanduhr) und der Ungenutzheit dieses Raumes bezeichnet man solche Vorzeige-Zimmer auch als „Kalte Pracht“. Die Zimmer des oberen Geschosses, die ursprünglich nicht heizbar sind, dienten zu Schlafzwecken und als Vorratskammern für Obst und Körnerfrüchte.

Rekonstruktion einer typischen Einrichtung der zweiten Hälfte des 19. Jahrhunderts
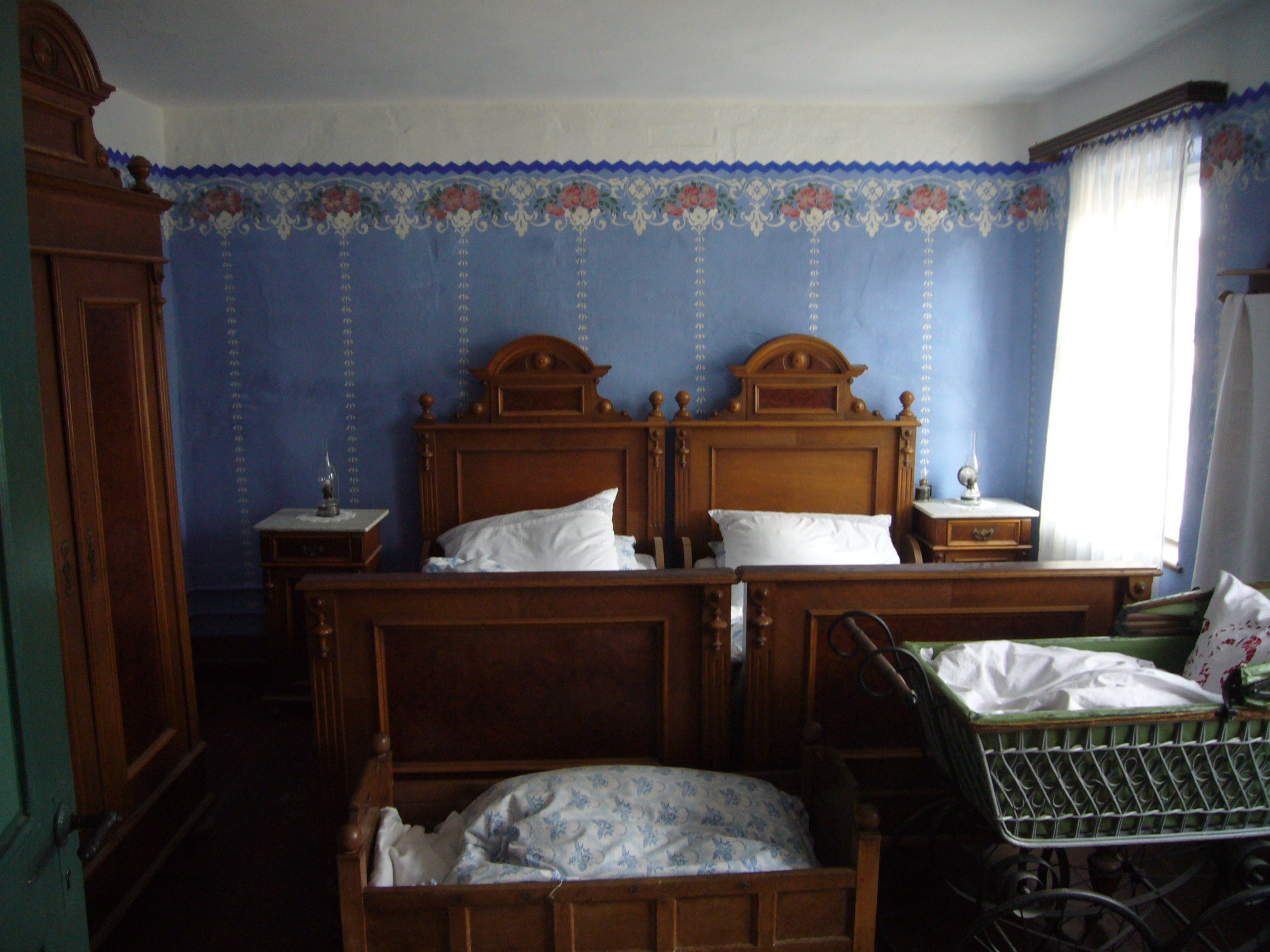
Rekonstruktion eines Elternschlafzimmers im typischen Neorenaissancestil; Aufgrund der Feuchtigkeit der Wände sind diese nicht tapeziert, sondern schabloniert
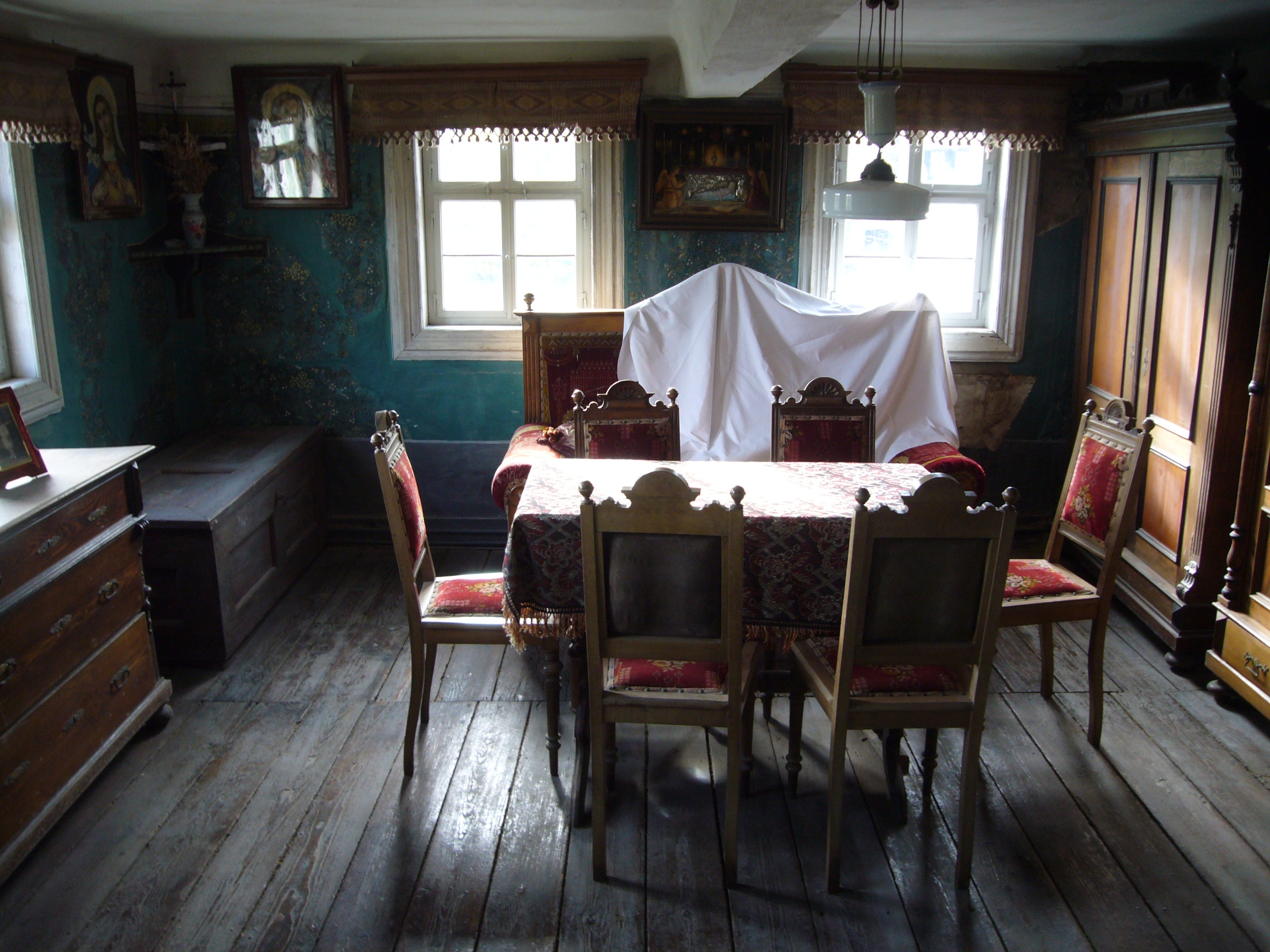
Rekonstruktion einer typischen „Guten Stube“ mit Neorenaissance-Mobiliar eines Quereinhaus um 1900
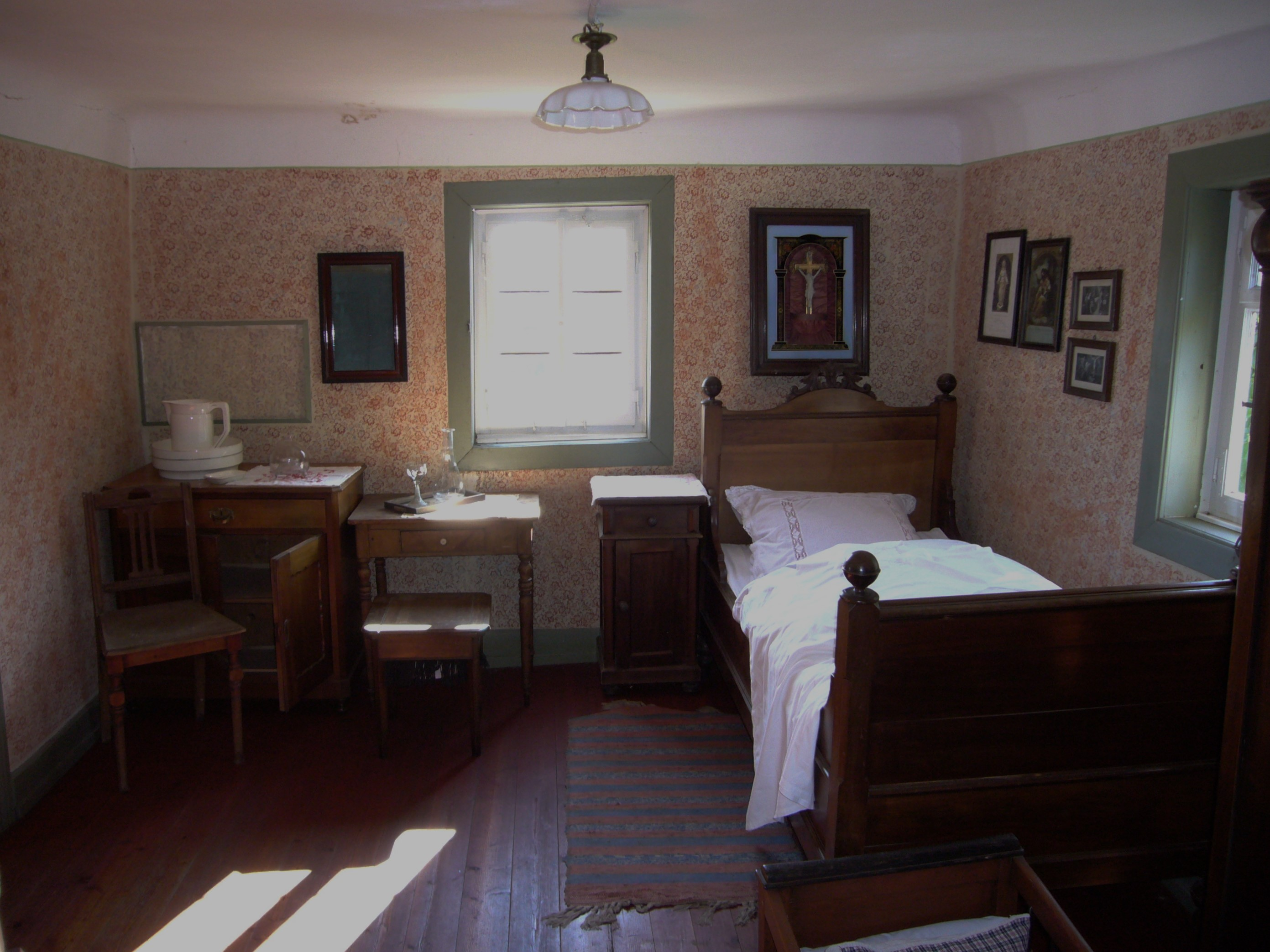
Rekonstruktion einer Schlafkammer in einem Quereinhaus um 1900

Ebenfalls im Gegensatz zum Lothringerhaus verfügt das traditionelle Dieffler Bauernhaus nicht über ein Halbgeschoss über dem Obergeschoss. Der Dachraum war nicht ausgebaut und wurde als Speicher für Heu genutzt. Das im Speicher eingelagerte Heu half, die Decke gegen Kälte zu isolieren. Konstruktiv ist das Dach ein Pfettendach ohne Dachüberstand.
Der Wirtschaftsbereich besteht aus Stall und Scheune. Der Stall befindet sich dabei zuweilen in der Mitte zwischen Wohnbereich und Scheune oder die Scheune nimmt den zwischen Wohnbereich und Stallbereich vermittelnden Teil ein. Die Abwärme des Viehs half, das Haus zu heizen. Die Position der Scheune kennzeichnet sich durch ein hohes, segmentbogig überbrücktes Tor, die Lage des Stalles durch Türe und kleinere Fensterluken. Ein langgezogener Korridorgang trennt Wohn- und Wirtschaftsbereich. Er reicht quer durch das Haus von der Haustür bis zu einer Hoftür an der Rückseite. Eine stärkere Brandmauer, die sich durch das ganze Gebäude zog, sollte ein Übergreifen eines Feuers im Wohnbereich auf den Wirtschaftsbereich verhindern. In der Fassade wird die innere Gliederung häufig durch eine Lisene sichtbar gemacht.
Die Fenster des Wohnteils sind traditionell oft zweiachsig angeordnet. Bei reicheren Bauern zu beiden Seiten der Eingangstür, bei weniger begüterten nur auf einer Seite. Die Haustür ist durch aufwändigere Gestaltung aus der Fassade hervorgehoben. Sie trägt oft am Türsturzes die Jahreszahl der Fertigstellung und die Monogramme des Erbauerehepaares, was die Bedeutung der Ehefrauen in der Landwirtschaft als gleichrangige Erbinnen und wirtschaftlich Teilhaberin kennzeichnet. Die Bauernhäuser waren meist auf allen Seiten glatt verputzt, wobei hinsichtlich der Gestaltung die größte Sorgfalt auf die Schauseite zur Straße hin gelegt wurde. Die Bauernhäuser verfügten über einen Küchengarten, der oft hinter dem Haus lag, sowie Kräuter sowie einen Hausbaum vor der Tür, meist ein Nuss- oder Birnbaum. Darüber hinaus befand sich vor dem Stalltrakt die „Mischdenkaul“ (Dunggrube), deren Größe und Gefülltheit den Viehreichtum der Besitzer dokumentierte.
Das Mauerwerk des Quereinhauses besteht aus unregelmäßigen Bruchsteinen und ist verputzt. Die Steine (Quarzitbrocken) wurden traditionell in Steinbrüchen des Litermontes gewonnen. Darüber hinaus verwendete man Sandstein und gebrannte Ziegel. Die Laibungen der Fenster und Türen bestehen aus lokalem Sandstein. Die Fenster wurden ursprünglich mit Holzklappläden geschlossen. Die Dächer waren bis zum großen Dieffler Dorfbrand des Jahres 1876 und dem Großbrand auf der Scheif von 1882 mit Stroh gedeckt. Erst danach bevorzugte man aus brandschutztechnischen Gründen die Ziegeleindeckung. Ebenso wurde jetzt die Fachwerkbauweise durch Mauerverbände ersetzt.
Seit ca. 1870 wurden die Keller mit Preußischen Kappengewölben überdeckt, einer Deckenkonstruktion, die aus sich wiederholenden flachen Segmenttonnengewölben besteht. Dabei bilden zwei parallele Doppel-T-Träger aus Stahl die Widerlager. Gelegentlich wurden auch ausgemusterte Eisenbahnschienen verwendet. Die Stichhöhe beträgt üblicherweise weniger als 15 % der Breite. Die Gewölbe bestehen aus Ziegelsteinen.
Abgeleitet vom Typus des Südwestdeutschen Quereinhauses entstanden in der Prosperitätsphase nach der Reichsgründung sogenannte Arbeiterbauernhäuser, die auf die Bedürfnisse der Berg- und Hüttenarbeiter zugeschnitten waren und denen der Stall- und Scheunentrakt fehlt. Stattdessen verfügten sie über ein kleines Wirtschaftsgebäude hinter oder neben dem Haupthaus, dem sogenannten „Schopp“.
Durch die Zerstörungen des Zweiten Weltkrieges und die Aufgabe der landwirtschaftlichen Betriebe wurden die Quereinhäuser meist stark verändert und sind in ihrer ursprünglichen Form heute im Ortsbild nur noch selten in ursprünglicher Form sichtbar.
Seit der ersten Hälfte des 20. Jahrhunderts wurden viele Häuser bei Erbteilungen oder durch Verkauf in zwei Wohnteile umgestaltet und dabei zunächst die Stall- und Scheunenteile zu Wohnzwecken umgebaut. Dee zunehmende Mechanisierung der Landwirtschaft mit ihrer wachsenden Zahl und Größe agrartechnischer Maschinen begegnete man mit einer maschinengerechten Anpassung der Scheunenöffnungen bei noch landwirtschaftlich genutzten Bauernhäusern. Die Torbögen wurden herausgebrochen und durch Stahlträger ersetzt, sodass der Scheuneneingang jetzt ein hochrechteckiges Format aufwies.

Rekonstruktion einer Einrichtung der zweiten Hälfte des 20. Jahrhunderts
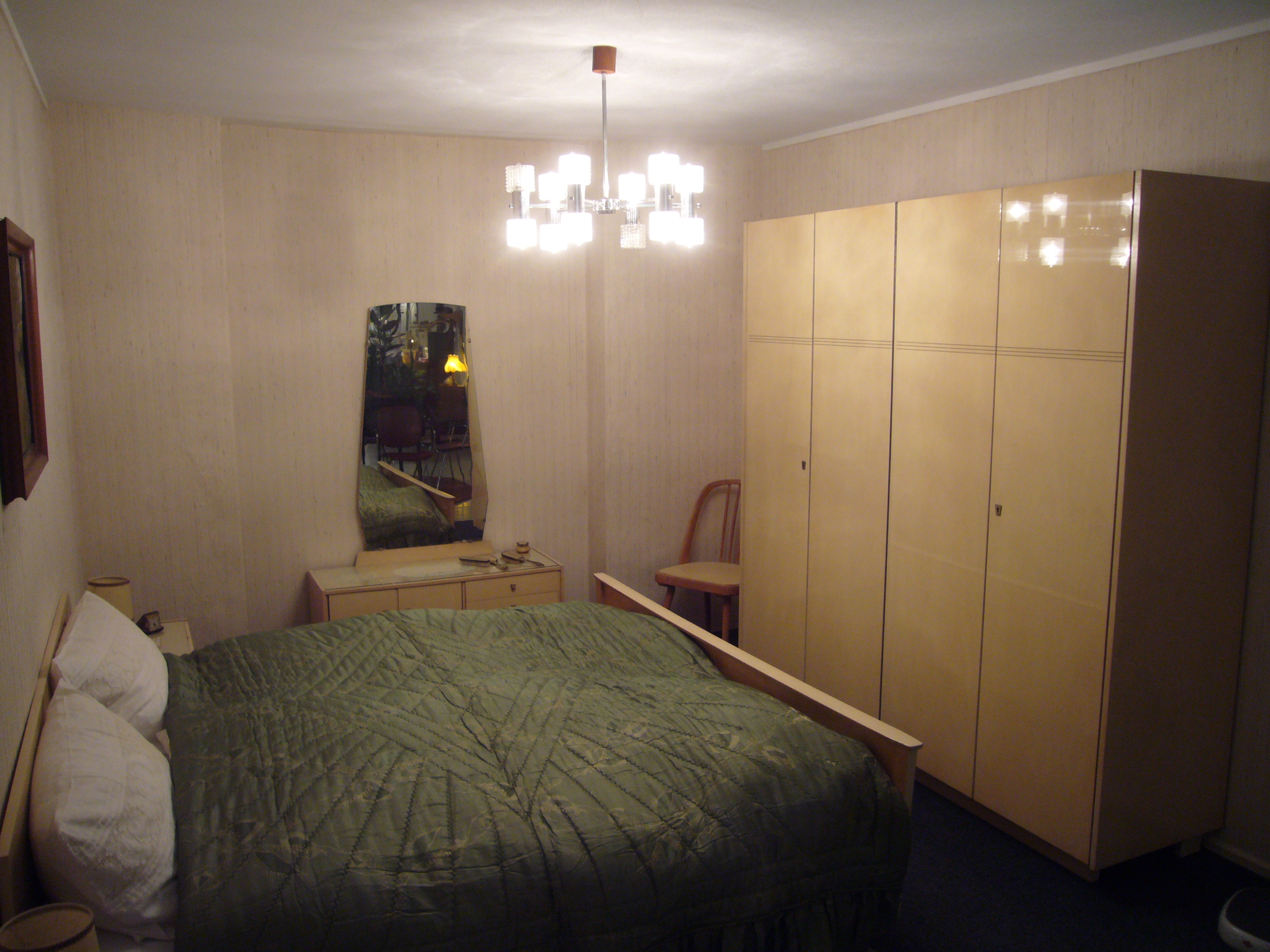
Rekonstruktion eines typischen Schlafzimmers der zweiten Hälfte des 20. Jahrhunderts
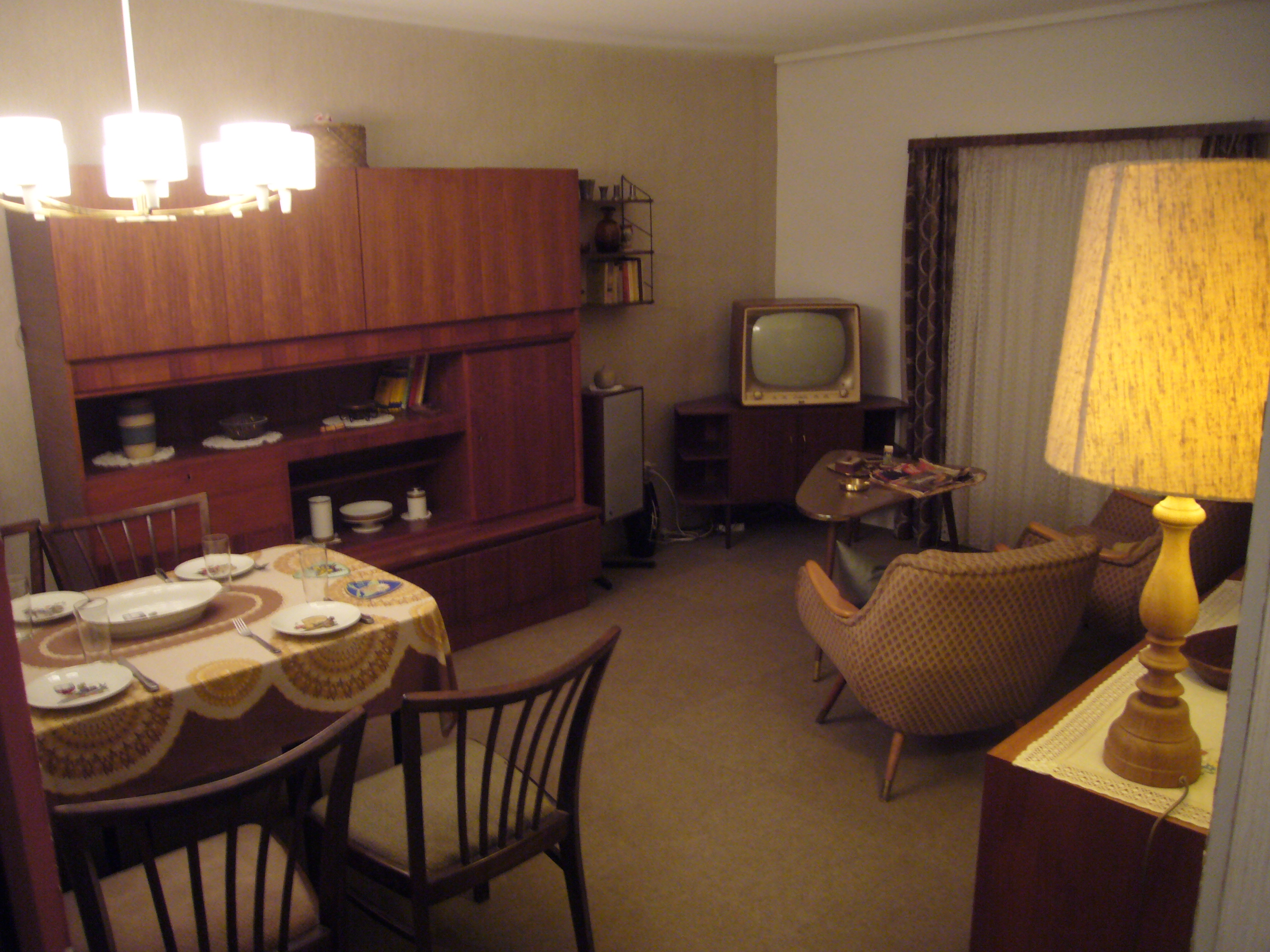
Rekonstruktion eines typischen Wohn-Ess-Zimmers der zweiten Hälfte des 20. Jahrhunderts
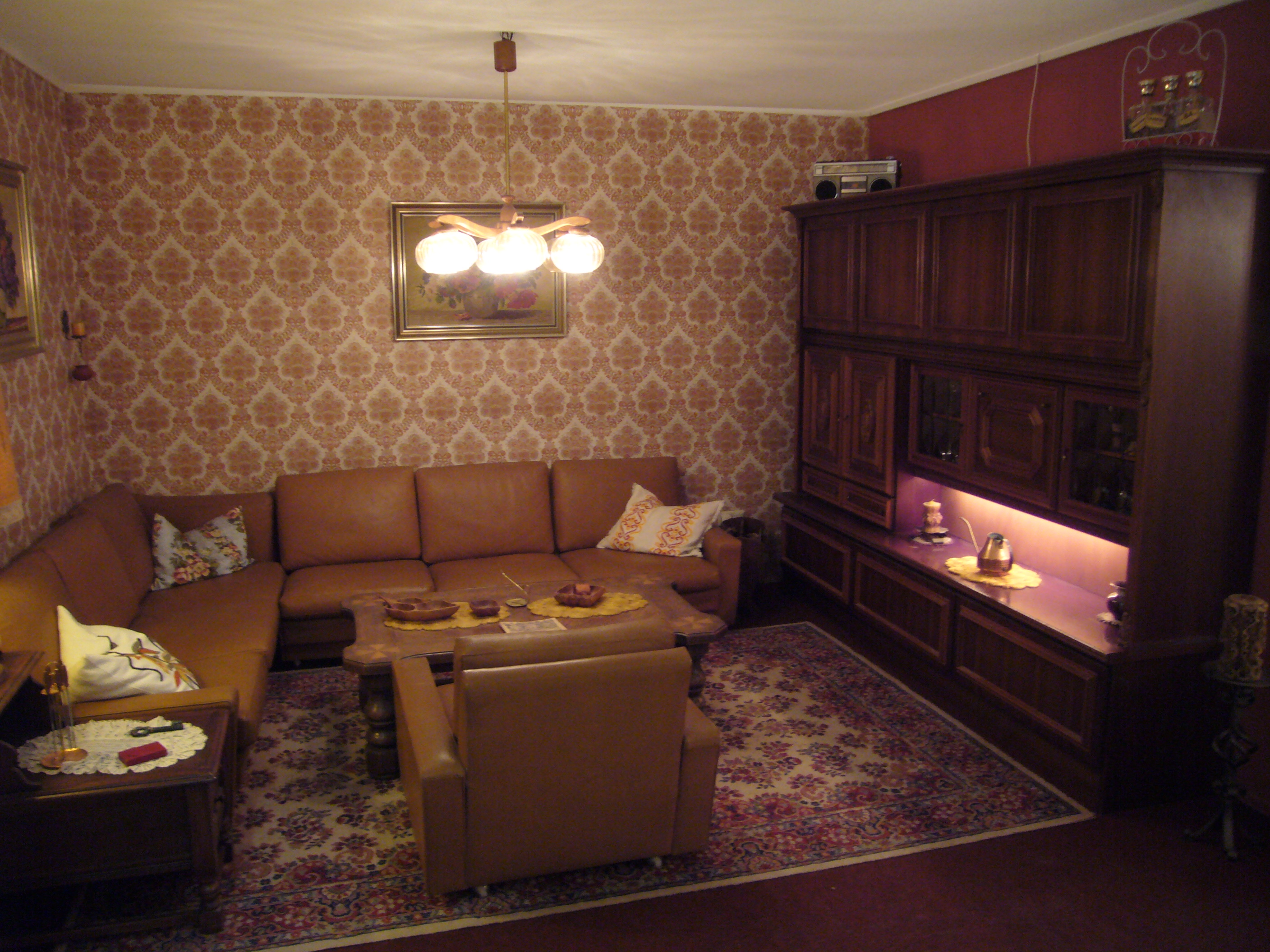
Rekonstruktion eines typischen Wohnzimmers der zweiten Hälfte des 20. Jahrhunderts

Bedingt durch die „Modernisierungswelle“ der 1960er und 1970er Jahre intensivierte sich der Schwundprozeß der historischen Bausubstanz nochmals massiv. Jetzt ersetzte man weitgehend die historischen Sprossenfenster durch einscheibig verglaste Aluminium- oder Kunststofffenster und ergänzte ebensolche Türen. Oft wurden dabei zwei hochrechteckige Fenster durch ein einziges querrechteckiges, niedrigeres Fenster in der Art eines Panoramafensters ersetzt. Die Sandsteingewände schlug man dabei ab und überputzte sie, sodass die Fenster nun wie in die Fassade gestanzt erscheinen. Die traditionellen Putzbauten der Bauernhäuser verkleidete man teilweise mit Kunststoffschindeln auf Konterlattung, was als Negativfolge eine Erhöhung der Raumfeuchte bedingte. Um Parkraum für Bewohner-Pkw’s zu gewinnen, wurden die traditionellen Hausbäume gefällt und die Kiesepflasterung gegen Waschbetonplatten oder Betonverbundsteine ausgetauscht. Gärten gestaltete man zunehmen mit extraregionalen Gewächsen. Die Dächer weisen seit dieser Renovierungswelle weitgehend eine Deckung mit dunkel glasierten Doppelfalz-Ziegeln auf. Hinsichtlich der Möblierung wurden nicht mehr regionale Möbelstile herangezogen, sondern industriell gefertigte Einrichtungen eingesetzt.
Trotz dieser baulichen Veränderungen ist der größte Teil der historischen Kernbebauungsflächen Diefflens in der Grundsubstanz auch heute dem ausgehenden 19. und beginnenden 20. Jahrhundert zuzuordnen.

## Trachtenbekleidung des 19. Jahrhunderts

Trachtenbekleidung der Saar-Mosel-Region des 19. Jahrhunderts
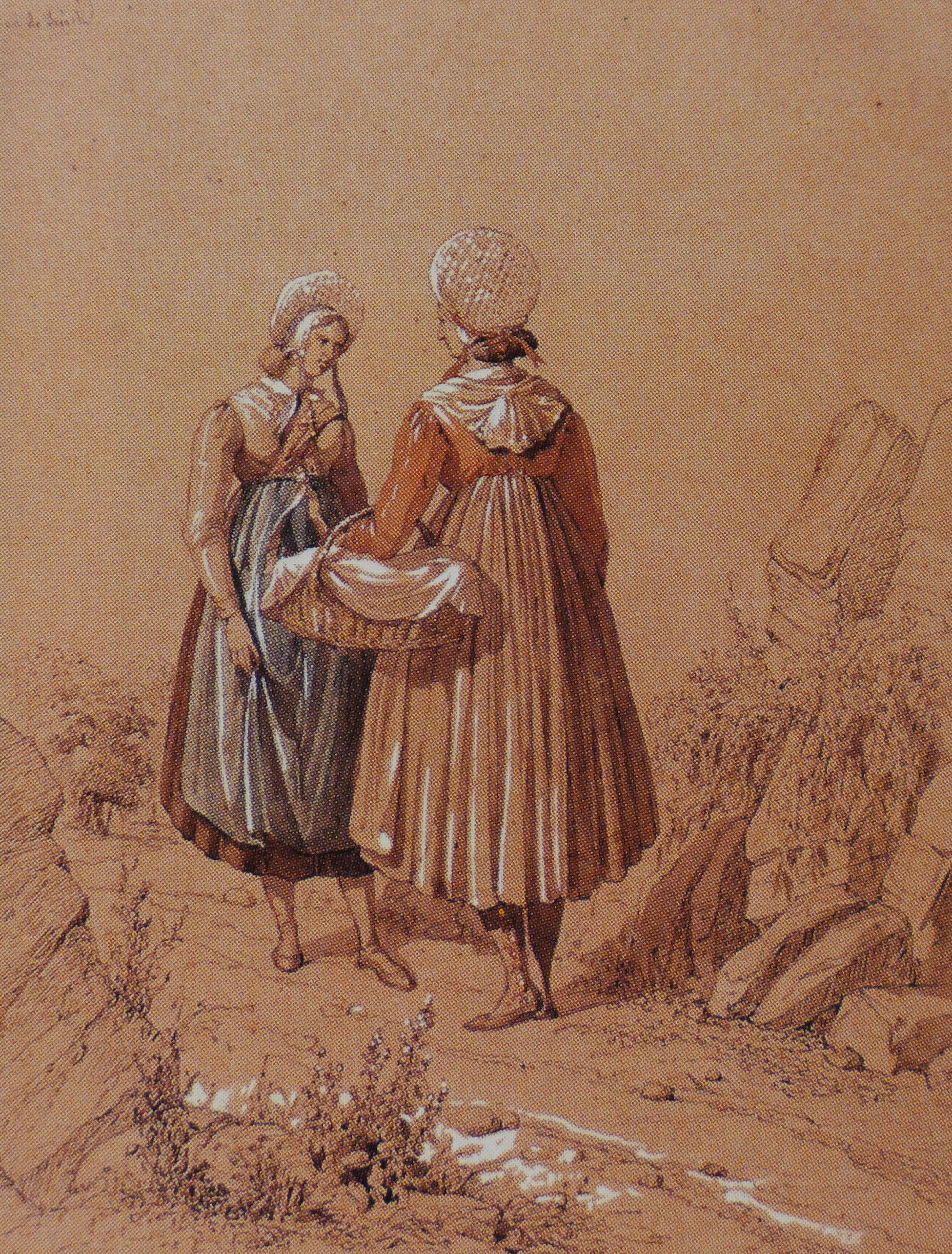
Zwei Frauen mit Stepphauben, Trachtenskizze von August Migette, 1866
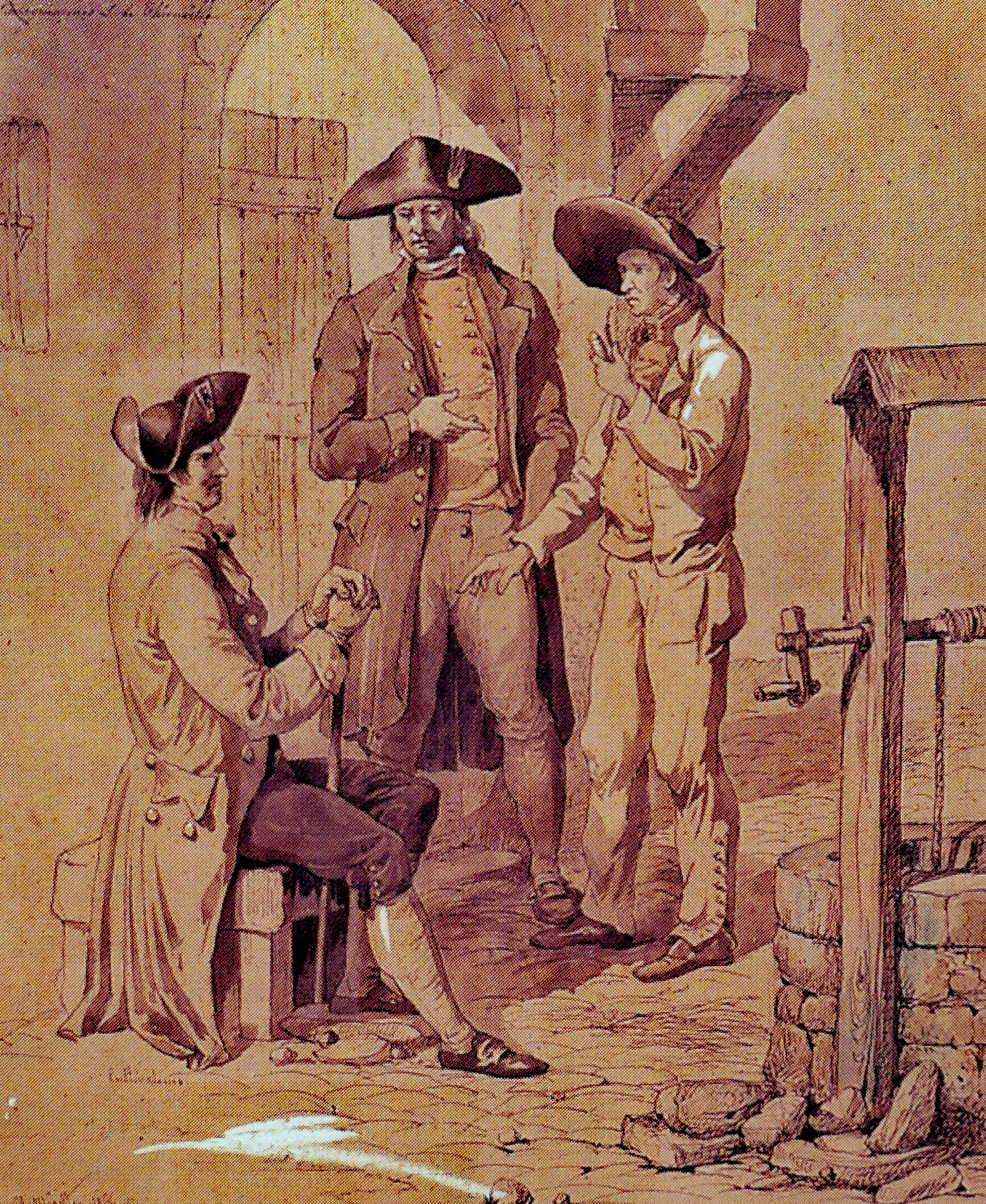
Zwei Männer mit Gehrock, Kniebundhosen und Dreispitz; ein Mann mit langen Hosen mit Wadenknöpfung und breitkrempigem Hut, Trachtenskizze von August Migette, 1866
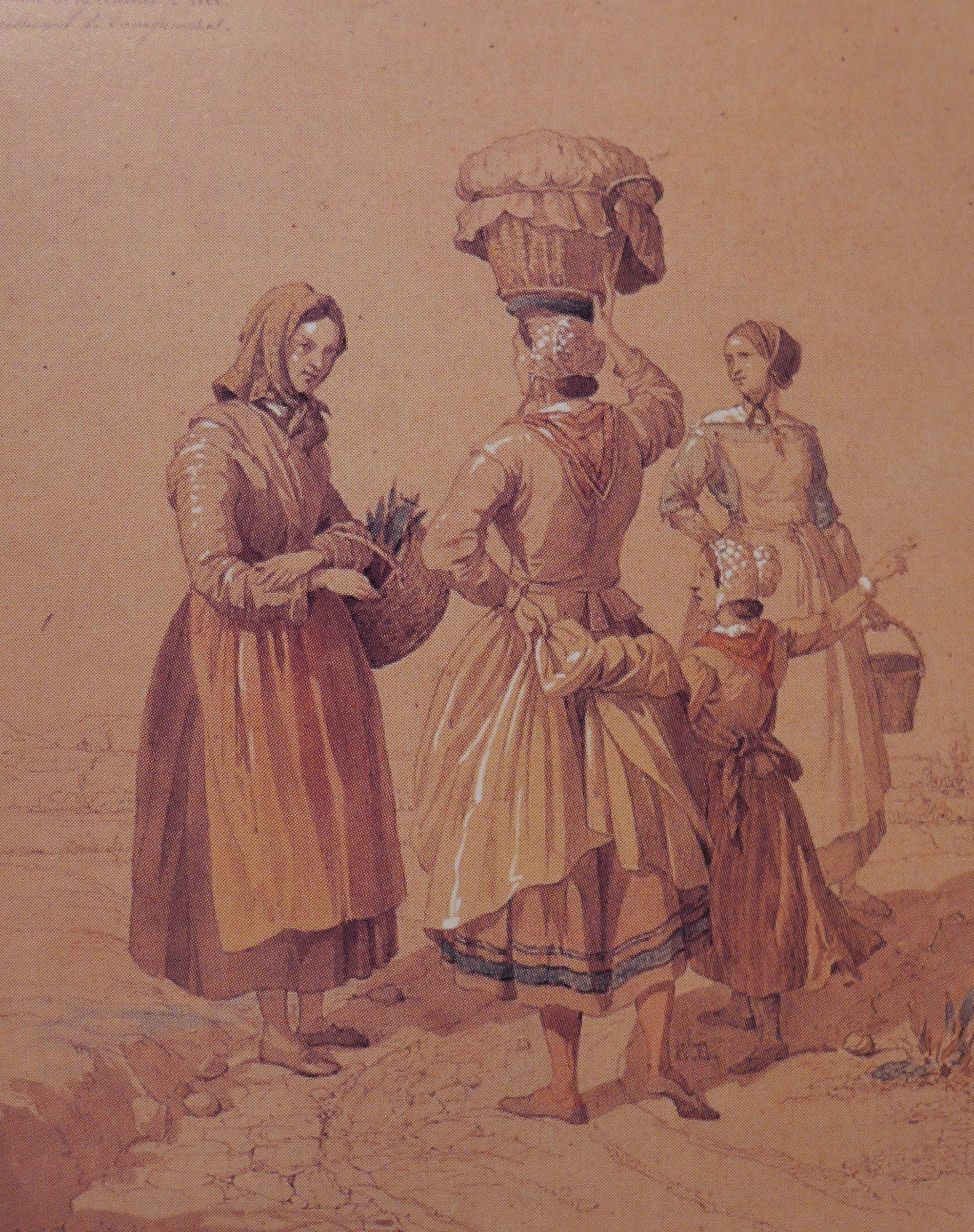
Frauen beim Transport von Lebensmitteln, Trachtenskizze von August Migette, 1866
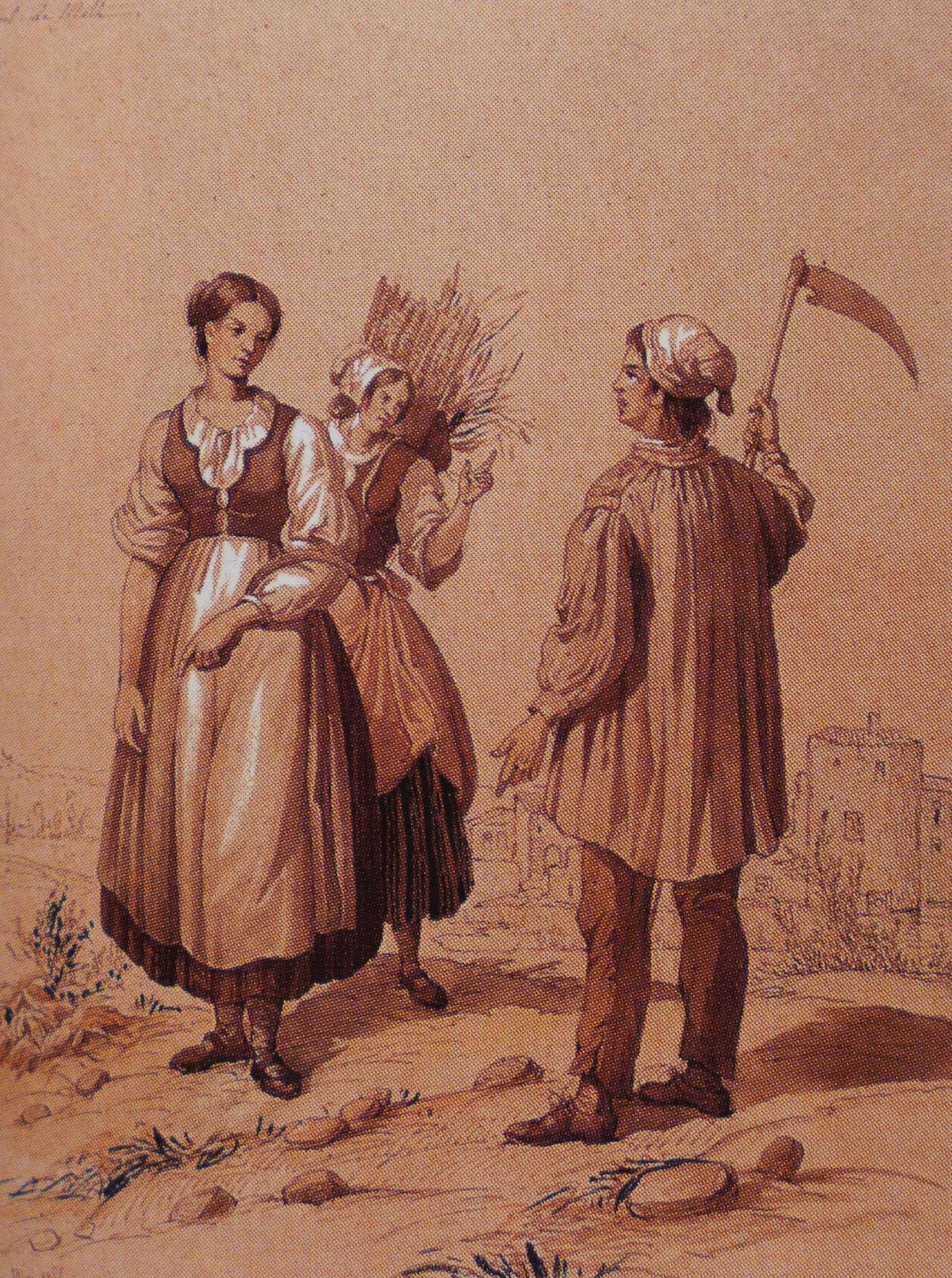
Zwei Frauen und ein Mann bei der Ernte, Trachtenskizze von August Migette, 1866
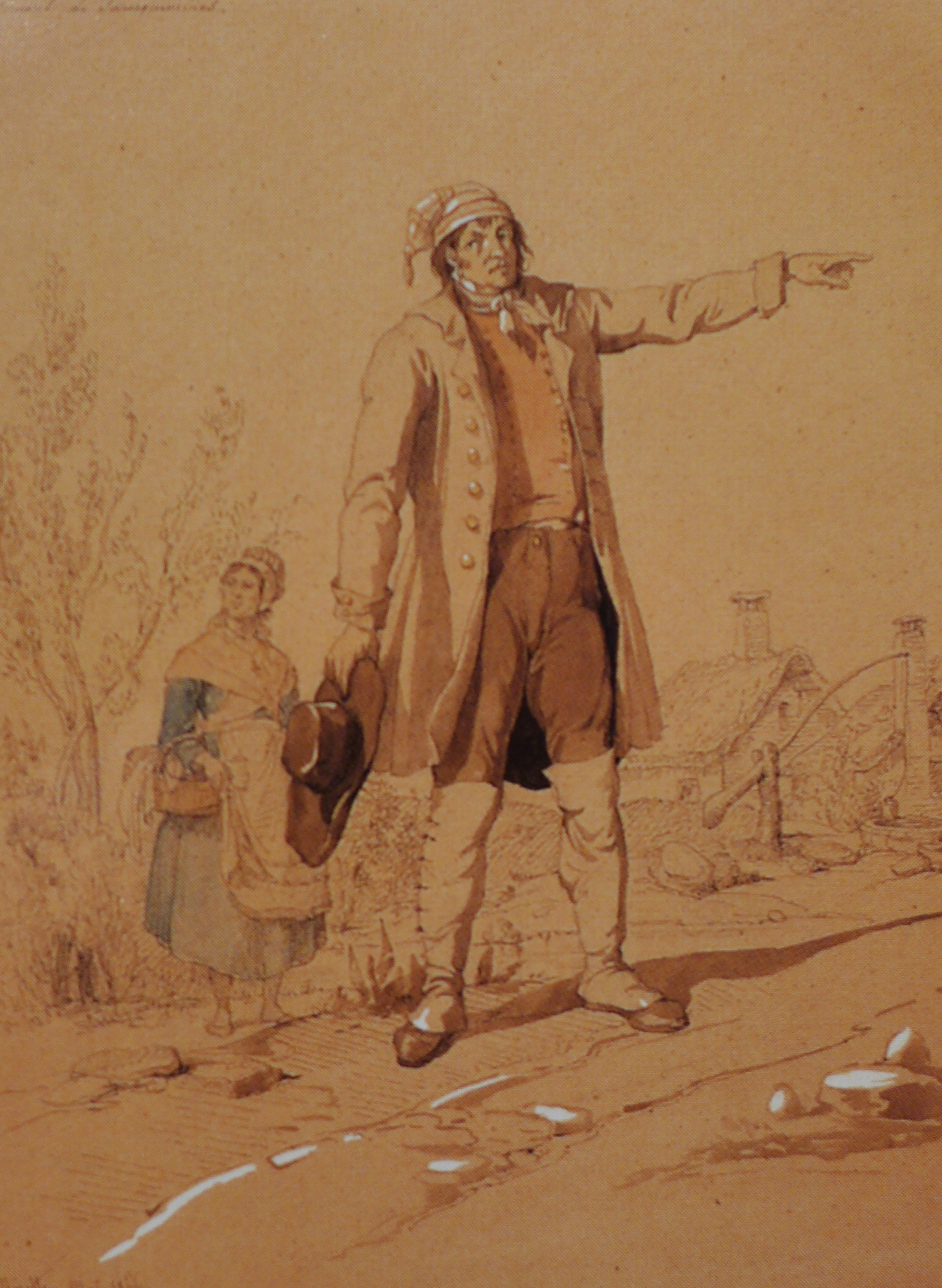
Mann mit Gehrock, Mütze und Hut; dahinter eine Frau mit Korb, Trachtenskizze von August Migette, 1866
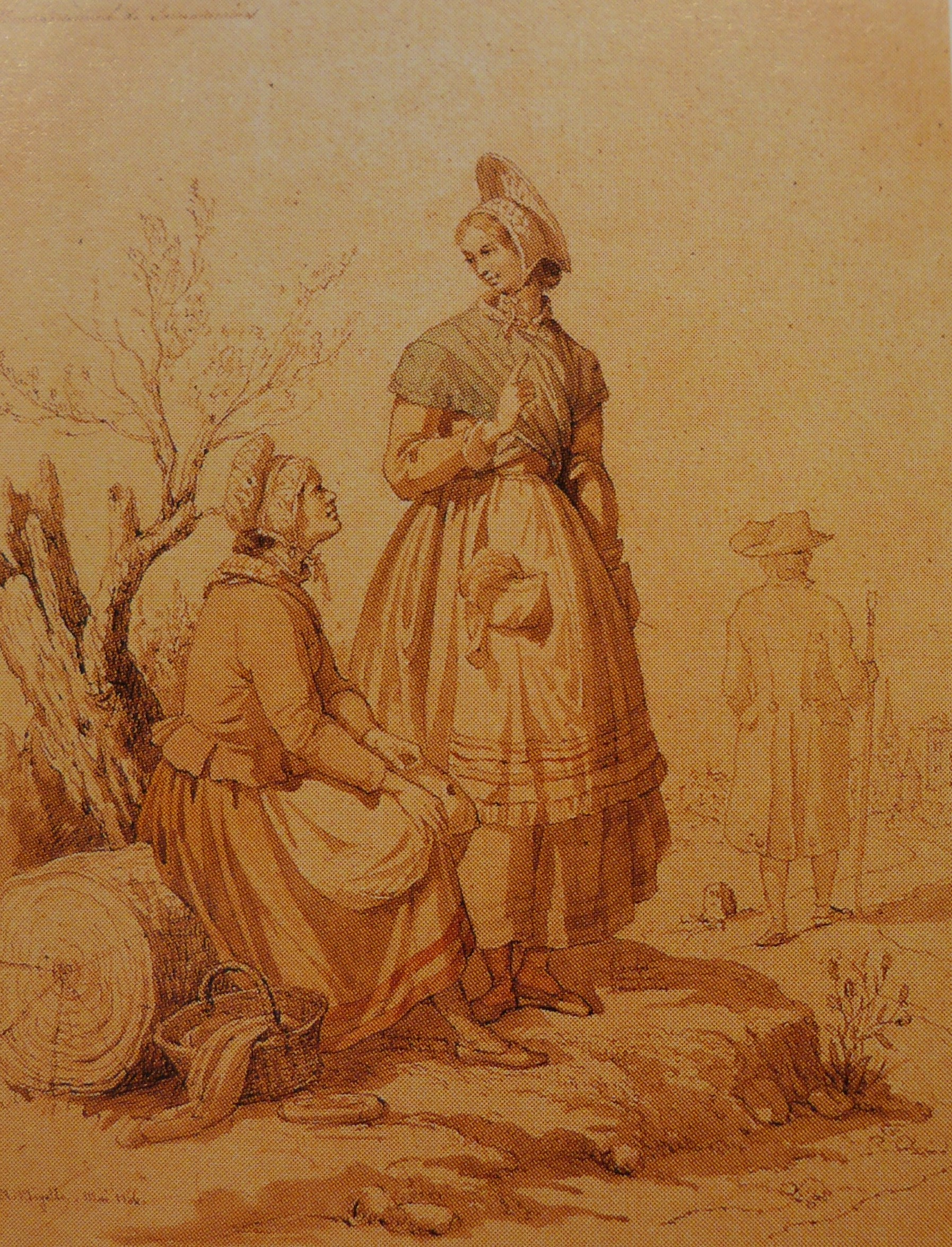
Zwei Frauen auf der Rast; daneben ein Mann im Gehrock, Trachtenskizze von August Migette, 1866
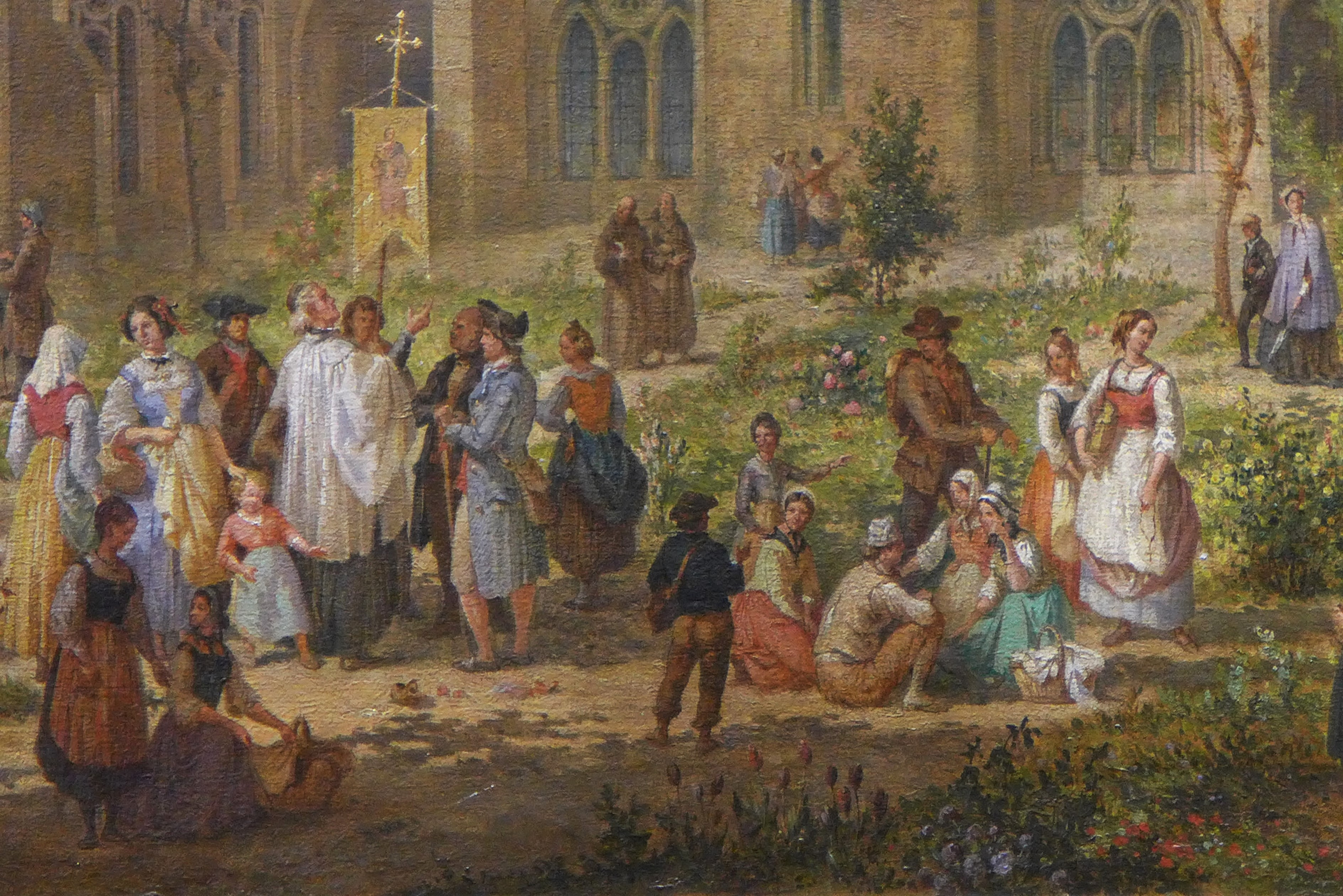
August Migette, Pilger der Saar-Mosel-Region im Kreuzganggarten des Trierer Domes um 1870

Mit dem Ausgang des 19. Jahrhunderts und dem Aufschwung der Industrie starb in der Region die ländliche Trachtenbekleidung aus. Der aus Trier stammende Künstler August Migette (1802 in Trier – 1884 in Metz) überlieferte in seinen Aquarellstudien vom Mai 1866, die heute im Metzer Stadtmuseum (Musées de Metz) aufbewahrt werden, die traditionelle Kleidung in der Saar-Mosel-Region.
Die Männer trugen Leinenhemden mit hochstehendem Kragen, der über einer mehrfach um den Hals geschlungenen Halsbinde aus schwarzer Seide herausschaute. Die vor der Französischen Revolution üblichen Culotte-Hosen der Männer wurden im Laufe des 19. Jahrhunderts allmählich durch die langen Pantalon-Hosen ersetzt. Teilweise hatten diese Hosen an den Waden seitliche Knopfreihen. Zu den kurzen Hosen trug man niedrige Schnallenschuhe. An gewöhnlichen Sonntagen trug man beim Kirchgang eine dunkelblaue oder graue Bluse, die an hohen kirchlichen Feiertagen, Hochzeiten sowie Beerdigungen um einen langen dunkelfarbigen Gehrock ergänzt wurde. Als Kopfbedeckung trug der Mann zur Bluse eine weißgrundige Zipfelmütze, die mit blauen und roten Garnen durchwirkt war. Die passende Kopfbedeckung zum Gehrock war ein großer, breitkrempiger Hut. Die Gesichter waren bartlos und glattrasiert.
Den Hals der Frauentracht umrahmte ein fein gefältelter Kragen. Der Oberkörper wurde durch ein ärmelloses, fest anliegendes Leibchen mit Hüftwulst geformt. Über dem Leibchen trug man an Werktagen ein dreieckig zusammengelegtes quadratisches Halstuch, das über der Brust zusammengeheftet wurde. Die beiden Zipfel des Tuches wurden unter den Schürzenbund gesteckt und vom Schürzenband gehalten. Die Feiertagsschürzen waren aus Seide gefertigt. Als Halsschmuck trug man oft ein silbernes oder goldenes Kreuz. Der Halsschmuck wurde zuweilen mit goldenen Ohrringen ergänzt. Die Haare waren in der Mitte gescheitelt, straff gekämmt und am Hinterkopf gesteckt. Darüber trug die Frau eine wattierte und gesteppte Haube. Üblicherweise war die Haube weiß. Witwen trugen eine schwarze Haube.
An Feiertagen wurde über dem Leibchen zusätzlich ein kurzes Jäckchen getragen. Auf dem Hüftwulst des Leibchens ruhte der Rockbund, um eine falten- und stoffreiche Glockenform zu erzeugen. Die Festtagsröcke waren meist aus feiner Seide in dezenten Farben hergestellt. Die Röcke ließen die Füße frei sichtbar. Die kunstvoll gestrickten Strümpfe in weißer, grauer oder blauer Grundfarbe waren im sichtbaren Bereich zwischen Schuh und Rocksaum bunt bestickt. Die Ferse der absatzlosen Frauenschuhe war niedrig. Über dem Fußspann wurde der Schuh mit einem kleinen Riemchen gehalten.
Im Jahr 1901 organisierte der Volkskundler Franz von Pelser-Berensberg auf Anregung des damaligen Trierer Regierungspräsidenten und vormaligen Saarbrücker Landrates Eduard zur Nedden in Zusammenarbeit mit der im Jahr 1801 gegründeten Gesellschaft für nützliche Forschungen zu Trier (ursprünglich „Société des récherches utiles du département de la Sarre“) eine volkskundliche Ausstellung zu Trachten, Hausrat, Wohn- und Lebensweise der Saar-Mosel-Region im 19. Jahrhundert. Aus der Bevölkerung der Region wurden Trachten und Hausratsstücke aus der Zeit von etwa 1750 bis 1850 zusammengetragen. Erstmals konnten hierbei Trachtenbekleidungen der Region an lebenden Modellen fotografisch dokumentiert werden.

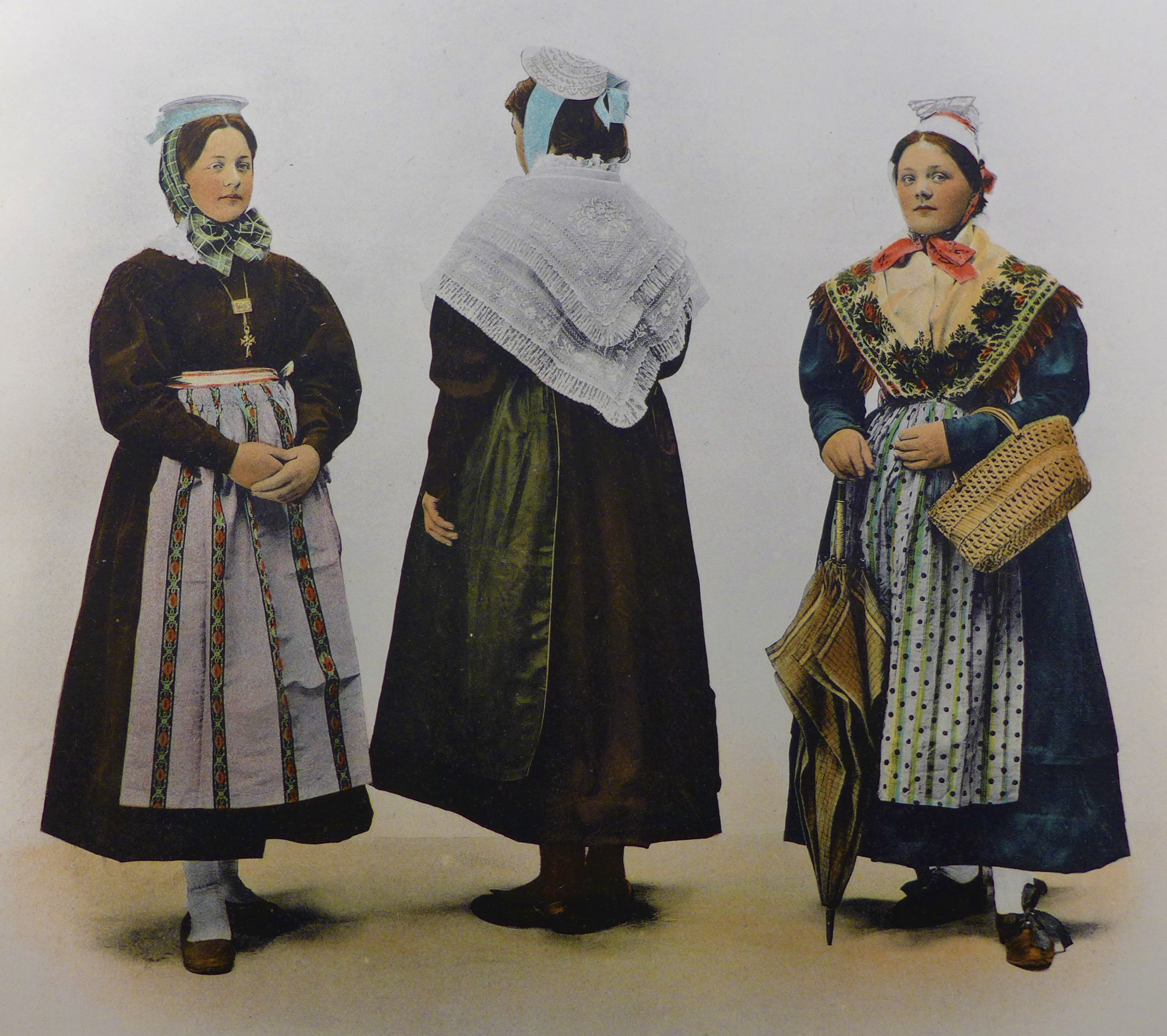
Frauentrachten-Rekonstruktionen der Saar-Mosel-Region der Gesellschaft für nützliche Forschungen zu Trier aus dem Jahr 1901
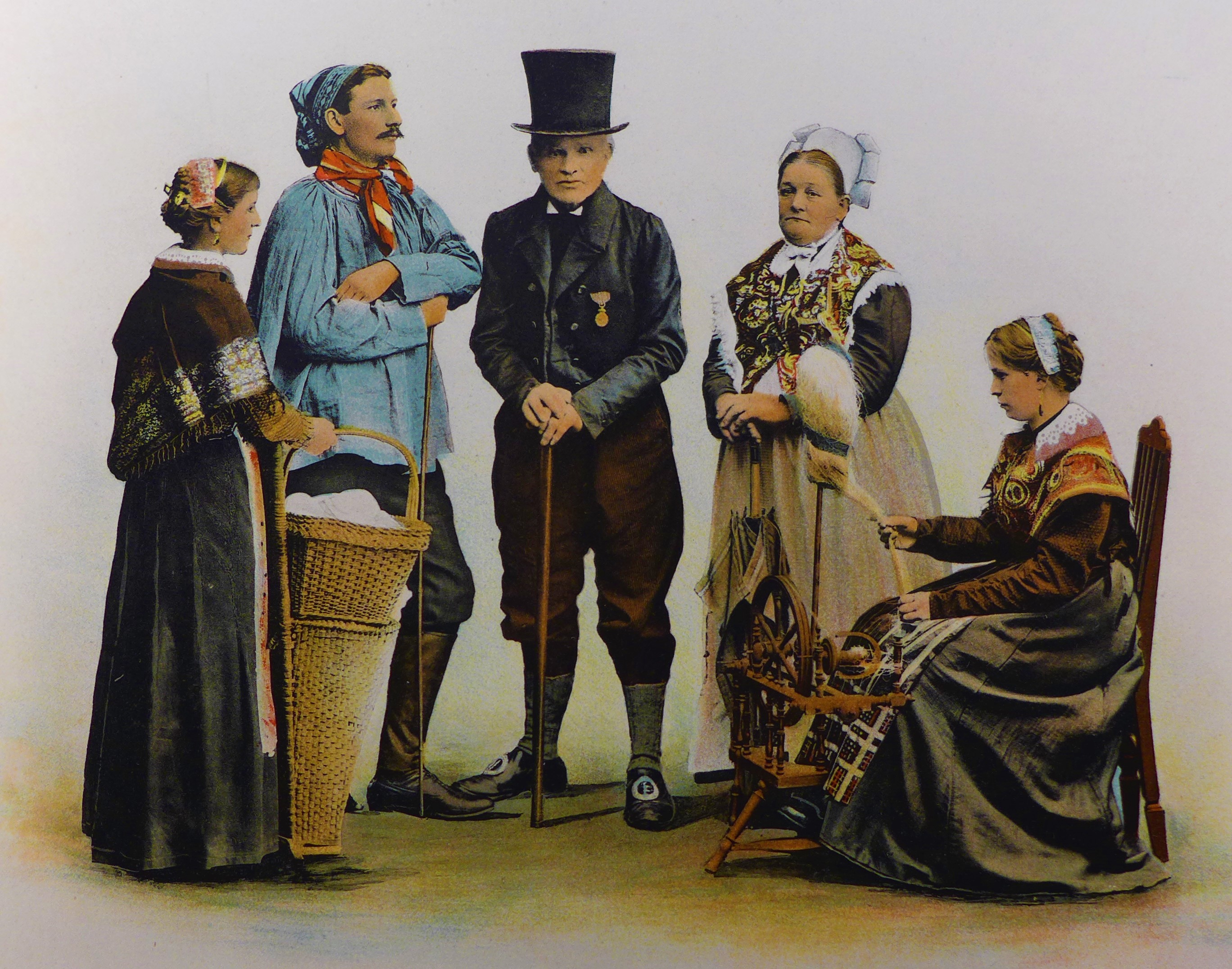
Frauen- und Männertrachten-Rekonstruktionen der Saar-Mosel-Region der Gesellschaft für nützliche Forschungen zu Trier aus dem Jahr 1901
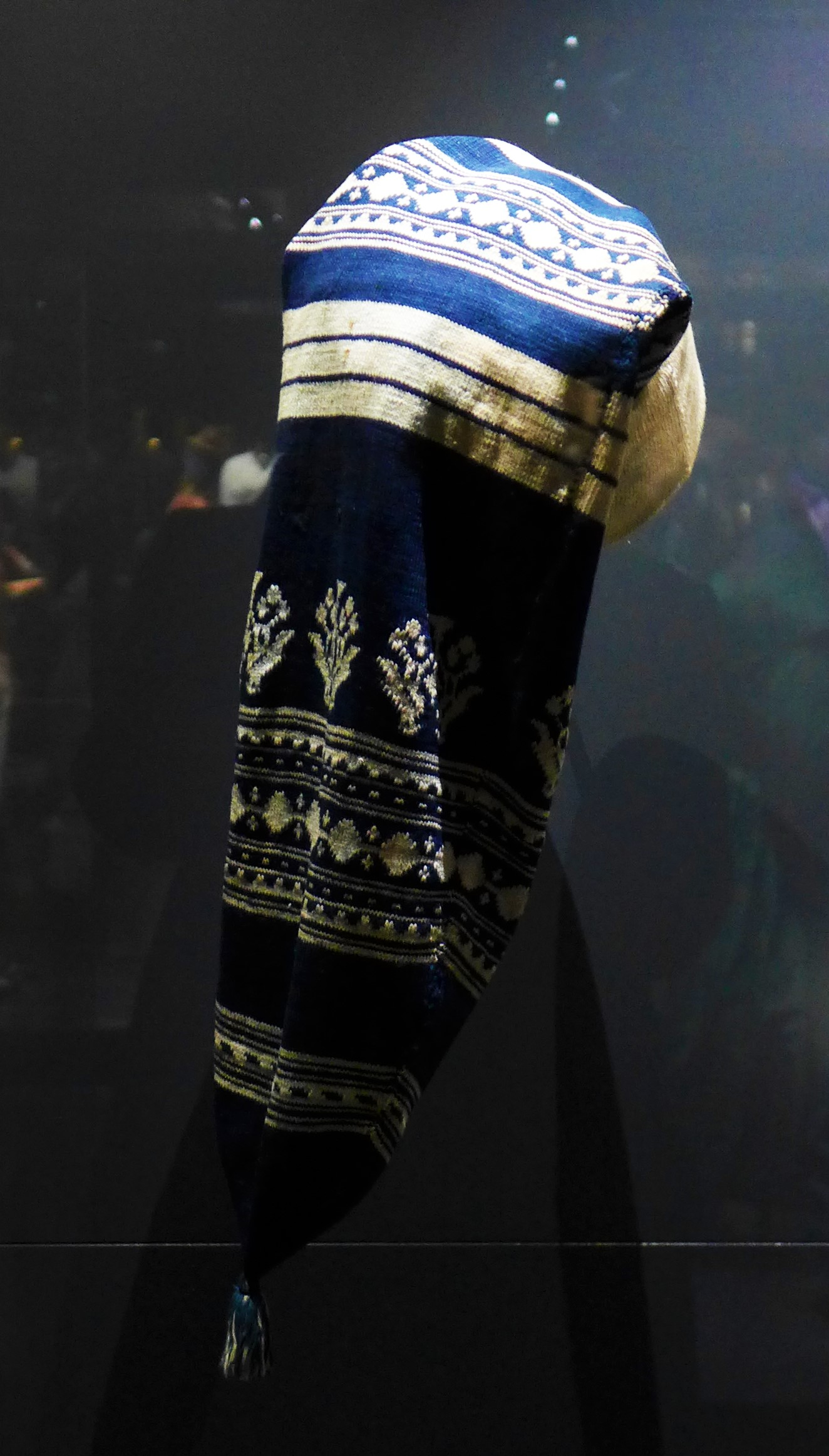
Zipfelmütze der Männerbekleidung der Saar-Mosel-Region, gestrickte Baumwolle, erstes Drittel des 19. Jahrhunderts
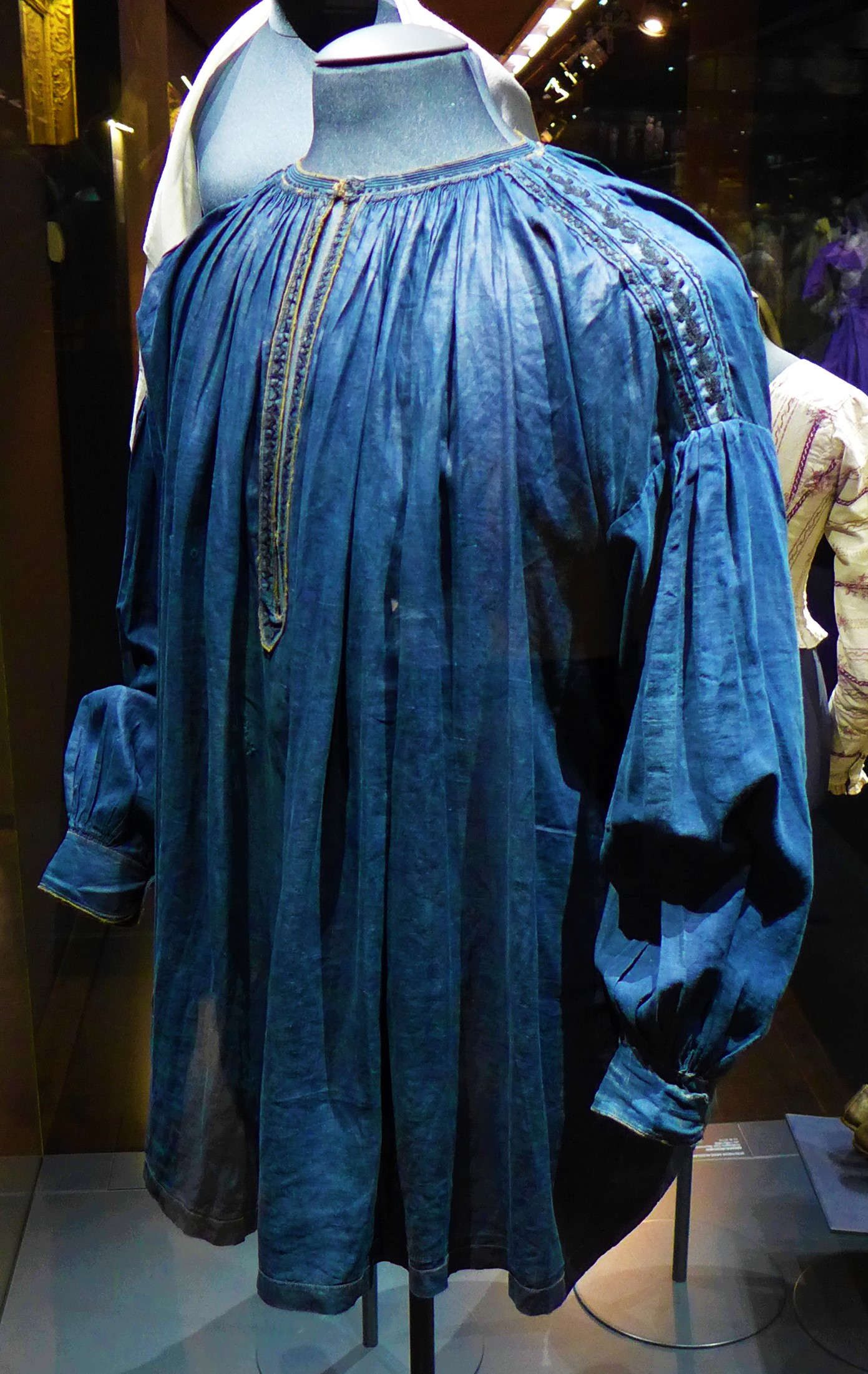
Blaukittel (Männeroberbekleidung) der Saar-Mosel-Region, seidenbesticktes, blaugefärbtes Leinen, um 1870/1880
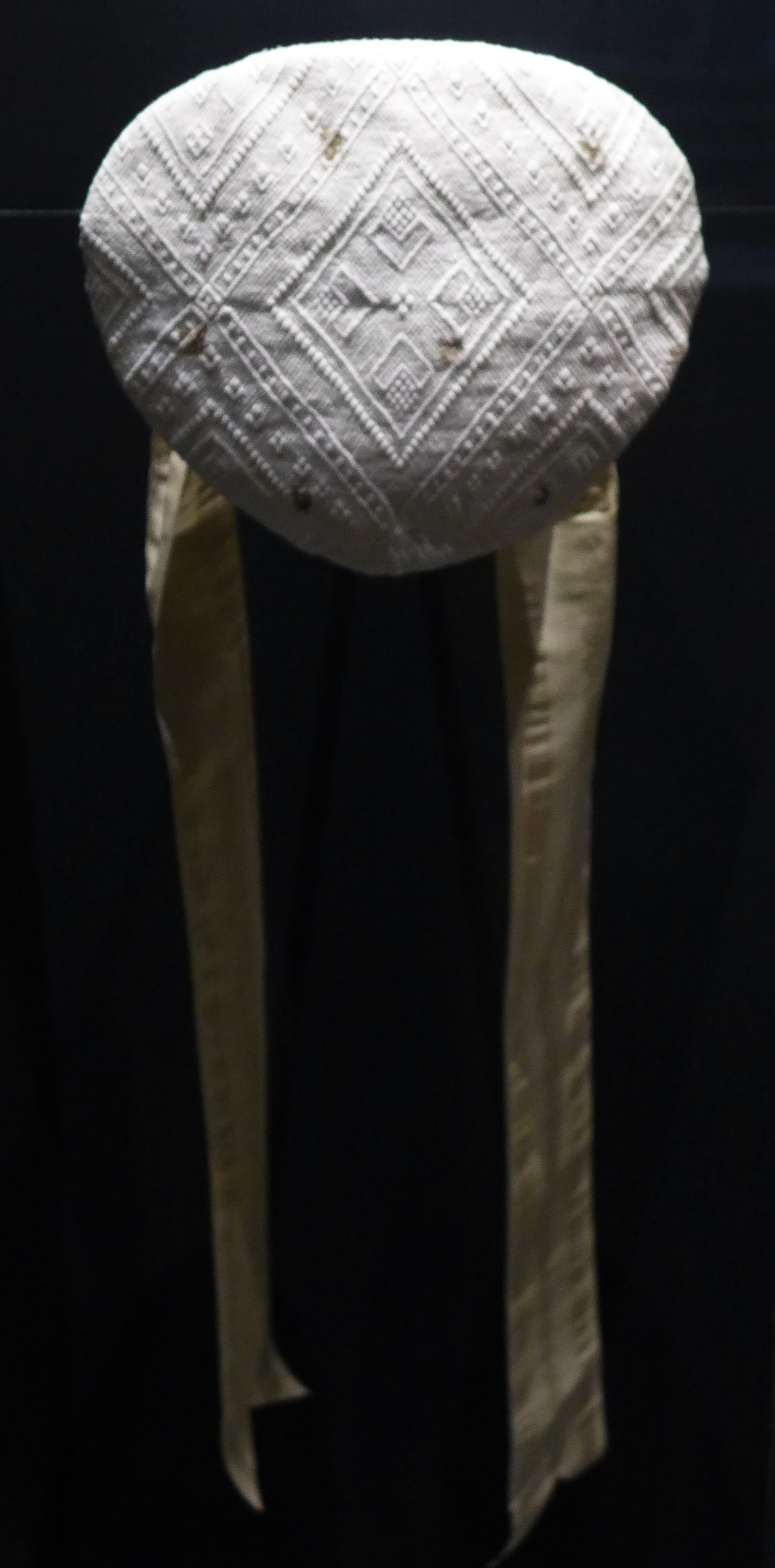
Rozzekäppchen der Bekleidung verheirateter Frauen der Saar-Mosel-Region, Baumwolle, Leinen, Seide, erstes Drittel des 19. Jahrhunderts
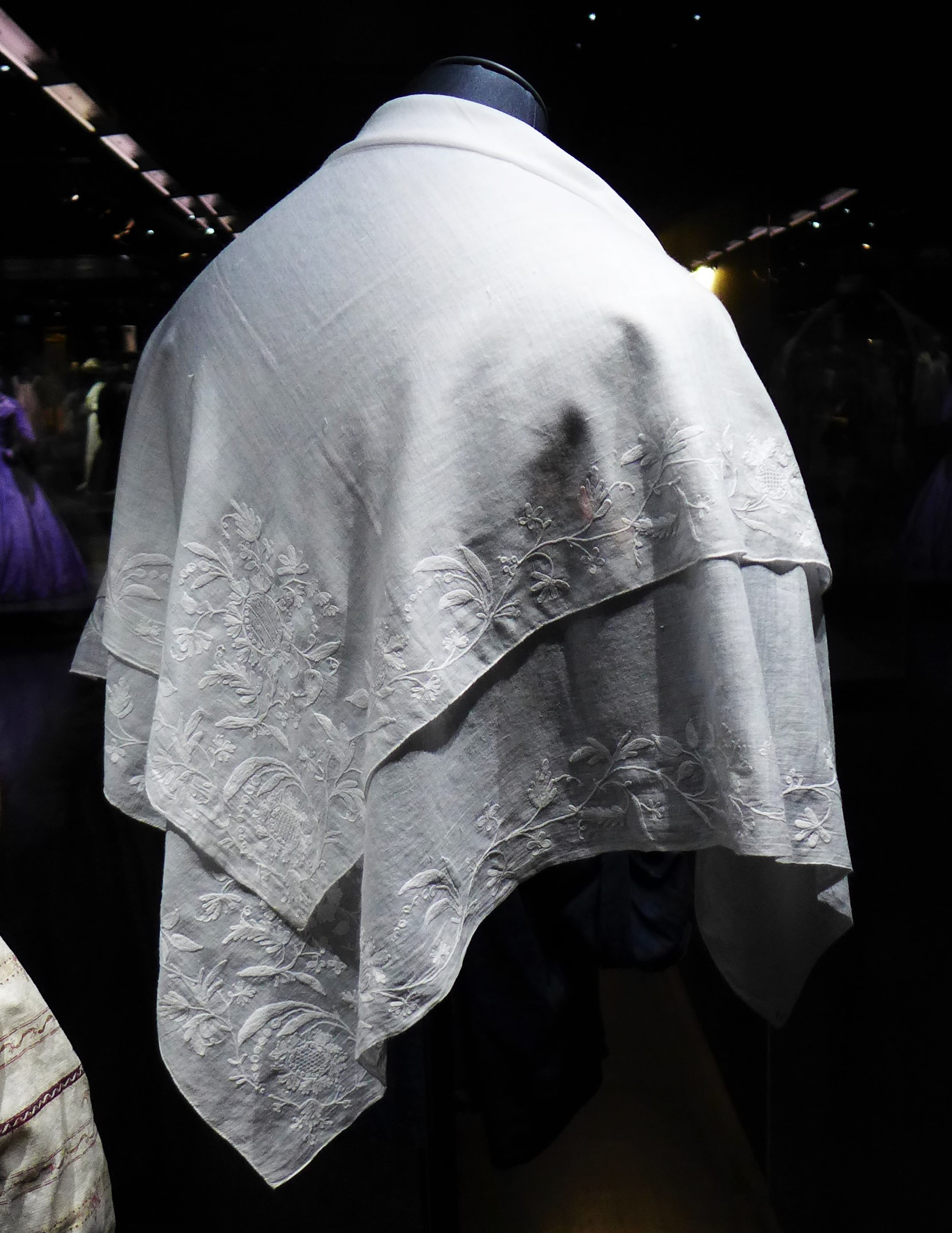
Schnaubdouch (Schultertuch) der Frauen der Saar-Mosel-Region, Baumwollmousseline mit weißer Tambourstickerei, erstes Drittel des 19. Jahrhunderts
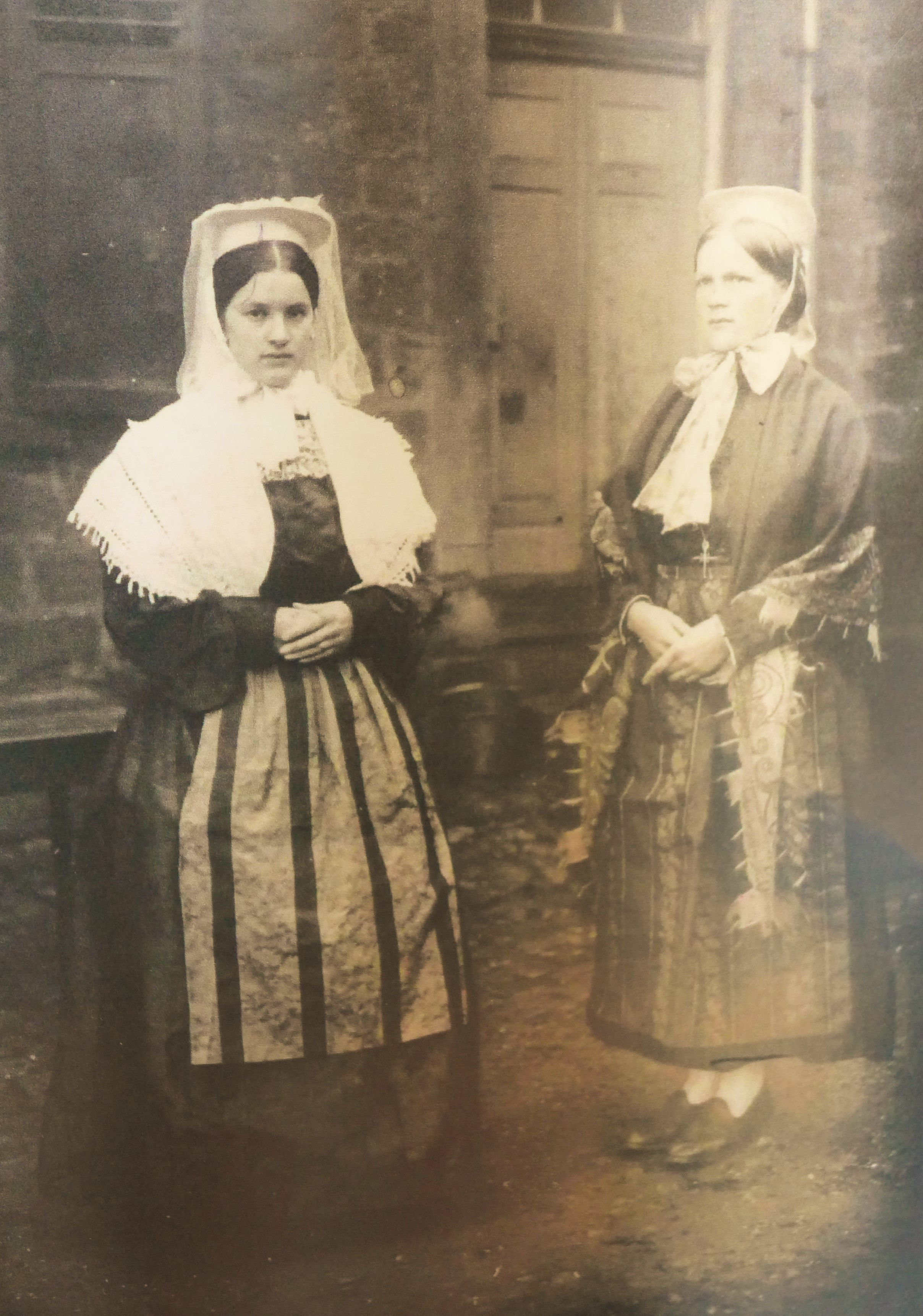
Brauttracht aus der ersten Hälfte des 19. Jahrhunderts, Rekonstruktion (Stiftung Saarländischer Kulturbesitz)